# Racibórz
Racibórz (niem. Ratibor, dś. Rattebor, cz. Ratiboř, śl. Racibōrz) – miasto w Polsce, w województwie śląskim; siedziba władz powiatu raciborskiego.
Racibórz jest obok Opola jedną z historycznych stolic Górnego Śląska, gdzie rezydowali książęta opolsko-raciborscy. Do dzisiaj zachowało się wiele cennych zabytków, m.in. kaplica zamkowa pw. św. Tomasza Kantuaryjskiego, zwana perłą gotyku śląskiego. Miasto jako pierwsze w Polsce i Europie otrzymało certyfikat Systemu Zarządzania Środowiskowego ISO 14001. Według danych z 31 grudnia 2023 r. miasto miało 49 650 mieszkańców.

## Położenie
Racibórz znajduje się w południowej części Polski, a jego współrzędne geograficzne to 18º 13' długości geograficznej wschodniej i 50º 05' szerokości geograficznej północnej. Miasto jest oddalone o 30 km od Ostrawy, 75 km od Katowic, 75 km od Opola, 145 km od Krakowa, 160 km od Wrocławia oraz 350 km od Warszawy.
Racibórz pod względem administracyjnym leży w południowo-zachodniej części województwa śląskiego, w powiecie raciborskim, niedaleko granicy z Czechami. Graniczy od północy z gminami Rudnik i Nędza, od wschodu z gminami Kornowac i Lyski, od zachodu z gminą Pietrowice Wielkie, a od południa z gminami Krzanowice, Krzyżanowice i Lubomia.
Racibórz jest centralnym miastem powiatu, który tworzą obok Raciborza miasta Kuźnia Raciborska i Krzanowice, jak również duże gminy wiejskie Krzyżanowice, Nędza, Rudnik, Kornowac i Pietrowice Wielkie. Swoją siedzibę w mieście mają Starostwo Powiatowe, a także oddziały instytucji takich jak Powiatowa Stacja Sanitarno-Epidemiologiczna, Wojewódzki Zarząd Melioracji i Urządzeń Wodnych, Ośrodek Doradztwa Rolniczego, Agencja Restrukturyzacji i Modernizacji Rolnictwa.
Miasto położone jest częściowo na Płaskowyżu Głubczyckim oraz w Kotlinie Raciborskiej, mezoregionach Niziny Śląskiej. Racibórz leży nad rzeką Odrą w dolinie górnej Odry. Sąsiadująca z nią Kotlina Raciborska otoczona jest od południa przez Pogórze Karpackie, od zachodu przez Góry Opawskie, należące do Sudetów Wschodnich, a od północy przez próg Wyżyny Śląskiej. Niewielki obszar zachodniej części miasta leży na Płaskowyżu Rybnickim będącym mezoregionem Wyżyny Śląskiej.
Historycznie Racibórz jest położony na Górnym Śląsku. Do 1945 r. pozostawał w granicach Niemiec, choć jedna z dzielnic Raciborza, Brzezie (do 1975 r. samodzielna wieś) znalazła się po polskiej stronie granicy już w 1922 r. W latach 1950–1975 miasto administracyjnie należało do województwa opolskiego, natomiast w latach 1975–1998 do województwa katowickiego.
Według danych z 31 grudnia 2024 r. powierzchnia Raciborza wynosi 75,04 km², co stanowi ok. 13,8% powierzchni powiatu. Stawia to miasto na 58. pozycji w Polsce pod względem powierzchni.

## Środowisko naturalne

Położenie Raciborza na tle szkicu geologicznego regionu bez utworów kenozoicznych

### Geologia
Racibórz należy do Zagłębia Górnośląskiego, tzn. do zapadliskowej struktury, która wchodzi w skład masywów kaledońsko-waryscyjskich. Najstarsze napotkane i rozpoznane utwory geologiczne to paleozoiczne skały dolnego karbonu, na których zalegają osady kenozoiczne pochodzące z trzeciorzędu i czwartorzędu.
Kotlina Raciborska jest zapadliskiem tektonicznym, które powstało na północnym przedpolu Karpat podczas orogenezy hercyńskiej (karbon). Wypełniona jest głównie czwartorzędowymi piaskami i żwirami. Południowa część doliny Odry ma prostolinijny przebieg, który przypomina rów tektoniczny. W dnie doliny o szerokości 4–5 km i głębokości 180–200 m n.p.m., a także na jej zboczach występuje kilka poziomów terasowych. Zostały one utworzone przez rzekę. Powyżej nich rozciągają się wysoczyzny morenowe. Największy wpływ na rzeźbę tego terenu miały dwa zlodowacenia: południowopolskie oraz środkowopolskie.
Ogólnie budowa geologiczna ziemi raciborskiej powiązana jest w dużej mierze z historią geologiczną takich gór jak Sudety, Karpaty, a także Wyżyny Śląskiej. Obszar ziemi raciborskiej uległ wypiętrzeniu wraz z Sudetami w okresie karbonu, a później ulegał systematycznej erozji. Podczas kenozoiku teren ziemi raciborskiej uległ obniżeniu, a następnie został zalany. Po wycofaniu się wody pozostały duże pokłady piasków, wapieni oraz iłów. Powstanie koryta Odry związane jest z ruchami ziemi w późnym trzeciorzędzie. Dwa kolejne zlodowacenia, które nadeszły w plejstocenie spowodowały, że obszar jest bardzo urozmaicony pod względem ukształtowania powierzchni. Lodowce pozostawiły po sobie duże pokłady piasków i żwirów o miąższości sięgającej 50 metrów, a także głazy narzutowe ze Skandynawii. Jeden z nich, z czerwonego granitu znajduje się na placu Wolności w Raciborzu.

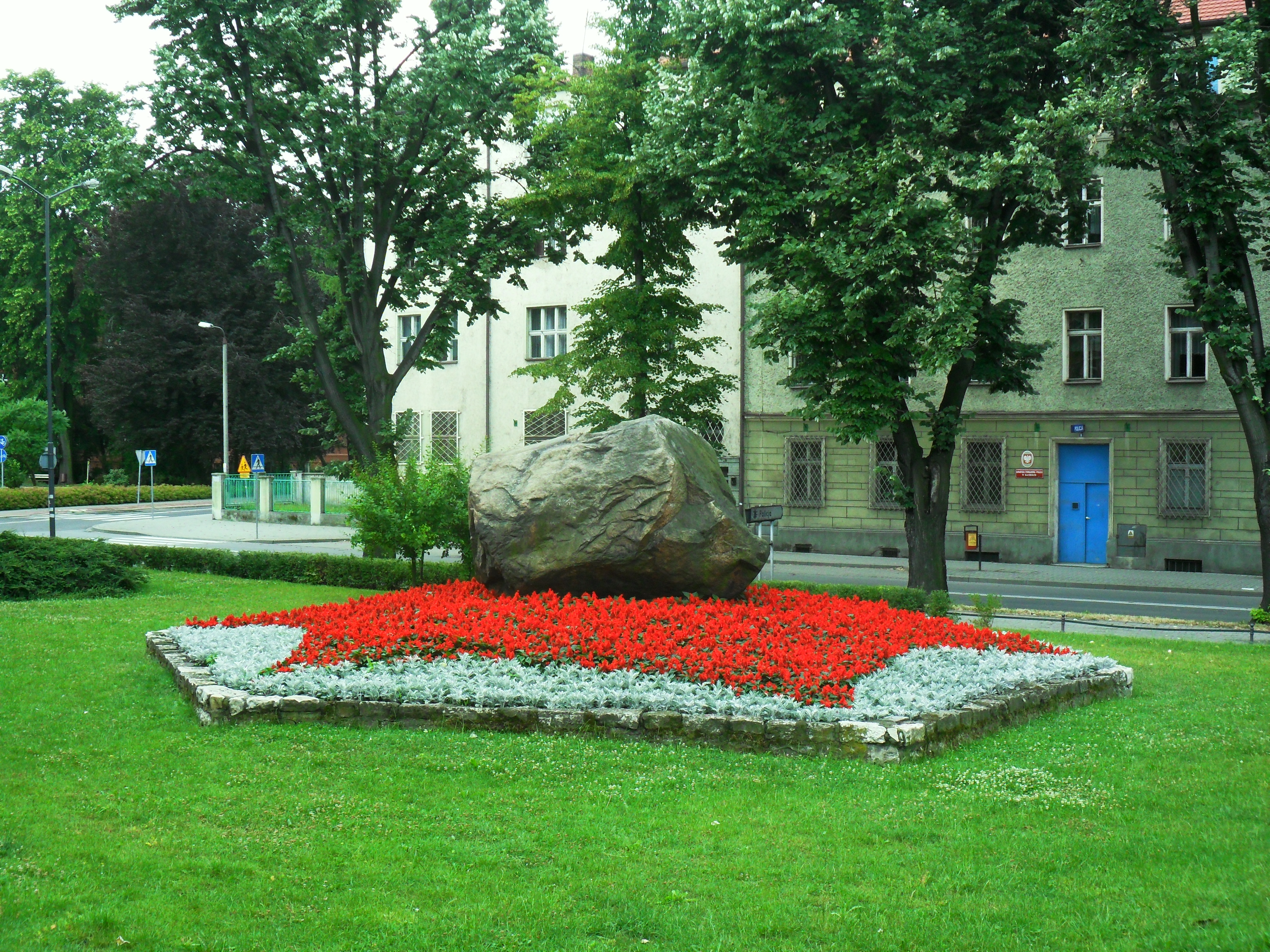
Głaz narzutowy na placu Wolności

### Morfologia terenu
Obszar miasta pod względem morfologicznym podzielony jest na dwie odrębne struktury: Nizina Śląska i Wyżyna Śląsko-Krakowska. Z tych dwóch struktur zdecydowanie większą powierzchnię zajmuje podprowincja Niziny Śląskiej, która obejmuje całą zachodnią i środkową część gminy, a także dolinę Odry. W tej podprowincji można wyróżnić dwa mezoregiony: Płaskowyż Głubczycki i Kotlinę Raciborską. Znacznie mniejsza jest podprowincja Wyżyny Śląsko-Krakowskiej, która obejmuje wschodnią część miasta, gdzie wyróżnia się mezoregion, jakim jest Płaskowyż Rybnicki, najdalej wysunięty na południe.
Racibórz i ziemia raciborska należą do tzw. Równin Środkowopolskich i są ich najdalej wysuniętym na południe obszarem. Oprócz tego te ziemie należą do makroregionu Niziny Śląskiej, gdzie są najdalej wysuniętą na południowy wschód jego częścią. Między tymi wzniesieniami istnieją naturalne obniżenia terenu zwane bramami. I tak na południe w kierunku Czech prowadzi Brama Morawska, stanowiąca przejście pomiędzy Sudetami Wschodnimi i Pogórzem Karpackim. Na północny zachód otwiera się Brama Krapkowicka, prowadząca do Kotliny Śląskiej, a na wschód wiedzie Brama Krakowska. Przez te obniżenia terenu prowadziły najstarsze szlaki handlowe. Racibórz położony jest na wysokości ok. 188 m n.p.m. Wysokość terenu na poziomie rynku wynosi 192,2 m n.p.m., najwyższy punkt – wzgórze Lipki (276 m n.p.m.), najniższy – 164 m n.p.m.

### Hydrologia

Ważniejsze cieki i zbiorniki wodne na terenie Raciborza

#### Wody podziemne
Na terenie Raciborza występują dwa poziomy wodonośne: czwartorzędowy i trzeciorzędowy. Wody podziemne znajdujące się na poziomie czwartorzędowym powiązane są z piaskami i żwirami dolin rzecznych i pradoliny miasta. Wody te znajdują się w utworach ilastych miocenu i tworzą porowy system hydrauliczny. Wody podziemne znajdujące się na poziomie trzeciorzędowym związane są z wkładkami lub soczewkami piaszczystymi i piaszczysto-żwirowymi, których miąższość kształtuje się w przedziale 2–38 m. Zalegają one w kompleksie ilastym sarmatu i tortonu. Ponadto wody te związane są z klastycznymi utworami pliocenu, które wypełniają struktury kopalne w stropie trzeciorzędu. Również tworzą one porowy system hydrauliczny.
Racibórz leży w południowej części Głównego Zbiornika Wód Podziemnych nr 332 „Subniecka Kędzierzyńsko-Głubczycka”. Zbiornik ten, występujący w utworach piaszczystych i żwirowych, jest typu porowego. Posiada on powierzchnię 1350 km² oraz dysponuje zasobami wynoszącymi 110 000 m³/d i modułem zasobowym 1 l/skm². Zbiornik składa się z trzeciorzędowego poziomu wodonośnego i czwartorzędowych dolin kopalnych. Średnia głębokość ujęcia wynosi 80–120 m, a wydajność studni waha się w granicach 60–80 m³/h. Główna część zbiornika zawiera wody podziemne dobrej jakości, m.in. klasy Ic, lokalnie Ib i Id. Eksploracja wód z poziomu trzeciorzędu trwa od ponad 90 lat. Zasoby dyspozycyjne zostały określone na ok. 130 000 m³/d i są eksploatowane w około 50%. 800 km² powierzchni zbiornika znajduje się w obszarze najwyższej ochrony, a 1000 km² w obszarze wysokiej ochrony.
Oprócz tego na obszarze miasta znajduje się Główny Zbiornik Wód Podziemnych nr 352 „Racibórz”, który objęty został monitoringiem w sieci krajowej oraz regionalnej. Zbiornik ten jest typu porowego, który występuje w utworach piaszczystych i żwirowych akumulacji rzecznej. Związany jest z kopalną doliną rzeki Rudy. Zbiornik cechuje się swobodnym zwierciadłem wody i tym, że zalega na niewielkich głębokościach. W okolicach rzeki Rudy znajduje się tuż pod powierzchnią terenu. Poziom wodonośny zasilany jest przez infiltrację wód opadowych. Eksploatuje się go głównie przez studnie gospodarskie. Zbiornik zawiera wody podziemne średniej jakości, przede wszystkim klasy Ic i Id, lokalnie II. Woda z tego zbiornika nie nadaje się do spożycia bez uprzedniego uzdatnienia. Cała powierzchnia zbiornika należy do obszaru najwyższej ochrony.
Na terenie miasta wody podziemne są badane w dwóch punktach pomiarowych, z czego jeden należy do sieci krajowej, a drugi do sieci regionalnej. W 2000 r. krajowy punkt pomiarowy nr 1114 odnotował poprawę jakości wód z klasy II do Ib. Natomiast regionalny punkt pomiarowy nr 65 odnotował pogorszenie jakości wód z klasy II do III. W 2002 r. jednak wyniki monitoringu w krajowym punkcie pomiarowym wskazywały na pogorszenie jakości wód w oznaczeniach przewodności, manganu, żelaza, fosforanów i chromu. Natomiast raport regionalnego punktu pomiarowego nie wskazywał żadnych zmian.
| \| Nr otworu \| Stratygrafia \| Rodzaj wód \| Nr GZWP \| Typ ośrodka \| Rok badań \| Klasa jakości \| Składniki decydujące o przynależności do danej klasy jakości \| Składniki chemiczne przekraczające wartości graniczne dla danej klasy czystości \| Typ hydrochemiczny \| \| --------- \| ------------ \| ---------- \| ------- \| ----------- \| --------- \| ------------- \| ---------------------------------------------------------------- \| ------------------------------------------------------------------------------- \| ------------------ \| \| 1114 \| Q \| W \| 352 \| P \| 1999 \| II \| brak danych \| brak danych \| brak danych \| \| 1114 \| Q \| W \| 352 \| P \| 2000 \| Ib \| Ba, CN, Si, Sr, Ca, HCO3 \| Fe, Mn \| HCO3-Ca-Mg \| \| 1114 \| Q \| W \| 352 \| P \| 2001 \| Ib \| Ba, Si, Ca, HCO3, NH4, substancje rozpuszczalne, twardość ogólna \| Fe, Mn, przew. \| HCO3-Ca-Mg \| \| 65 \| Q \| G \| 352 \| P \| 2000 \| II \| przew., Eh, Mn, Ba \| Fe \| SO4-HCO3-Ca-Mg \| \| 65 \| Q \| G \| 352 \| P \| 2001 \| III \| przew. \| Fe \| SO4-HCO3-Ca \| |              |            |         |             |           |               |                                                                  |                                                                                 |                    |
| Objaśnienia: Q – czwartorzęd W – wody wgłębne G – wody gruntowe P – porowy |              |            |         |             |           |               |                                                                  |                                                                                 |                    |
| Nr otworu | Stratygrafia | Rodzaj wód | Nr GZWP | Typ ośrodka | Rok badań | Klasa jakości | Składniki decydujące o przynależności do danej klasy jakości     | Składniki chemiczne przekraczające wartości graniczne dla danej klasy czystości | Typ hydrochemiczny |
| 1114 | Q            | W          | 352     | P           | 1999      | II            | brak danych                                                      | brak danych                                                                     | brak danych        |
| 1114 | Q            | W          | 352     | P           | 2000      | Ib            | Ba, CN, Si, Sr, Ca, HCO3                                         | Fe, Mn                                                                          | HCO3-Ca-Mg         |
| 1114 | Q            | W          | 352     | P           | 2001      | Ib            | Ba, Si, Ca, HCO3, NH4, substancje rozpuszczalne, twardość ogólna | Fe, Mn, przew.                                                                  | HCO3-Ca-Mg         |
| 65 | Q            | G          | 352     | P           | 2000      | II            | przew., Eh, Mn, Ba                                               | Fe                                                                              | SO4-HCO3-Ca-Mg     |
| 65 | Q            | G          | 352     | P           | 2001      | III           | przew.                                                           | Fe                                                                              | SO4-HCO3-Ca        |

#### Wody powierzchniowe

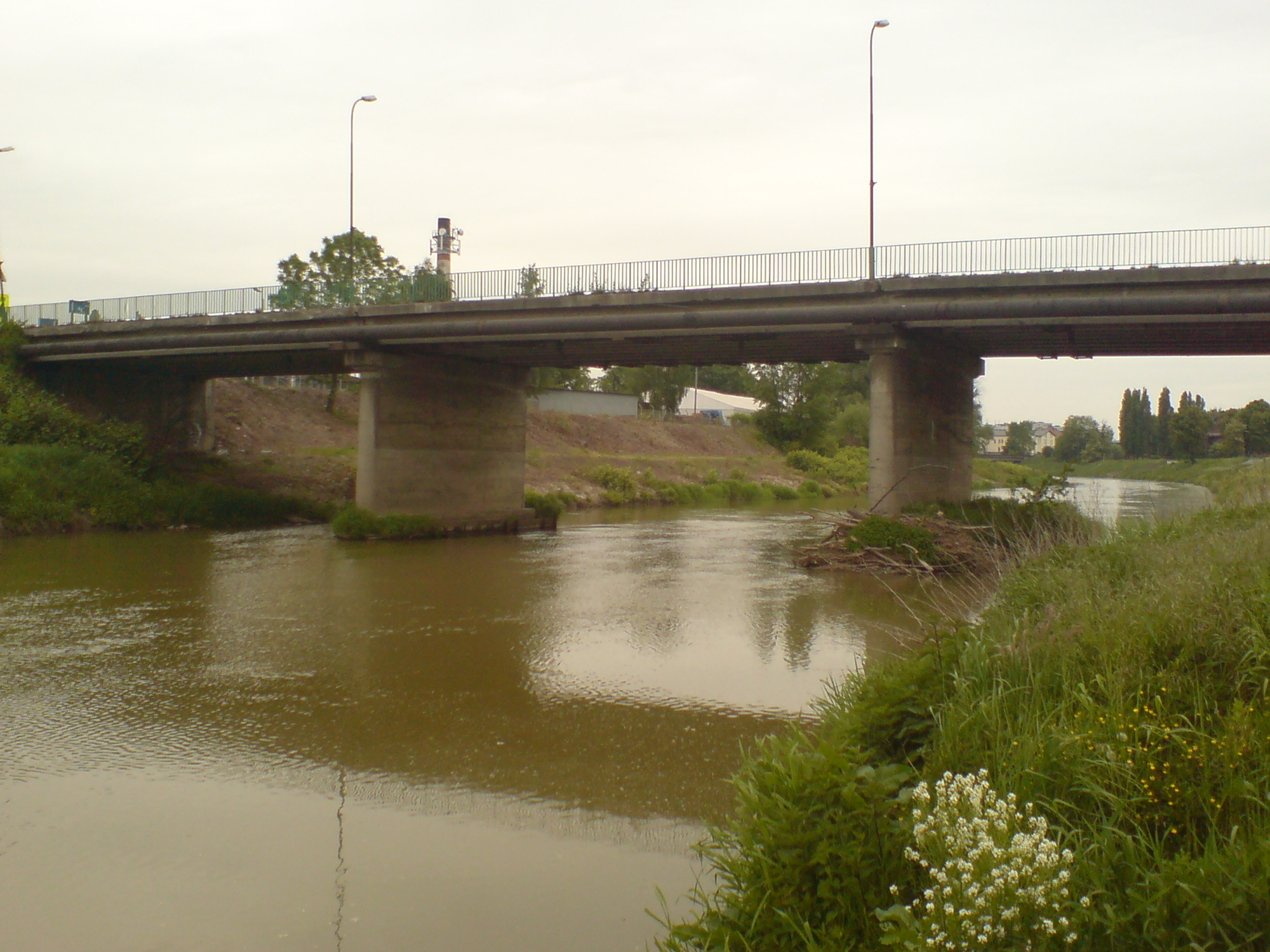
Most nad Odrą na ulicy Piaskowej w Raciborzu

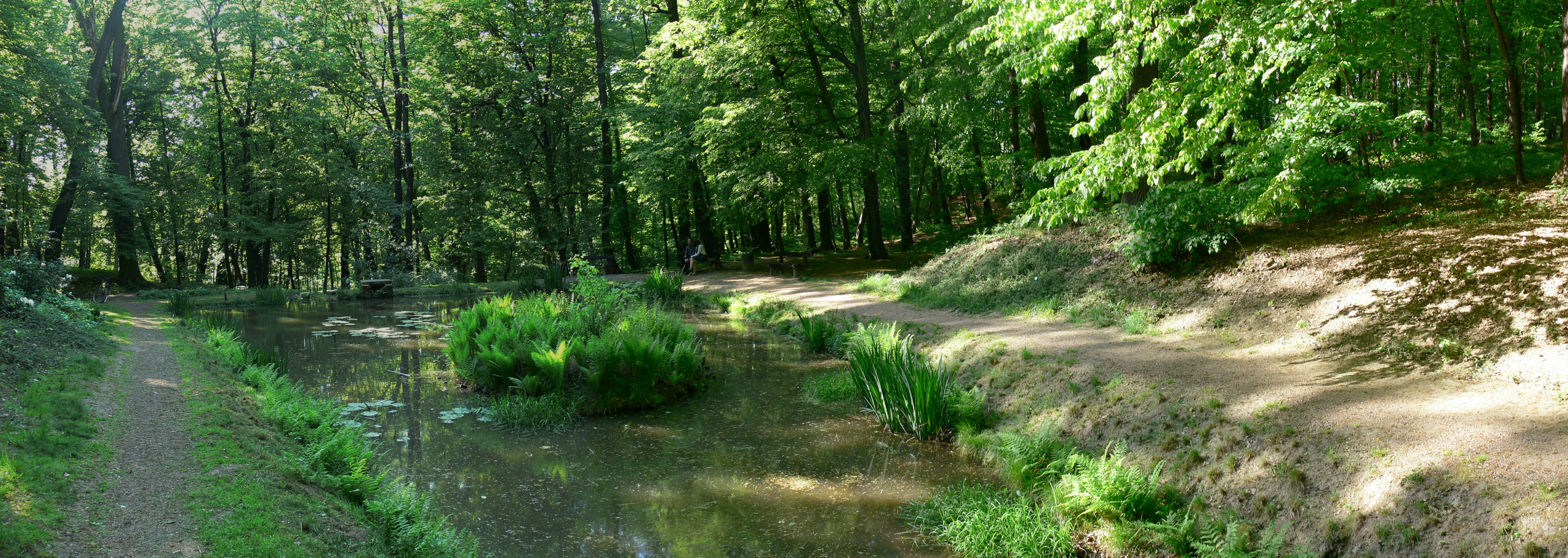
Jeden ze stawów w Arboretum Bramy Morawskiej

Racibórz znajduje się w całości w dorzeczu Odry, która jest osią hydrograficzną całego regionu. Sieć rzeczną miasta stanowi Odra wraz z jej lewym dopływem Psiną z Troją o długości ok. 55 km, a także prawym dopływem Rudą długości ok. 50 km i Suminą. Gęstość sieci rzecznej waha się w przedziale 0,5–1 km/100 km². Odra to druga co do wielkości rzeka Polski, która swój początek bierze w Czechach w Górach Odrzańskich, na południowo-wschodnim stoku wzniesienia Fidlův kopec, który znajduje się 680 m n.p.m. W około 20 km biegu rzeki w miejscowości Chałupki znajduje się przekrój graniczny. W miejscu, w którym rzeka przekracza granicę jej nurt znajduje się na wysokości 195 m n.p.m. Natomiast przy ujściu rzeki Ruda koło Kuźni Raciborskiej znajduje się na wysokości 178 m n.p.m. W związku z tym jej spadek jest niewielki i stanowi ok. 17 m na 40 km.
W okolicach miasta Odra jest rzeką nizinną o dużych wahaniach wodostanu, co doprowadziło w 1997 r. do olbrzymiej powodzi i ogromnych strat materialnych. Odra na terenie Raciborza ma powolny przepływ, meandrujące koryto i płaskie dno. Na terenie Raciborza długość rzeki wynosi ok. 9,3 km i wpływa na jego teren w południowej części miasta w 45,7 km jej długości rozdzielając się na dwie części. Pierwsza z nich to Odra, która przepływa przez centrum miasta, a druga to znajdujący się po prawej stronie rzeki kanał Ulga, który został sztucznie wybudowany, aby chronić miasto przed powodzią. Kanał ten leży po prawej stronie rzeki i posiada długość 7,3 km. Kanał Ulga i Odra łączą się ponownie w północnej części miasta, w dzielnicy Miedonia na około 50 km biegu rzeki. Oprócz Odry i kanału Ulga w granicach Raciborza znajduje się jeszcze sześć nazwanych cieków wodnych. Są to strugi Plinc, Kamieniok, Łęgoń, Bodek i Nędza (wszystkie po prawej stronie biegu rzeki) oraz kanał Psinka po lewej stronie, a także liczne rowy melioracyjne. W okresie wiosny zasoby wody na Odrze są bardzo duże, natomiast w lecie niskie.
Wśród pozostałych zbiorowisk wodnych można wymienić stawy w dzielnicach Brzezie oraz Markowice, a także stawy Brzeziniak oraz inne zlokalizowane w Arboretum Bramy Morawskiej. Ponadto oprócz tego występują stawy, które znajdują się w rękach prywatnych. W dzielnicy Markowice znajdują się 3 stawy o powierzchni 4,2 ha, w dzielnicy Brzezie – 5 stawów o powierzchni 22,75 ha i w dzielnicy Miedonia – 3 stawy o powierzchni 1,75 ha.
Na terenie miasta znajdują się także wyrobiska powstałe po wydobyciu kopalin. W dzielnicach Brzezie i Płonia wyrobiska te zajmują ok. 90 ha. Ponadto wyrobiska znajdują się w dzielnicy Ostróg i zajmują 43,21 ha, oraz w dzielnicach Studzienna i Sudół, tzw. stawy Witolda o powierzchni 24,5 ha.
Na terenie Raciborza prowadzone są badania monitoringowe Odry w dwóch przekrojach pomiarowo-kontrolnych. Poniższa tabela prezentuje wpływ zanieczyszczeń z terenów gmin wiejskich położonych wzdłuż biegu Odry na południe od miasta. Pierwszy przekrój pomiarowo-kontrolny znajduje się w miejscowości Krzyżanowice poniżej rzeki Olzy w 34,5 km biegu Odry. Natomiast drugi przekrój znajduje się u ujścia rzeki Psiny do Odry. Przy klasyfikacji czystości rzeki według metody statystycznej zastosowano metodę gwarantowanych stężeń zanieczyszczeń. Przy tej metodzie wykorzystano metodę Nesmeraka, a umieszczone w tabeli wyniki oparte są na 90% prawdopodobieństwie nieprzekraczalności wartości stężeń otrzymanych podczas badania.
|                              | BZT5, ChZT, utlenialność                 | BZT5, ChZT, utlenialność                 | BZT5, ChZT, utlenialność                 | związki biogenne (bez NO2)  | związki biogenne (bez NO2)  | związki biogenne (bez NO2)  | związki mineralne           | związki mineralne           | związki mineralne           | metale ciężkie      | metale ciężkie      | metale ciężkie      | zawiesina | zawiesina | zawiesina |
| 1999                         | 2000                                     | 2001                                     | 1999                                     | 2000                        | 2001                        | 1999                        | 2000                        | 2001                        | 1999                        | 2000                | 2001                | 1999                | 2000      | 2001      |           |
| ---------------------------- | ---------------------------------------- | ---------------------------------------- | ---------------------------------------- | --------------------------- | --------------------------- | --------------------------- | --------------------------- | --------------------------- | --------------------------- | ------------------- | ------------------- | ------------------- | --------- | --------- | --------- |
| Odra, poniżej Olzy 34,5 km   |                                          |                                          |                                          |                             |                             |                             |                             |                             |                             |                     |                     |                     |           |           |           |
| Psina, ujście do Odry 0,2 km |                                          |                                          |                                          |                             |                             |                             |                             |                             |                             |                     |                     |                     |           |           |           |
| Odra, Racibórz 48,5 km       |                                          |                                          |                                          |                             |                             |                             |                             |                             |                             |                     |                     |                     |           |           |           |
| Odra, Miedonia 55,5 km       |                                          |                                          |                                          |                             |                             |                             |                             |                             |                             |                     |                     |                     |           |           |           |
|                              | oznaczenia fizyko-chemiczne bez biogenów | oznaczenia fizyko-chemiczne bez biogenów | oznaczenia fizyko-chemiczne bez biogenów | oznaczenia fizyko-chemiczne | oznaczenia fizyko-chemiczne | oznaczenia fizyko-chemiczne | oznaczenia bakteriologiczne | oznaczenia bakteriologiczne | oznaczenia bakteriologiczne | klasyfikacja pełna  | klasyfikacja pełna  | klasyfikacja pełna  |           |           |           |
| 1999                         | 2000                                     | 2001                                     | 1999                                     | 2000                        | 2001                        | 1999                        | 2000                        | 2001                        | 1999                        | 2000                | 2001                |                     |           |           |           |
| Odra, poniżej Olzy 34,5 km   |                                          |                                          |                                          |                             |                             |                             |                             |                             |                             |                     |                     |                     |           |           |           |
| Psina, ujście do Odry 0,2 km |                                          |                                          |                                          |                             |                             |                             |                             |                             |                             |                     |                     |                     |           |           |           |
| Odra, Racibórz 48,5 km       |                                          |                                          |                                          |                             |                             |                             |                             |                             |                             |                     |                     |                     |           |           |           |
| Odra, Miedonia 55,5 km       |                                          |                                          |                                          |                             |                             |                             |                             |                             |                             |                     |                     |                     |           |           |           |
|                              |                                          |                                          |                                          |                             |                             |                             |                             |                             |                             |                     |                     |                     |           |           |           |
| Legenda                      |                                          | I klasa czystości                        | I klasa czystości                        | I klasa czystości           |                             | II klasa czystości          | II klasa czystości          | II klasa czystości          |                             | III klasa czystości | III klasa czystości | III klasa czystości |           | n.o.n.    | n.o.n.    |

Jak wynika z powyższej tabeli badania czystości wody w Raciborzu wskazują na jej pozaklasowy charakter. Każdy z kontrolowanych przekrojów wskazuje na wody nieodpowiadające normom, w szczególności przy oznaczeniach fizyko-chemicznych oraz bakteriologicznych. Jednak w punkcie pomiarowym w Miedoni znajdującym się na 55,5 km biegu rzeki można zauważyć poprawę czystości wód w stosunku do punktu pomiarowego umiejscowionego w mieście na 48,5 km. Dotyczy to przede wszystkim oznaczeń BZT5, ChZT, metali ciężkich, zawiesiny oraz oznaczeń fizyko-chemicznych oprócz związków biogennych. Z analizy pozostałych danych monitoringowych można stwierdzić, że woda na Odrze w Krzyżanowicach jest bardziej zanieczyszczona od tej na terenie Raciborza w przypadku oznaczeń fizyko-chemicznych bez związków biogennych. Przede wszystkim rzeka Psina wprowadza do Odry wody pozaklasowe we wszystkich oznaczeniach z wyjątkiem związków mineralnych i metali ciężkich. W związku z tym wody Odry po przejściu przez teren miasta ulegają nieznacznej poprawie w oznaczeniach BZT5, ChZT, utlenialności, zawiesiny oraz fizyko-chemicznych z wyjątkiem związków biogennych.

### Klimat
| Miesiące             | Lata      | Lata      | Lata | Lata  | Lata | Lata | Lata | Lata |
| Miesiące             | 1848–1871 | 1881–1939 | 1955 | 1956  | 1958 | 1959 | 1960 | 1977 |
| -------------------- | --------- | --------- | ---- | ----- | ---- | ---- | ---- | ---- |
| styczeń              | –2,8      | –2,1      | –2,0 | 0     | –2,5 | –0,3 | –1,8 | –0,1 |
| luty                 | –1,2      | –1,0      | –1,7 | –12,2 | –1,8 | –2,0 | –1,8 | 1,9  |
| marzec               | 2,2       | 3,0       | 0,4  | 1,6   | –1,7 | –5,6 | 3,5  | 7,1  |
| kwiecień             | 7,8       | 7,7       | 5,5  | 6,5   | 5,3  | 9,5  | 6,9  | 6,9  |
| maj                  | 12,9      | 13,3      | 11,9 | 12,5  | 16,1 | 13,2 | 13,2 | 12,9 |
| czerwiec             | 17,3      | 16,1      | 15,5 | 15,8  | 15,8 | 16,0 | 16,9 | 17,4 |
| lipiec               | 18,3      | 18,0      | 18,1 | 17,8  | 18,8 | 19,7 | 16,4 | 17,0 |
| sierpień             | 17,7      | 16,8      | 17,2 | 15,9  | 17,4 | 17,5 | 13,3 | 16,5 |
| wrzesień             | 13,8      | 13,3      | 13,2 | 13,4  | 13,4 | 12,0 | 12,7 | 11,8 |
| październik          | 9,0       | 8,4       | 8,6  | 8,2   | 9,7  | 7,5  | 10,2 | 10,3 |
| listopad             | 2,4       | 3,1       | 3,9  | –0,4  | 4,0  | 3,8  | 5,7  | 5,7  |
| grudzień             | –2,0      | –0,2      | 1,8  | 0,5   | 2,1  | 4,9  | 2,6  | –0,7 |
| Średnie temp. roczne | 8,0       | 8,0       | 7,7  | 6,6   | 8,0  | 8,8  | 8,4  | 8,9  |

Racibórz według podziału Romualda Gumińskiego należy do podsudeckiej dzielnicy klimatycznej, czyli występuje tam stosunkowo łagodny klimat. Związane jest to z usytuowaniem na przedpolu Sudetów oraz położeniem u północnych wrót Bramy Morawskiej. Natomiast według podziału E. Romera na regiony klimatyczne Polski Racibórz należy do strefy klimatycznej Brama Morawska, która jest jedną z najcieplejszych w kraju. Klimat Kotliny Raciborskiej jest kształtowany przez napływ ciepłych mas powietrza pochodzących z południa przez Bramę Morawską, a także oceanicznych mas powietrza napływających z zachodu.
Średnia roczna temperatura powietrza waha się między 7 a 9 °C. Natomiast średnia wieloletnia temperatura wynosi 8 °C. W lipcu, który jest najcieplejszym miesiącem, wynosi 18 °C, a w najzimniejszym – lutym –2 °C. Średnia temperatura stycznia jest wyższa niż w innych miastach w Polsce i waha się między –2 a 0 °C. Natomiast średnie temperatury lipca są raczej wysokie, ale mimo to niższe niż w Opolu czy Wrocławiu. Maria Połońska wyznaczyła dla miasta podział dni w roku: 1,3 dni bardzo mrożnych (temp. –10 °C), 30,4 dni mroźnych (temp. poniżej 0 °C), 102,4 dni z przymrozkami (temp. 0 °C), 39,6 dni letnich (temp. 25 °C) i 5,2 dni gorących (temp 30 °C). Czas trwania okresu wegetacyjnego wynosi ok. 210 do powyżej 220 dni. Pokrywa śnieżna natomiast zalega przeciętnie 60–75 dni. W Raciborzu notuje się około 100–110 dni z przymrozkami.
Opad śródroczny oscyluje wokół 695 mm, w półroczu letnim wynosi on ok. 495 mm, a w półroczu zimowym ok. 236 mm. W lipcu osiągany jest maksymalny opad, a w lutym i marcu minimalny. Opady w mieście można zaobserwować średnio przez 170 dni, w tym przez 45 dni pada śnieg. Wilgotność powietrza waha się między 75% a 82,5%. W ciągu roku w mieście można zaobserwować około 34 dni z mgłą. Maksymalne zachmurzenie występuje w okresie od listopada do stycznia, natomiast minimalne od sierpnia do września.
Średnie usłonecznienie miasta w ciągu roku to około 1400 godzin, w tym przez 30 dni usłonecznienie przekracza 10 godzin. Można zaobserwować wiatry z kierunków: południowo-zachodniego, północno-zachodniego, zachodniego oraz północno-wschodniego. Według Marii Połońskiej wiatry z kierunku południowo-zachodniego stanowią 22%, północno-zachodniego – 18%, zachodniego – 15% i północno-wschodniego – 5,6%. Wiatry są przeważnie słabe (2–5 m/s) i stanowią 58,3% całości, 23,3% stanowią wiatry bardzo słabe, 12,6% umiarkowane, a 5% to wiatry silne i bardzo silne. Średnie prędkości wiatrów wahają się między 1,7 a 3,4 m/s.
| styczeń          | 36  | 32  | 29  | 34  | 76   |
| luty             | 26  | 23  | 8   | 26  | 90   |
| marzec           | 35  | 49  | 22  | 49  | 60   |
| kwiecień         | 49  | 41  | 44  | 45  | 55   |
| maj              | 71  | 51  | 57  | 143 | 86   |
| czerwiec         | 80  | 106 | 87  | 93  | 35   |
| lipiec           | 100 | 88  | 119 | 179 | 191  |
| sierpień         | 89  | 61  | 95  | 114 | 224  |
| wrzesień         | 53  | 58  | 2   | 58  | 99   |
| październik      | 57  | 96  | 12  | 42  | 19   |
| listopad         | 40  | 33  | 36  | 27  | 36   |
| grudzień         | 37  | 46  | 68  | 25  | 31   |
| Opady roczne, mm | 673 | 684 | 579 | 835 | 1002 |

Na klimat lokalny wpływ mają przede wszystkim ukształtowanie terenu oraz jego przestrzenne zagospodarowanie. Płaskowyż Głubczycki, Kotlina Raciborska i Płaskowyż Rybnicki posiadają odrębne klimaty lokalne. Pierwszy z nich charakteryzuje się odmiennością warunków ze względu na ekspozycję terenu. Warunki klimatowe na płaskowyżu są korzystne dla osadnictwa i rolnictwa. Wąskie dolinki boczne posiadają osobne cechy mikroklimatyczne. Doliny te są słabo przewietrzane, a także występują tam częste inwersje temperatur. Te warunki są niekorzystne dla upraw wrażliwych na przymrozki oraz grzybienie, a także dla osadnictwa. Dolina Odry jest szeroka oraz płaskodenna, dlatego też posiada cechy doliny inwersyjnej. Mimo to nie występuje tutaj zbyt wiele inwersji, a te które występują osiągają nieduże miąższości. Warunki klimatyczne są niekorzystne, przede wszystkim w obrębie najniżej położonych terenów, które znajdują się między wałami przeciwpowodziowymi. Naturalne i sztuczne przegrody terenowy mieszczące się poprzecznie do osi doliny powodują dodatkowe pogorszenie warunków klimatycznych. Płaskowyż Rybnicki natomiast posiada unikalne cechy klimatu lokalnego, na który wpływają położenie i wysoka szata roślinna. Tereny te są mniej korzystne dla rolnictwa, ponieważ uprawy cierpią na niedobór wilgotności w okresach bezdeszczowych.

### Użytkowanie gruntów
Rolnictwo to jedna z głównych dziedzin rozwoju gospodarczego miasta. Potwierdza to m.in. struktura użytkowania gruntów. W 2001 r. użytki rolne stanowiły 4987 ha (66,5%), w tym grunty orne stanowiły 4206 ha (56%), sady 57 ha (0,76%), łąki 626 ha (8,35%) i pastwiska 98 ha (1,3%). Oprócz tego 404 ha (5,4%) stanowiły lasy i grunty leśne, a 2105 ha (28%) pozostałe grunty. Według danych z 2002 r. miasto miało obszar 75 km², z czego użytki rolne stanowiły ponad 66% ogólnej powierzchni, a leśne 5%.
W 2007 r. użytki rolne stanowiły 4970 ha (66,3%), w tym grunty orne stanowiły 4191 ha (56%), sady 45 ha (0,6%), łąki 635 ha (8,5%) i pastwiska 99 ha (1,3%). Oprócz tego 404 ha (5,4%) stanowiły lasy i grunty leśne, a 2122 ha (28,3%) pozostałe grunty.
| Powierzchnia miasta | Użytki rolne | Użytki rolne | Użytki rolne | Użytki rolne | Użytki rolne | Lasy i grunty leśne | Pozostałe grunty |
| Powierzchnia miasta | ogółem       | grunty orne  | sady         | łąki         | pastwiska    | Lasy i grunty leśne | Pozostałe grunty |
| ------------------- | ------------ | ------------ | ------------ | ------------ | ------------ | ------------------- | ---------------- |
| 7496 ha             | 4970 ha      | 4191 ha      | 45 ha        | 635 ha       | 99 ha        | 404 ha              | 2122             |
| 100%                | 66,3%        | 56%          | 0,6%         | 8,47%        | 1,3%         | 5,4%                | 28,3%            |

### Morfologia gleb
W 2002 r. Politechnika Śląska wykonała badania na podstawie których powstało opracowanie „Kompleksowe badania jakości i przydatności rolniczej gleb w mieście Racibórz wraz z opracowaniem raportu i wskazań ich zagospodarowania”. W mieście nie został usytuowany żaden punkt monitoringu gleb w ramach Państwowego Monitoringu Środowiska. Najbliższy taki punkt znajduje się na terenie gminy Nędza i jest oznaczony numerem 327. Badania monitoringowe przeprowadzone w tym punkcie nie wskazują na zanieczyszczenia gleb.
Na podstawie map glebowo-rolniczych można stwierdzić, że na terenie miasta występują następujące rodzaje gleb: mady, czarnoziemy zdegradowane, czarnoziemy deluwialne, gleby brunatne oraz gleby pseudobielicowe. Spośród wymienionych gleb przeważają mady, które wytworzyły się z osadów aluwialnych o budowie warstwowej i zaliczane są do mad bardzo ciężkich, ciężkich i średnich.
Według klas bonitacyjnych 57,2% użytków rolnych miasta to gleby o klasach I-III, czyli są to gleby o wysokiej przydatności rolniczej. Gleby średnie klasy IV stanowią 30,5%, a słabe klasy V i VI – 12,3%. Gleby gliniaste, pyłowe pochodzenia wodnego, lessowe oraz lessopodobne znajdują się przede wszystkim na Płaskowyżu Głubczyckim. Oprócz tego występują mniej urodzajne mady w dolinie Odry. W północno-wschodniej części miasta, Kotlinie Raciborskiej występują nieurodzajne gleby piaszczyste. Około 75% gleb na terenie Raciborza zaliczane jest do kompleksów pszenno-buraczanych. Biorąc pod uwagę przydatność rolniczą gleb w obrębie samego miasta, jak i dzielnic: Miedonia, Ocice, Sudół oraz częściowo Markowic występuje bardzo dobry kompleks pszenny. Natomiast wadliwy kompleks pszenny występuje w niewielkiej części miasta oraz w dzielnicy Sudół.
W 1995 r. Państwowy Instytut Geologiczny przeprowadził badania geochemiczne gleb, które wykazały, iż ilości baru, chromu, cynku, kobaltu, miedzi, niklu i ołowiu są dwukrotnie, a nawet trzykrotnie wyższe od wartości najmniej zanieczyszczonych gleb całego kraju. Podwyższenia te tłumaczone są wyższym tłem geochemicznym większości pierwiastków w tym rejonie Polski. Podobne wyniki osiągnięto w przypadku arsenu, kadmu i rtęci. 56% zbadanych gleb należało do grupy A. Wyższe ilości ołowiu i cynku są prawdopodobnie związane z antropogenicznym pochodzeniem. Podobne wnioski wysnuwano w przypadku miedzi, baru, cynku i ołowiu w rejonach kanału Ulgi. Miasto nie posiada zanieczyszczonych gleb, co potwierdziły badania wykonane w 2002 r. przez Politechnikę Śląską. Wystąpiły w niektórych próbkach podwyższone zawartości kadmu, ołowiu i cynku, które najczęściej są naturalną zawartością tych pierwiastków w glebach występujących na terenie miasta. Gleby występujące w dolinie Odry mają więcej kadmu, cynku, boru i niklu niż gleby w pozostałej części miasta.

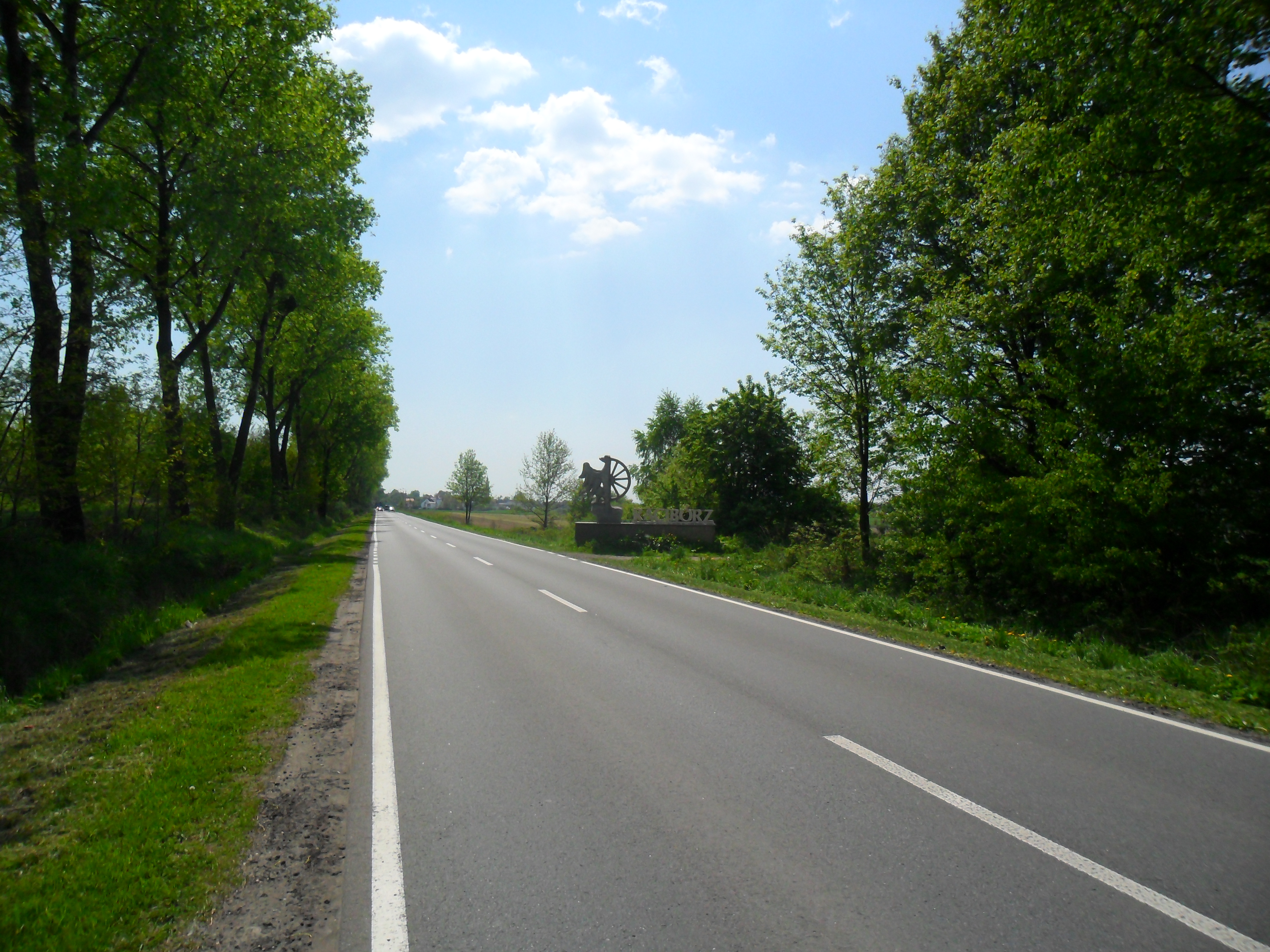
Racibórz – wjazd do miasta od strony Markowic

Brzezie i Markowice, wschodnie dzielnice miasta mają gleby o największej kwasowości.
Przy określaniu dawki promieniowania gamma oraz stężenia radionuklidów cezu związanego z katastrofą w Czarnobylskiej Elektrowni Jądrowej użyto badań gamma-spektrometrycznych, które zostały wykonane dla Atlasu Radioekologicznego Polski 1:750 000. Wartości te w przypadku promieniowania gamma w rejonie miasta są dość wysokie i wahają się w przedziale 40–60 nGy/h. Wartość uśredniona, która wynosi ok. 50 nGy/h jest wyższa od średniej dla kraju (34,2 nGy/h). Powodem tego jest występowanie w rejonie Raciborza rozległych pokryw lessowych. Oprócz tego w aluwiach Odry notuje się podwyższoną promieniotwórczość naturalną. W przypadku stężenia radionuklidów cezu wahają się one w przedziale 4–8 kBq/m². Wartości te są stosunkowo niskie i są charakterystyczne dla mało zanieczyszczonych obszarów.
Na terenie miasta występuje 16,66 ha gruntów zdewastowanych, które wymagają rekultywacji. W mieście występuje przekształcanie mechaniczne gleb w dość dużym stopniu. Spowodowane jest to m.in. zabudową terenu i związanym z nią wymieszaniem. Duży wpływ na zmianę struktury gleb ma rolnictwo. Wśród pozostałych czynników można wyróżnić: depozycję zanieczyszczeń powietrza z emisji gazów i pyłów oraz zanieczyszczenia komunikacyjne wzdłuż dróg. Procesy niszczenia gleb występują przede wszystkim w miejscach, w których powstają nowe budynki, drogi, a także na terenach sąsiadujących z zakładami przemysłowymi.

### Zasoby kopalin

Zasoby kopalin na terenie Raciborza

Istnienie kopalin na terenie Raciborza związane jest przede wszystkim z budową geologiczną struktur czwartorzędowych. Można tutaj spotkać złoża kruszyw naturalnych i surowców ilastych ceramiki budowlanej. Przeważającym surowcem są piaski pochodzenia fluwioglacjalnego, które w obrębie Płaskowyżu Głubczyckiego pokryte są glinami piaszczystymi i lessopodobnymi. W obrębie teras erozyjno-akumulacyjnych i akumulacyjnych Odry występują utwory żwirowo-piaszczyste.
Głównym źródłem, z którego pozyskuje się kruszywa naturalne są piaski i żwiry doliny Odry. Miąższość złóż w tym rejonie wynosi średnio 7 m. Natomiast właściwości fizyczne żwirów są bardzo dobre, a także cechują się niewielkim zróżnicowaniem. Oprócz wymienionych surowców na terenie miasta spotykane są również utwory ilaste wśród których warto wymienić muły rzeczne i gliny piaszczyste powiązane z rzeką Odrą oraz gliny lessopodobne związane z Płaskowyżem Głubczyckim. Jednakże zasobność i jakość mułów rzecznych i glin piaszczystych nie są zbyt dobre. Wykorzystywane są bardziej złoża glin lessopodobnych, a jej zasoby wynoszą ok. 85 000 m³. Stanowią one okresowo eksploatowane złoże Racibórz.
Na terenie miasta wyróżnia się kilka złóż surowców. Pierwsze z nich to złoże glin ceramiki budowlanej „Racibórz”, które znajduje się na północ od centrum miasta. Złoże to zostało udokumentowane w kategorii C1. Posiada powierzchnię 3,3 ha, jego średnia miąższość wynosi 2,9 m, a grubość nadkładu gleby 0,7 m. Parametry jakościowe surowca kształtują się następująco: średnia skurczliwość wysychania wynosi 8,7%, woda zarobowa – 25,6%. Natomiast po wypaleniu surowca parametry jakościowe wynoszą: porowatość względna – 31,5%, nasiąkliwość na zimno – 17,2%, wytrzymałość na ściskanie – 5,8 MPa. W ziarnach większych niż 0,5 mm surowiec nie zawiera margla. Kopalina z tych złóż nadaje się do produkowania ceramiki budowlanej. Złoże tp zostało zaklasyfikowane z punktu widzenia ochrony środowiska do złóż małokonfliktowych – klasa A.
Złoże piasków i żwirów czwartorzędowych „Racibórz I i II” również zostało udokumentowane w kategorii C1. Posiada powierzchnię 50,8 ha, jego średnia miąższość wynosi 7,7 m, a grubość nadkładu gleby 3,6 m. Nadkład składa się z gleb oraz glin pylastych i piaszczystych. Część z tych glin została udokumentowana jako złoże glin ceramiki budowlanej „Racibórz”. W serii złożowej zaobserwowano nieregularne przerosty gliniaste i ilaste, których miąższość wynosi 0,5–1,2 m. Parametry jakościowe surowca kształtują się następująco: punkt piaskowy – 44%, zawartość pyłów mineralnych – 2,05%, nasiąkliwość – 1,74%, gęstość nasypowa w stanie luźnym – 1,74 g/cm³, w stanie zagęszczonym – 1,9 g/cm³.
Kolejne złoże znajduje się na wschód od dwóch powyższych, w dolinie rzeki Odry. Jest to złoże żwirów czwartorzędowych „Racibórz” i zostało udokumentowane w kategorii A. Posiada powierzchnię 10 ha, jego średnia miąższość wynosi 10 m, a grubość nadkładu gleby 2,6 m. Parametry jakościowe surowca kształtują się następująco: punkt piaskowy – 26%, zawartość pyłów mineralnych – 1,4%, nasiąkliwość – 0,95%. Złoże to było eksploatowane w latach 1963–1984. W chwili obecnej teren ten został zrekultywowany i znajdują się na nim ogródki działkowe.
W 2001 r. na terenie miasta eksploatowane było złoże kruszyw naturalnych „Brzezie nad Odrą”, niedaleko granicy z gminą Lubomia. To właśnie na terenie tej gminy znajduje się większa część tego złoża. zostało udokumentowane w kategorii B+c1+C2. Posiada powierzchnię 297 ha, jego średnia miąższość wynosi 7,75 m, a grubość nadkładu gleby 4,1 m. Nakład składa się z gleb, glin pylastych i piaszczystych oraz piasków zaglinionych. Parametry jakościowe surowca kształtują się następująco: punkt piaskowy – 45%, zawartość pyłów mineralnych – 1,14%, gęstość nasypowa w stanie luźnym – 1,63 g/cm³, w stanie zagęszczonym – 1,82 g/cm³. Zasoby bilansowe tego złoża wynoszą 29 113 000 m³, w tym 14 530 000 m³ to zasoby przemysłowe. W 2001 r. wydobyto z całego złoża 420 000 m³ surowca. Surowiec znajduje zastosowanie w budownictwie.
Powyższe złoże eksploatowane jest od 1975 r. Obecnie znajdują się tam dwie firmy, które wydobywają surowiec. Przedsiębiorstwo Produkcji Kruszyw Mineralnych i Lekkich w Katowicach posiada obszar i teren górniczy „Brzezie”, gdzie oba posiadają powierzchnię 46,8 ha. Saksońska Unia Betonowa w Katowicach posiada obszar i teren górniczy „Nieboczowy” o powierzchni 142,2 ha. Po eksploatacji złoże zostanie zrekultywowane w kierunku wodnym wraz z zagospodarowaniem rolnym składowiska nakładu. Związane jest to z budową zbiornika retencyjnego „Racibórz Dolny”.
W związku z tym, że kopaliny znajdują się na obszarze gleb chronionych zostały one zakwalifikowane jako konfliktowe. Na terenie miasta brak jest zwałowisk odpadów mineralnych.

### Zasoby przyrodnicze
| Typ biotypu                | Powierzchnia [ha] | Udział w powierzchni miasta [%] |
| -------------------------- | ----------------- | ------------------------------- |
| Las liściasty              | 67,62             | 0,9                             |
| Las mieszany               | 345,56            | 4,7                             |
| Las iglasty                | 17                | 0,2                             |
| Zadrzewienie               | 40,24             | 0,5                             |
| Łąka świeża                | 1 294             | 17,4                            |
| Łąka wilgotna              | 23                | 0,3                             |
| Obszar zurbanizowany       | 767,3             | 10,3                            |
| Pole                       | 3 662             | 49,3                            |
| Woda płynąca               | 69,8              | 0,9                             |
| Woda stojąca               | 278,4             | 3,7                             |
| Szuwary i zarośla nadwodne | 40,7              | 0,5                             |
| Park                       | 19,5              | 0,3                             |
| Zieleniec                  | 15,6              | 0,2                             |
| Ogrody przydomowe          | 663,2             | 8,9                             |
| Ogrody działkowe           | 111               | 1,5                             |
| Cmentarze                  | 14,5              | 0,2                             |
| Razem                      | 7 429             | 100,0                           |

Duża lesistość charakteryzowała pierwotną szatę roślinną Raciborza. Wpływ na obecną szatę roślinną wywarła przede wszystkim działalność człowieka. W chwili obecnej lasy zachowały się jedynie w formie szczątkowej. Dla ochrony zachowanych obszarów leśnych utworzono rezerwat przyrody Łężczok, Park Krajobrazowy Cysterskie Kompozycje Krajobrazowe Rud Wielkich oraz Arboretum Bramy Morawskiej. Na terenie miasta wyróżniono 18 typów biotypów, które zostały wyszczególnione w tabeli obok.
Lasy i grunty leśne stanowią 5,8% ogólnej powierzchni miasta (430 ha) i są położone w jego wschodniej części. Zadrzewienia, które są niewielkimi grupami roślinności wysokiej znajdują się na terenie całego Raciborza. W mieście wyróżniono 6 obiektów tego typu, które zajmują powierzchnię 40,24 ha. Od zieleńców różnią się typem roślinności, który jest bardziej dynamiczny. Łąki występują przede wszystkim na obrzeżach miasta w pobliżu pól uprawnych oraz w dolinie Odry i jej dopływów. Na obszarze Raciborza wyszczególniono 24 obiekty tego typu o powierzchni 1 317 ha. Największy obszar zajmują w północno-wschodniej części miasta, gdzie znajduje się zlewnia potoku Łęgoń.

#### Bioróżnorodność
Duża lesistość charakteryzowała pierwotny krajobraz Raciborza. W ciągu wieków na ukształtowanie szaty roślinnej miasta znaczący wpływ wywarł człowiek. Do dziś lasy zachowały się w formie szczątkowej, w tym lasy łęgowe. Na terenie miasta znajduje się kilka obszarów objętych ochroną na których występuje szereg gatunków roślin i grzybów podlegających ochronie. Spośród chronionych roślin warto wymienić: śnieżyczkę przebiśnieg występującą w lesie Widok, lesie Młyńskim i Arboretum Bramy Morawskiej; zimowit jesienny, którego można spotkać na wałach przeciwpowodziowych kanału Ulga i w Arboretum Bramy Morawskiej; skrzyp olbrzymi w lesie Widok, lesie Młyńskim, w Brzeziu oraz w rejonie stawów i w Arboretum Bramy Morawskiej; kotewkę występującą w stawach w Brzeziu; lindernię mułową w Miedoni; grzybień biały w stawach w Brzeziu; grążel żółty w stawach w Brzeziu; obrazek alpejski w lesie na Widoku. Spośród grzybów warto zwrócić uwagę na: purchawicę olbrzymią w rejonie strugi Plęśnica; flagowiec olbrzymi, którego miejscami występowania są las Widok i Arboretum Bramy Morawskiej; sromotnik bezwstydny w lesie Widok oraz w Arboretum Bramy Morawskiej; szmaciak gałęzisty w lesie Widok, w Arboretum Bramy Morawskiej; szyszkowiec łuskowaty, którego można spotkać w lesie Widok; podgrzybek pasożytniczy w lesie Widok.

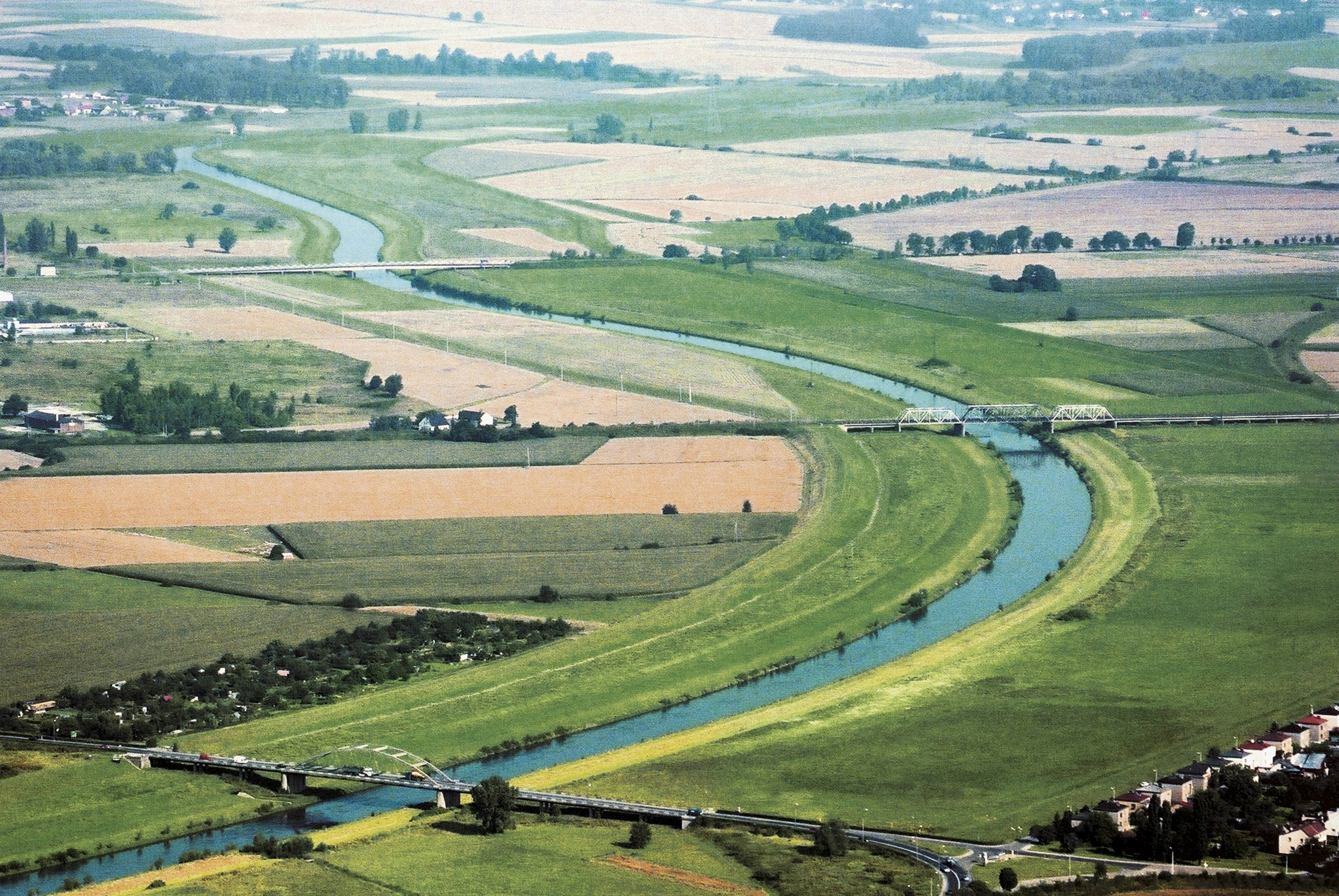
Kanał Ulga – kanał przeciwpowodziowy otaczający miasto od wschodu

Łagodny klimat oraz urozmaicona szata roślina sprzyjają rozwojowi fauny. W związku z tym w mieście i na ziemiach raciborskich występuje ok. 50 gatunków dziko żyjących ssaków, 250 gatunków ptaków, 15 gatunków płazów oraz kilkaset bezkręgowców. Na terenie ziemi raciborskiej występuje wiele gatunków chronionych. Wśród płazów można wyróżnić: rzekotkę drzewną, którą można spotkać w Arboretum Bramy Morawskiej, żabę wodną występującą na Brzeziu, w rejonie strugi Plęśnica, Miedoni i w Arboretum Bramy Morawskiej oraz żabę jeziorkową, która zamieszkuje stawy w Brzeziu, Markowicach oraz Arboretum Bramy Morawskiej. Wymienione płazy są objęte ochroną w okresie od 1 marca do 31 maja. Spośród gadów można wyróżnić: dwa chronione gatunki: zaskrońca zwyczajnego oraz jaszczurkę zwinkę, które można spotkać w Arboretum Bramy Morawskiej. Na terenie miasta zinwentaryzowano 55 gatunków chronionych ptaków, wśród których warto wymienić: perkoza dwuczubego, który występuje w dzielnicy Brzezie; bociana białego zamieszkującego Brzezie, Sudół, Miedonię, Markowice i Arboretum Bramy Morawskiej; błotniaka stawowego mającego swoje gniazda w Brzeziu; myszołowa zwyczajnego w dzielnicy Brzezie i w Arboretum Bramy Morawskiej; turkawkę w Brzeziu; dzięcioła dużego w parku im. Miasta Roth, parku Kolejowym, w Brzeziu, parku przy Rafako S.A. i w Arboretum Bramy Morawskiej. Wśród ssaków można wyróżnić: gatunki chronione jeża europejskiego, który występuje w bardzo wielu miejscach; popielicę w dzielnicach Brzezie, w lesie na Widoku; gronostaja w lesie na Widoku, lesie przy ul. Rybnickiej i Arboretum Bramy Morawskiej; łasicę, którą można spotkać w wielu miejscach, m.in. Arboretum Bramy Morawskiej; nocka rudego; borowca wielkiego w Arboretum Bramy Morawskiej; karlika malutkiego; nocka wąsatka w Arboretum Bramy Morawskiej.

#### Obszary prawnie chronione
Na system obszarów prawnie chronionych na terenie Raciborza składają się częściowo jeden park krajobrazowy oraz częściowo jeden rezerwat przyrody.
Park Krajobrazowy Cysterskie Kompozycje Krajobrazowe Rud Wielkich o powierzchni 49 387 ha powstał w 1993 r. Swoim zasięgiem obejmuje niewielki północno-wschodni obszar Raciborza od wschodniego brzegu kanału Ulga wraz z dzielnicą miasta – Markowice aż po wschodnią granicę miasta wraz z Arboretum Bramy Morawskiej. Park łącznie zajmuje ok. 12 km² powierzchni miasta, m.in. wspomniane powyżej Arboretum Bramy Morawskiej oraz rezerwat przyrody Łężczok. Swoim obszarem obejmuje takie gminy jak Nędza, Kuźnia Raciborska, Knurów, Czerwionka-Leszczyny, Orzesze, Żory, Suszec, Rybnik, Lyski, Sośnicowice i Pilchowice. Park Krajobrazowy Cysterskie Kompozycje Krajobrazowe Rud Wielkich jest jednym z największych w Polsce jeśli chodzi o zajmowaną powierzchnię.

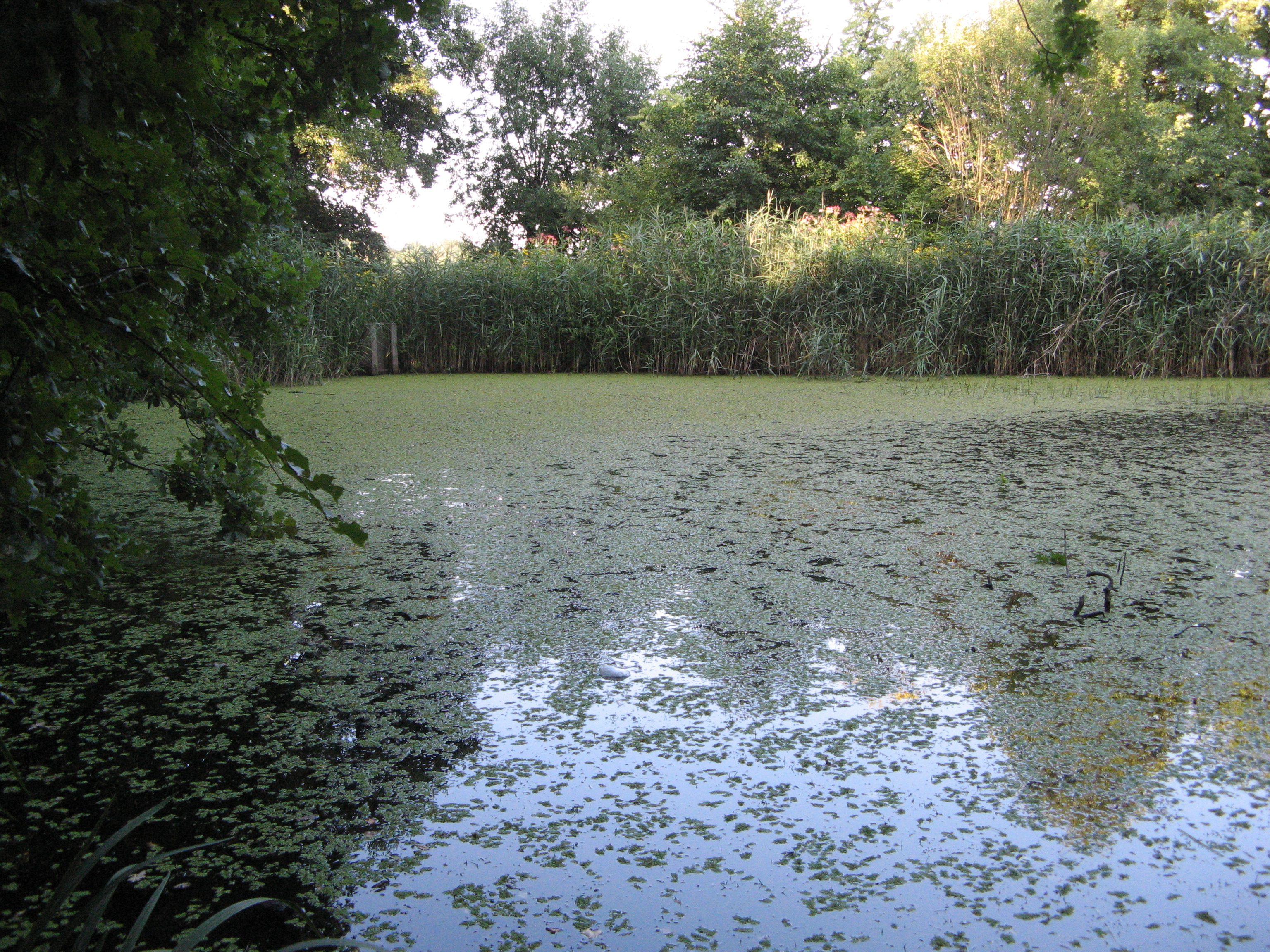
Naturalne stanowisko salwinii pływającej na jednym ze stawów w rezerwacie przyrody Łężczok

Rezerwat przyrody Łężczok powstał w 1957 r. i rozciąga się od Raciborza, a dokładniej jego dzielnicy Markowice przez Nędzę, Babice aż po Zawadę Książęcą. Teren rezerwatu znajduje się za linią kolejową Kędzierzyn-Koźle – Racibórz. Jest jednym z największych w województwie śląskim, a jego powierzchnia to 408,2 ha, z czego 218 ha stanowią stawy, 144 ha lasy, 7 ha łąki, natomiast pozostałą część stanowią drogi i groble. Na terenie miasta znajduje się ok. 81 ha powierzchni rezerwatu. Łężczok sąsiaduje z użytkami zielonymi i polami uprawnymi.
Dominującymi siedliskami rezerwatu są: grąd subkontynentalny, łęg jesionowo-wiązowy, olszowy łęg przypotokowy, ols porzeczkowy i kwaśna dąbrowa. Grąd subkontynentalny posiada drzewostan dębowo-grabowy z domieszką lipy drobnolistnej. W tym siedlisku można spotkać rośliny chronione, takie jak lilia złotogłów, barwinek pospolity, bluszcz pospolity i marzanka wonna. Łęg jesionowo-wiązowy to najlepiej zachowane i najbardziej charakterystyczne siedlisko rezerwatu. Można znaleźć w nim starodrzew z przeważającą liczbą dębu szypułkowego, jesionu i klonu oraz niewielką liczbą lip, grabów i wiązów. Olszowy łęg przypotokowy znajduje się we wschodniej części rezerwatu, a przeważają w nim olsza czarna z niewielką ilością jesionu, dębu szypułkowego i świerku. W runie można znaleźć gatunki łęgowe, m.in. czartawę leśną, niecierpka pospolitego, oraz gatunki olsowe, szuwarowe i grądowe. Ols porzeczkowy znajduje się w północno-wschodniej części rezerwatu, a przeważa w nim olsza czarna. Natomiast w runie można znaleźć rośliny typowe dla olsu, m.in. porzeczkę czarną, turzycę długokosą, karbieniec pospolity, a także bagienne gatunki traw i turzyc. Kwaśna dąbrowa posiada drzewostan z przeważającą ilością dębów szypułkowych i brzozy brodawkowatej z domieszką sosny pospolitej.
Na terenie rezerwatu znajduje się 8 stawów: Ligotniak, Brzeźniok, Babiczak, Grabowiec, Tatusiak, Markowiak, Salm Duży i Salm Mały. Stawy te istnieją już od XIII w. i prowadzona jest ekstensywna gospodarka rybacka. Florę rezerwatu reprezentuje 530 gatunków roślin naczyniowych, z czego 22 objęte są ścisłą ochroną, a 8 ochroną częściową. Wśród nich znajduje się 70 gatunków drzew oraz 54 gatunki roślin zarodnikowych. Wśród nich warto wymienić takie jak: kotewka orzech wodny, storczyk, strzałka wodna, salwinia pływająca, grzybień biały i grążel żółty. Na terenie rezerwatu żyje 51% gatunków ptaków żyjących w Polsce, czyli 211 gatunków, z czego 121 to gatunki lęgowe. Reszta wykorzystuje te tereny jako miejsce zdobywania pokarmu oraz odpoczynku podczas wędrówek. Można spotkać tutaj m.in. takie ptaki jak: bocian czarny, kania czarna, perkoz, trzmielojad, kormoran i orlik krzykliwy. Oprócz tego na terenie rezerwatu występuje kilkaset bezkręgowców oraz 36 gatunków ssaków.
Sieć Natura 2000 obejmuje 2 obszary rezerwatu Łężczok:
- Ostoja – Obszar Specjalnej Ochrony ptaków Stawy Łężczok (kod PLB240003),
- Ostoja – Specjalny Obszar Ochrony siedliskowej Stawy Łężczok (kod PLH240010).

#### Obiekty prawnie chronione

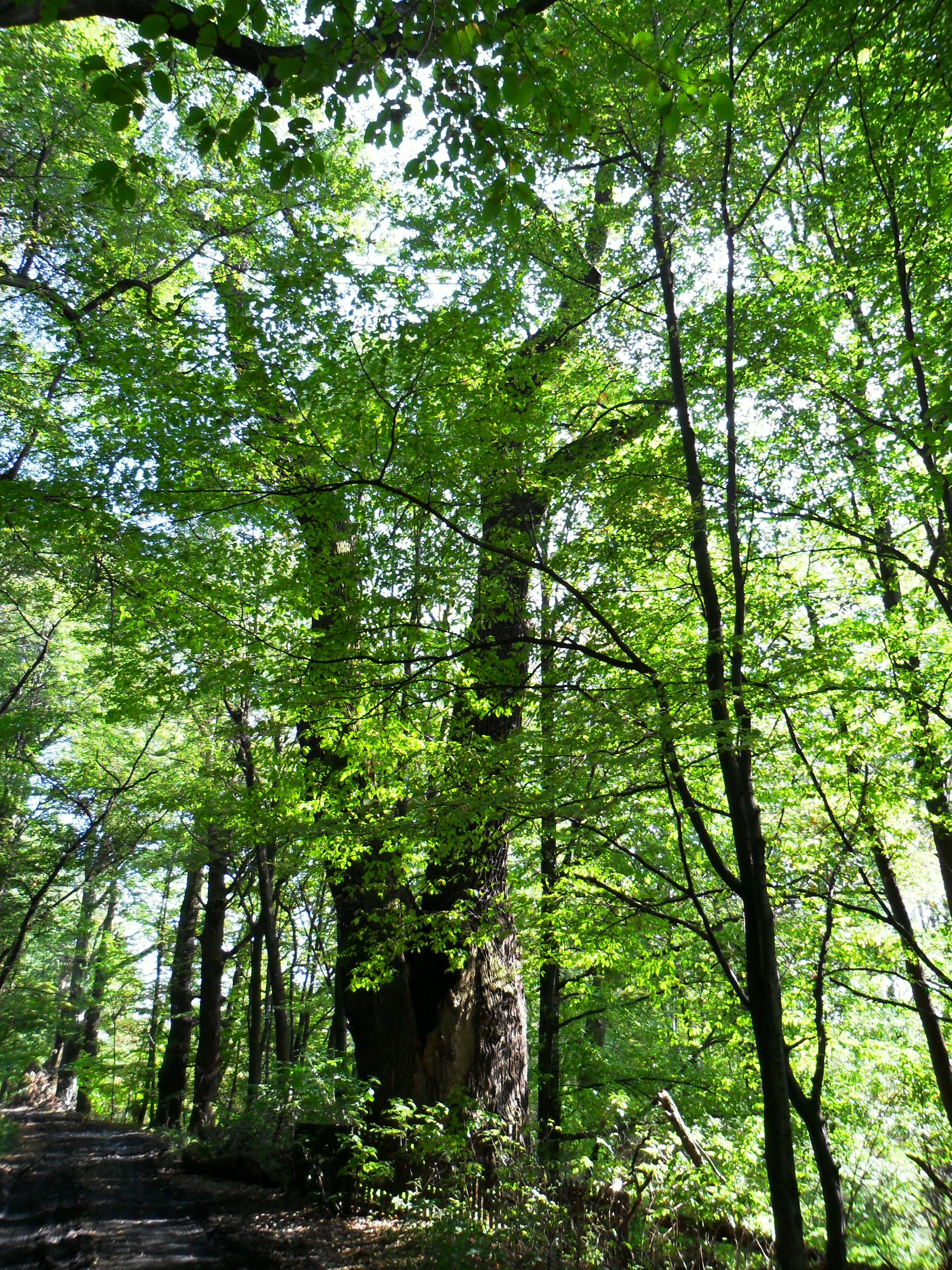
Dąb Sobieskiego w Łężczoku – jeden z pomników przyrody

Na terenie Raciborza znajduje się łącznie 20 obiektów uznanych za pomniki przyrody, na które składają się pojedyncze drzewa, grupy drzew, jedno pnącze oraz głaz narzutowy – jedyny pomnik przyrody nieożywionej w Raciborzu. Pierwszymi obiektami w Raciborzu uznanymi za pomniki przyrody były głaz narzutowy z epoki lodowcowej na placu Wolności (1960), sosna Sosienka w Brzeziu (1963) oraz Dąb Sobieskiego w Łężczaku (1967), choć te dwa ostatnie w granicach Raciborza znalazły się dopiero w latach 70. XX w., po przyłączeniu do miasta Brzezia (1975) i Markowic (1977). W 1992 r. uchwała Rady Miasta do rangi pomników przyrody zakwalifikowała kolejnych 9 pojedynczych drzew, jedną grupę drzew oraz jedno pnącze. W 2000 r. z kolei wycięto brzeską sosnę po tym, jak została podpalona. W sporządzonej w roku 2006 waloryzacji przyrodniczej miasta Racibórz wskazano 17 nowych obiektów, z których po analizie postanowiono objąć ochroną 6 następnych (przy czym z 9 proponowanych drzew z terenu dawnego szpitala przy ul. Bema jedno odrzucono, a pozostałe 8 połączono w grupę i uznano jako jeden pomnik przyrody). Ponadto pozytywnie rozpatrzono wniosek osoby fizycznej o uznanie za pomnik przyrody jesionu wyniosłego przy ul. Babickiej. Ostatecznie uchwała Rady Miasta z 2008 r. zatwierdziła poszerzoną listę 18 obiektów, którą uzupełniają wspomniane już wcześniej dąb szypułkowy i głaz narzutowy.

#### Ogrody botaniczne
Arboretum Bramy Morawskiej usytuowane jest we wschodniej części Raciborza, po prawej stronie rzeki Odry. Oprócz tego kompleks leśny położony jest w południowo-zachodniej części Parku Krajobrazowego „Cysterskie Kompozycje Krajobrazowe Rud Wielkich”. Ogród powstał w 2000 r. i swoim zasięgiem objął cały obszar lasu komunalnego Obora. Arboretum znajduje się w korytarzu ekologicznym, tzw. Pradolinie Górnej Odry o znaczeniu międzynarodowym. Arboretum jest ogrodem botanicznym, status ten został zatwierdzony przez Ministra Ochrony Środowiska. Swoim obszarem obejmuje powierzchnię 162 ha.
Arboretum jest interesującym przyrodniczo terenem z licznymi okazami starodrzewia, m.in. dębami o 4 metrowym obwodzie, ale znajdują się tu także jary, stawy i źródła. Siedliska dominujące to: las mieszany zajmujący 127 ha (88% powierzchni), las świeży o powierzchni 14 ha (10%) oraz ols jesionowy – 3 ha (2%).
Głównymi celami arboretum są działalność dydaktyczna, naukowa, kulturalna, turystyczna i zdrowotna. Na terenie ogrodu wyznaczone zostały jedna ścieżka zdrowotna oraz dwie ścieżki dydaktyczne: ekologiczna i dendrologiczna.

#### Lasy

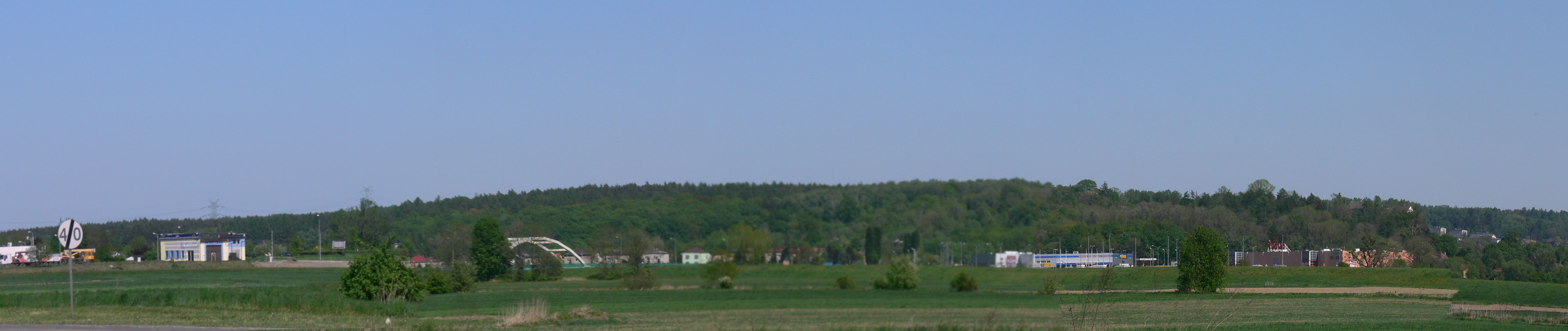
Widok na Las Miejski Obora

W Raciborzu lasy i obszary leśne stanowią 5,8% ogólnej powierzchni miasta, czyli zajmują 430 ha. Jest to niewiele w stosunku do powiatu raciborskiego, gdzie lesistość wynosi 26%. Lasy publiczne stanowią prawie 98% powierzchni wszystkich obszarów leśnych na terenie Raciborza. 58% wszystkich obszarów leśnych należy do Skarbu Państwa. Grunty leśne stanowiące własność miasta zajmują powierzchnię 162,7 ha, w tym lasy obejmujące 157 ha. Nadleśnictwo Rudy Raciborskie sprawuje nadzór nad państwowymi lasami. Na terenie miasta znajdują się cztery główne skupiska leśne: Las Obora wraz z Arboretum Bramy Morawskiej, Las Widok, Las Młyński oraz Las Magistracki.
W Raciborzu znajdują się przede wszystkim lasy liściaste, iglaste oraz mieszane. Umiejscowione są przede wszystkim we wschodniej części miasta. Lasy rezerwatu Łężczok i Las Magistracki związane są z doliną Odry i jej dopływami. Pierwotny charakter tych lasów to łęgi wiązowo-jesionowe, jednak poprzez uregulowanie rzek i ograniczanie zalewów przekształcają się w kierunku grądów środkowoeuropejskich. Obszary leśne znajdujące się na skarnie pradoliny Odry oraz terasach ponadzalewowych mają charakter grądów środkowoeuropejskich. Widoczna jest tu jeszcze większa ingerencja człowieka w postaci gospodarowania drzewostanem i sztucznymi nasadzeniami drzew, które należą do innych typów zbiorowisk leśnych. Lasy mieszane znajdują się przy osiedlach Brzezie, Pogwizdów, Dębicz i Obora, a także na granicy miasta ze wsiami Kobyla i Pogrzebień. Do nielicznych siedlisk wilgotnych i warunkowanych wysokim poziomem wód gruntowych w podłożu na terenie miasta zaliczany jest łęg jesionowo-olszowy, który został wydzielony w rezerwacie Łężczok. Ponadto w południowej części miasta, wokół starorzeczy Odry, między rzeką a linią kolejową znajdują się lasy tworzące kompleks nadrzecznych łęgów wierzbowych oraz łęgów topolowych.
Las Obora znajduje się we wschodniej części miasta i zajmuje powierzchnię 164 ha. Las można podzielić na dwa zasadnicze obszary. Pierwszy o powierzchni około 35 ha, na którym znajduje się zagospodarowany i ogrodzony ogród właściwy arboretum, gdzie umieszczono kolekcje roślin i ośrodki dydaktyczne. Drugi obszar to część przyrodniczo-krajobrazowa z fragmentami naturalnej przyrody, która zajmuje pozostałą część powierzchni.
Las Widok położony jest we wschodniej części Raciborza i zachodniej części gminy Kornowac. Zajmuje powierzchnię 92 ha, w tym na terenie miasta 77,6 ha i gminy 14,3 ha. Las Widok jest obszarem, na którym widoczna jest gospodarka leśna. Obszar leśny w większości obejmuje drzewostany sosnowe. Wśród unikatowych roślin można wymienić: lilia złotogłów, skrzyp olbrzymi, zimowit jesienny. Miejsce to służy mieszkańcom Raciborza i gminy Kornowac w celach rekreacyjnych.

## Dzielnice
W skład Raciborza wchodzi 12 dzielnic:
- Centrum
- Nowe Zagrody
- Ocice
- Stara Wieś
- Miedonia
- Ostróg
- Markowice
- Płonia
- Brzezie
- Sudół
- Studzienna
- Obora

## Demografia

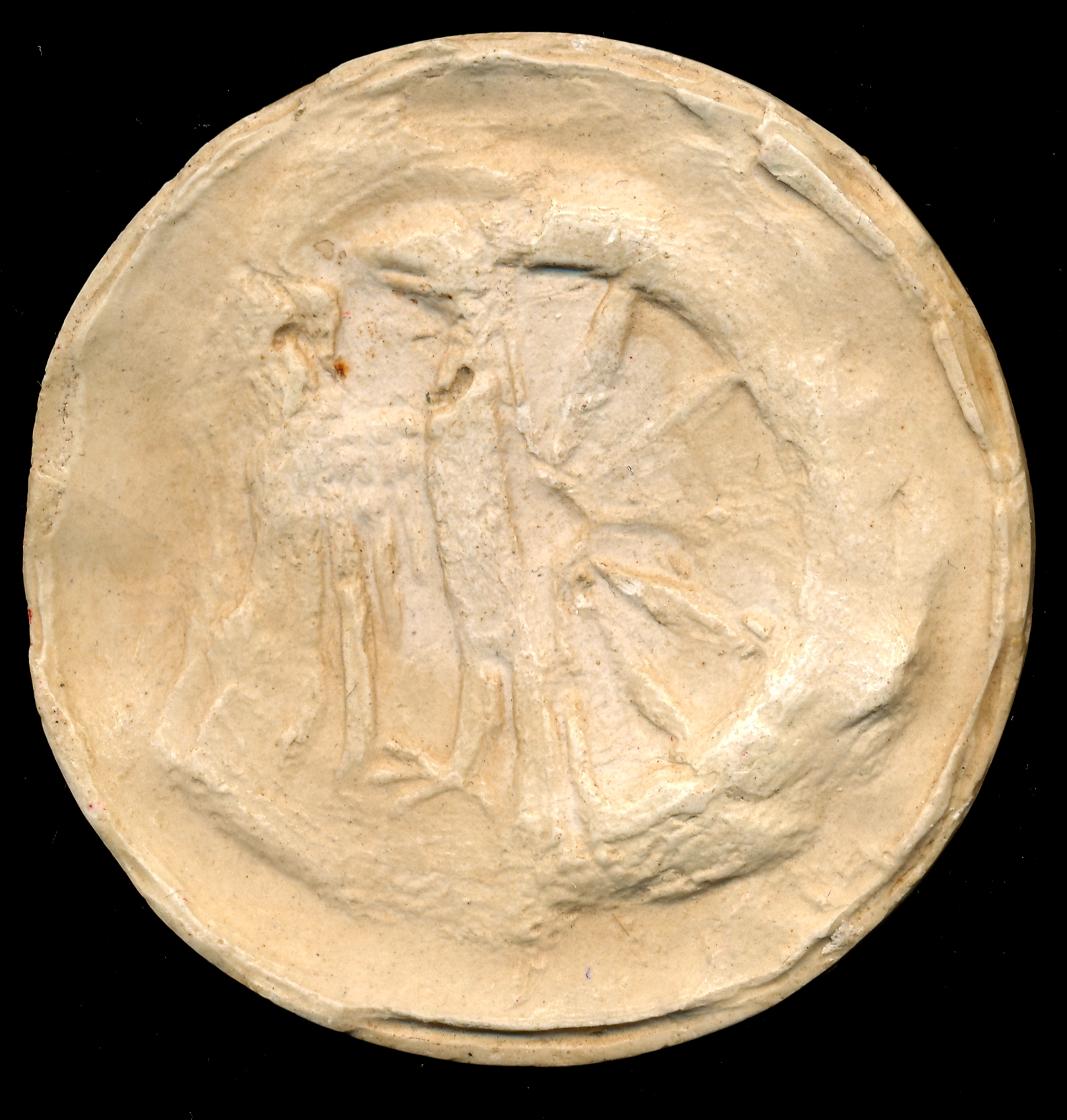
Odlew pieczęci Raciborza z 1296 r.

Liczba ludności w pierwszym okresie powstawania miasta jest trudna do określenia. Do jej wzrostu przyczyniały się zarówno przyrost naturalny, jak i napływ ludności. Jednak wojny, choroby, pożary i inne klęski żywiołowe powodowały wahania w liczebności mieszkańców. Według danych szacunkowych na podstawie świętopietrza w 1329 r. Racibórz liczył 2348, a w 1337 r. 2882 mieszkańców, co czyni go jednym z najliczebniejszych miast ówczesnego Górnego Śląska. W połowie XIV w. szacuje się, że Racibórz wraz z przedmieściami miał ok. 3100 mieszkańców. Na początku XVII wieku liczba ludności wynosiła ok. 3300 osób, a pod koniec pierwszej połowy XVIII w. spadła do ok. 2700 osób, co czyniło go drugim pod względem wielkości miastem Górnego Śląska, zaraz po Prudniku.
W 1749 r. było 1577 mieszkańców. Z 1787 r. pochodzą najwcześniejsze oficjalne dane, które mówią o 3272 mieszkańcach.
W 1800 r. populacja miasta wynosiła 3457 mieszkańców. Należy pamiętać, że w tamtych czasach miasto zamykało się w obrębie murów miejskich. W 1840 r. miasto liczyło 7022 mieszkańców, a 3 grudnia 1867 r. w Raciborzu było 14 571 mieszkańców. 2 grudnia 1895 r. populacja wyniosła 21 680.
W 1900 r. miasto poszerzyło swoje granice o Bosacz, a w 1902 również o Starą Wieś oraz Proszowiec, licząc wtedy łącznie 30 398 mieszkańców. 5 stycznia 1927 r. włączono obszary dworskie obejmujące Ostróg wraz z obszarem zamkowym, Studzienną, Ocice, Starą Wieś i Proszowiec do miasta, które liczyło 49 076 mieszkańców. W 1939 r. liczba mieszkańców sięgnęła 49 724 mieszkańców.

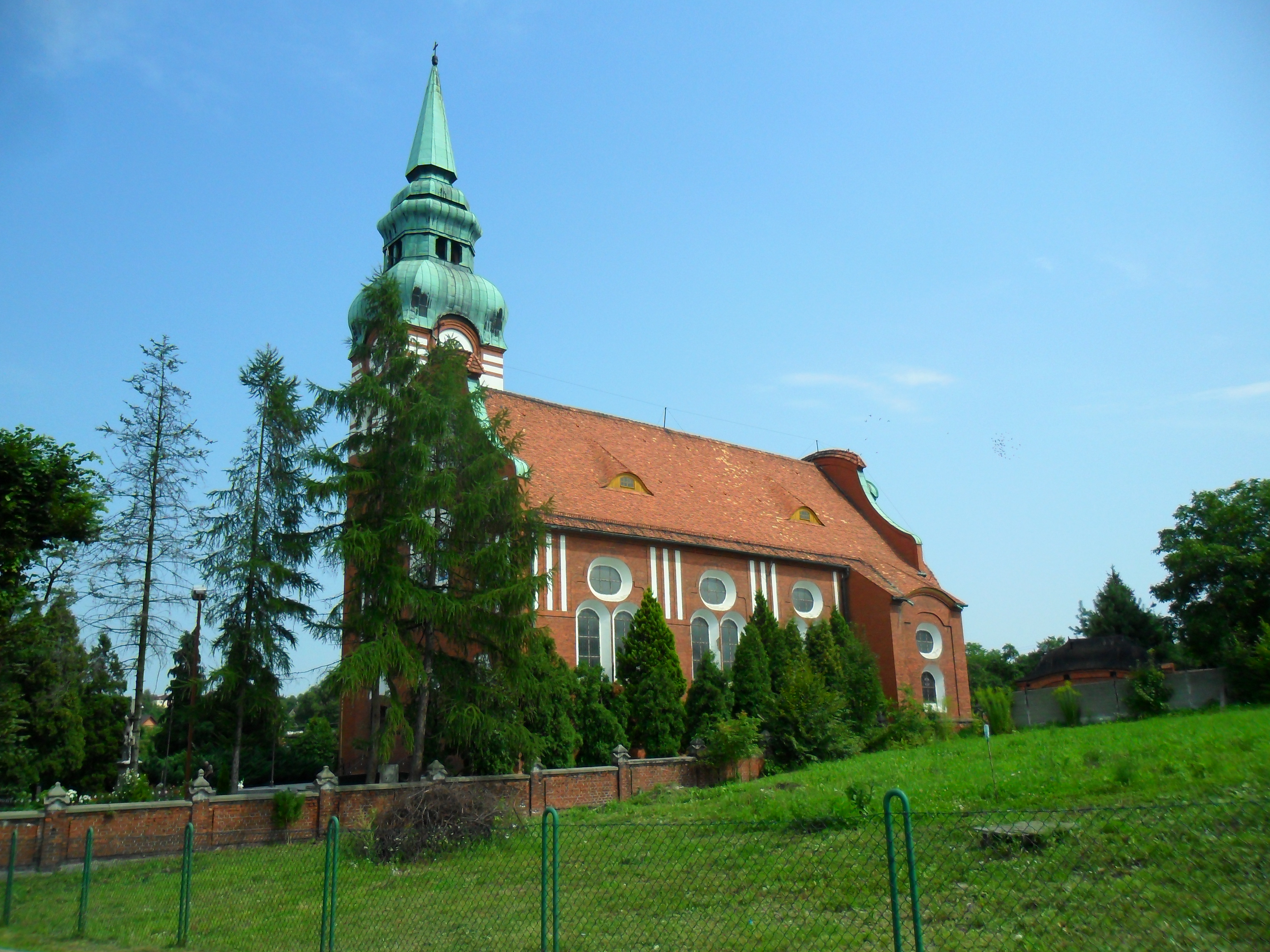
Kościół w Raciborzu-Brzeziu

W maju 1945 r. w mieście przebywało ok. 3000 mieszkańców. W 1946 r. liczba mieszkańców wzrosła do 19 605. W 1950 r. miasto zamieszkiwało 26 447 osób. 27 maja 1975 r. do miasta przyłączono Brzezie, które liczyło wówczas 2900 osób. Pod koniec 1975 r. Racibórz liczył 50 293 osoby. 1 lutego 1977 r. włączono Ocice Górne, które liczyły 235 osób oraz Sudół liczący 110 mieszkańców, a także Markowice i Miedonię. 31 grudnia 1980 r. miasto liczyło 55 532 mieszkańców. Najwięcej mieszkańców, 65 300 Racibórz miał w 1991 r. 31 grudnia 1993 r. liczba ludności wynosiła 64 875.
W 2002 r. miasto liczyło 60 162 mieszkańców, w 2003 r. – 59 466 mieszkańców, a w 2004 r. – 58 817 mieszkańców. Dane z 2006 r. mówią o 57 987 mieszkańcach. W 2007 r. Racibórz liczył 56 410 osób zameldowanych na pobyt stały, z czego 29 635 kobiet i 26 775 mężczyzn oraz 1495 osób zameldowanych na pobyt czasowy, w tym 801 kobiet i 694 mężczyzn. Na koniec 2008 r. miasto liczyło 56 727 mieszkańców. Według danych z 31 grudnia 2009 r. liczba ludności wynosiła 56 484, a 31 grudnia 2010 r. – 56 397.
|  |

Gęstość zaludnienia w 2004 r. wynosiła ok. 778 mieszkańców/km², a w 2008 r. – 756,3 mieszkańca/km². W 2009 r. gęstość zaludnienia wynosiła 753 mieszkańców/km². Struktura płci w latach 2000–2004 nie uległa znacznym zmianom i na koniec 2004 r. kształtowała się następująco: populacja kobiet wynosiła 52,4%, a mężczyzn 47,6%. W 2006 r. populacja kobiet wyniosła 52,56%, a mężczyzn 47,44%. Natomiast w 2008 r. struktura ta kształtowała się następująco: populacja kobiet – 52,46%, a mężczyzn – 47,54%. W 2009 r. struktura wynosiła kolejno 52,5% w przypadku kobiet i 47,5% w przypadku mężczyzn.
W latach 2001–2003 w Raciborzu występował dodatni, ale malejący przyrost naturalny. W 2004 r. wystąpił wzrost przyrostu w porównaniu z latami poprzednimi, który wynosił 65, gdy w roku poprzednim tylko 7. Natomiast w 2009 r. przyrost był ujemny i wynosił –58.
Pod względem ekonomicznej klasyfikacji grup wiekowych przeważa grupa produkcyjna, która w 2004 r. stanowiła 65,4% ogółu mieszkańców. Ludność w wieku przedprodukcyjnym stanowiła 20,3%, a w wieku poprodukcyjnym 14,3%. W stosunku do poprzednich lat widoczny jest wzrost ludności w wieku poprodukcyjnym przy jednoczesnym spadku ludności w wieku przedprodukcyjnym. W 2006 r. nadal dominowała ludność w wieku produkcyjnym i stanowiła 66% wszystkich mieszkańców. Ludność w wieku przedprodukcyjnym stanowiła 19%, a w wieku poprodukcyjnym 15%. W 2003 r. saldo migracji wyniosło –528 osób, a w 2004 –534 osoby. Przy czym przeważała migracja zewnętrzna, która najczęściej związana była z poszukiwaniem pracy za granicą (m.in. w Holandii i Niemczech). W 2009 r. do miasta przybyło 495 osób, a opuściło je 519 osób. W związku z tym odnotowano ujemne saldo migracyjne wynoszące –24 i było ono mniejsze w porównaniu z latami ubiegłymi.
Mieszkańcy Raciborza stanowią około 51,5% populacji powiatu raciborskiego, co stanowi 1,2% populacji województwa śląskiego. Według danych z 31 grudnia 2009 r. miasto zajmowało 81. miejsce pod względem ludności miast w Polsce.
Piramida wieku mieszkańców Raciborza w 2014 r.:

### Pochodzenie
Pomimo że Racibórz znajdował się na Ziemiach Odzyskanych, powojenna ludność miasta składała się w większości z autochtonów, gdyż na tym terenie dominowała liczebnie ludność etnicznie polsko-śląska, która po 1945 roku została pozytywnie zweryfikowana narodowościowo i nie została wysiedlona. Była też duża grupa ludności polsko-śląskiej przybyłej do Raciborza z innych obszarów woj. katowickiego i z woj. opolskiego. Według prof. Leszka Kosińskiego struktura ludnościowa Raciborza w 1950 roku pod względem pochodzenia terytorialnego przedstawiała się następująco:
| Pochodzenie                 | Liczba mieszkańców | Procentowo |
| Autochtoni                  | 17 550             | 66,36%     |
| --------------------------- | ------------------ | ---------- |
| Woj. katowickie             | 2 930              | 11,08%     |
| Obszary w granicach ZSRR    | 1 803              | 6,82%      |
| Woj. opolskie               | 1 028              | 3,89%      |
| Woj. krakowskie             | 628                | 2,37%      |
| Zagranica oprócz ZSRR       | 472                | 1,78%      |
| Woj. rzeszowskie            | 251                | 0,95%      |
| Woj. warszawskie z Warszawą | 227                | 0,86%      |
| Woj. kieleckie              | 171                | 0,65%      |
| Woj. poznańskie             | 114                | 0,43%      |
| Woj. lubelskie              | 107                | 0,40%      |
| Woj. gdańskie               | 87                 | 0,33%      |
| Woj. łódzkie z Łodzią       | 83                 | 0,31%      |
| Woj. bydgoskie              | 73                 | 0,28%      |
| Woj. wrocławskie            | 68                 | 0,26%      |
| Pozostali                   | 855                | 3,23%      |
| Ludność napływowa ogółem    | 8 897              | 33,64%     |
| Ludność ogółem              | 26 447             | 100%       |

### Prognoza demograficzna
Główny Urząd Statystyczny przeprowadził prognozę demograficzną na lata 2002–2030 w świetle której miasto odnotuje spadek liczby ludności o 37%. Główną przyczyną takiego spadku będzie obniżający się przyrost naturalny. Natomiast w przypadku salda migracji wystąpi korzystne zjawisko, tzn. napływ ludności przewyższy jej odpływ i według prognoz wyniesie 38 osób. Prognoza przewiduje kontynuację tendencji spadkowej w przypadku liczby ludności w wieku przedprodukcyjnym i produkcyjnym. W 2030 r. 54% ogółu mieszkańców będą stanowić osoby w wieku produkcyjnym, 13% w wieku przedprodukcyjnym oraz 33% w wieku poprodukcyjnym.
| Rok  | Ogółem | Ogółem    | Ogółem  | Ogółem | Ogółem   | Ogółem  | Saldo migracji | Przyrost naturalny |
| Rok  | razem  | mężczyźni | kobiety | 0-17   | 18-59/64 | 60+/65+ | Saldo migracji | Przyrost naturalny |
| ---- | ------ | --------- | ------- | ------ | -------- | ------- | -------------- | ------------------ |
| 2010 | 54 481 | 25 853    | 28 628  | 8984   | 36 138   | 9359    | –63            | –108               |
| 2015 | 51 214 | 24 252    | 26 962  | 7697   | 32 670   | 10 847  | –12            | –160               |
| 2020 | 47 921 | 22 665    | 25 256  | 6948   | 28 536   | 12 437  | –2             | –247               |
| 2021 | 47 269 | 22 353    | 24 916  | 6814   | 27 807   | 12 648  | 5              | –272               |
| 2025 | 44 559 | 21 027    | 23 532  | 6199   | 25 103   | 13 257  | 15             | –331               |
| 2030 | 41 115 | 19 366    | 21 749  | 5382   | 22 328   | 13 405  | 38             | –402               |

## Nazwa

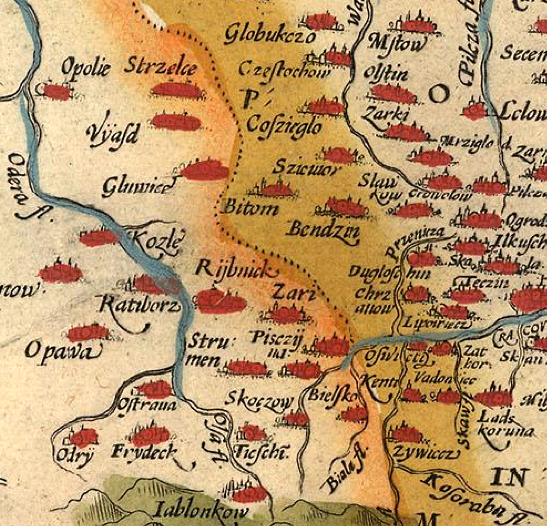
Racibórz jako Ratiborz na mapie Wacława Grodzieckiego z 1592 roku

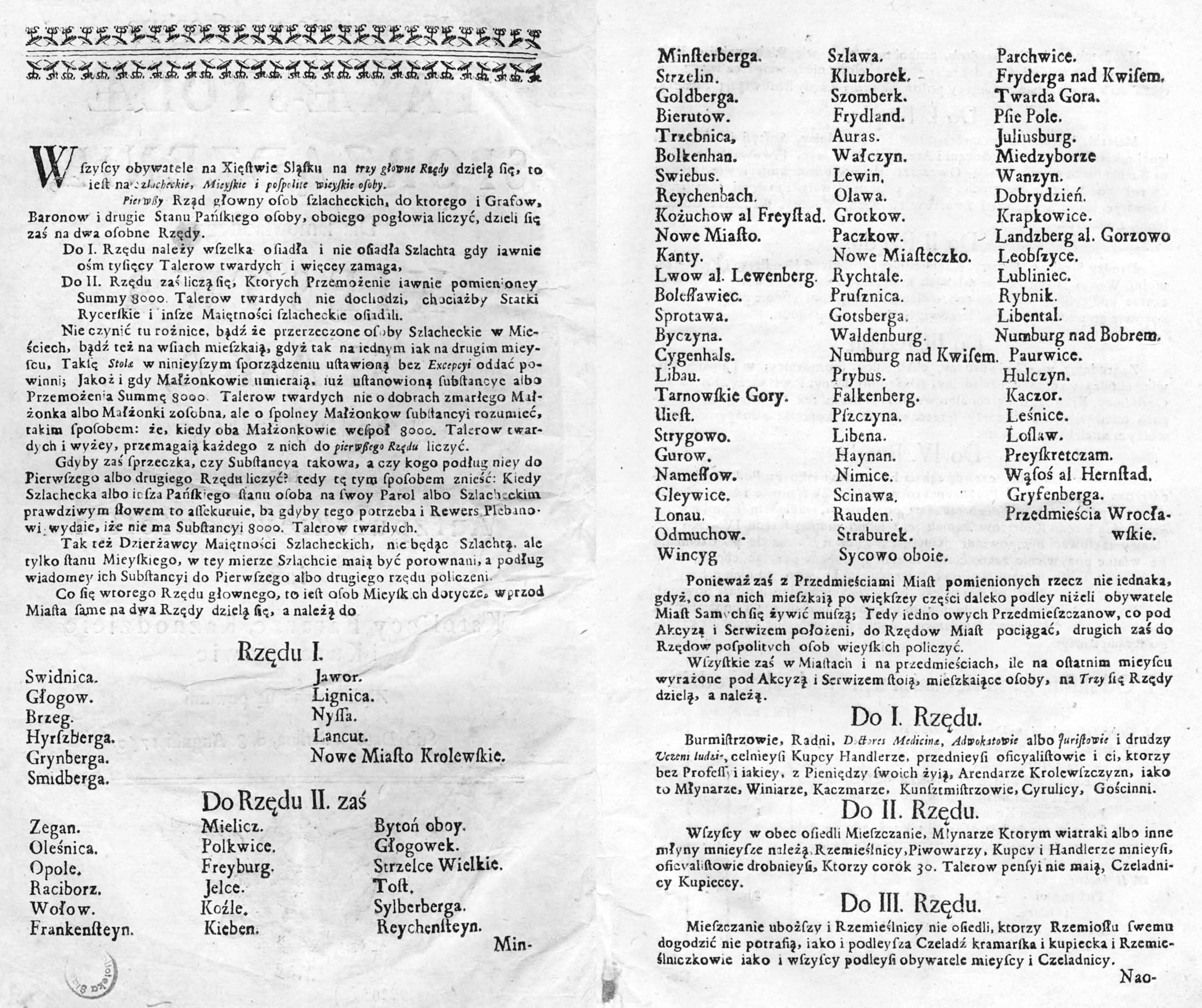
Nazwa Raciborz wśród innych nazw śląskich miejscowości w urzędowym pruskim dokumencie z 1750 roku wydanym w języku polskim w Berlinie.

Nazwa miasta pochodziła najprawdopodobniej od słowiańskiego imienia „Racibor” („Ratibor” – forma zgermanizowana). Według Weltzla pochodziła ona od czasownika „rati” = orać i „bor” = bór, las. Inne źródła nadają temu imieniu znaczenie „walczący na wojnie” bądź „chętny do boju”, co jest zgodne z ostatnimi badaniami onomastycznymi. Nazwa miasta pochodzi od dwóch znaczeniowo tożsamych słów „rati=walczyć” oraz „boriti=walczyć” i oznacza „walczący na wojnie”. Imię Racibor było charakterystyczne we wczesnym średniowieczu dla książąt pomorskich oraz obodrzyckich. Nadawano władcom imię Racibor być może na dobrą wróżbę, aby „walczyli i zwyciężali w boju”.

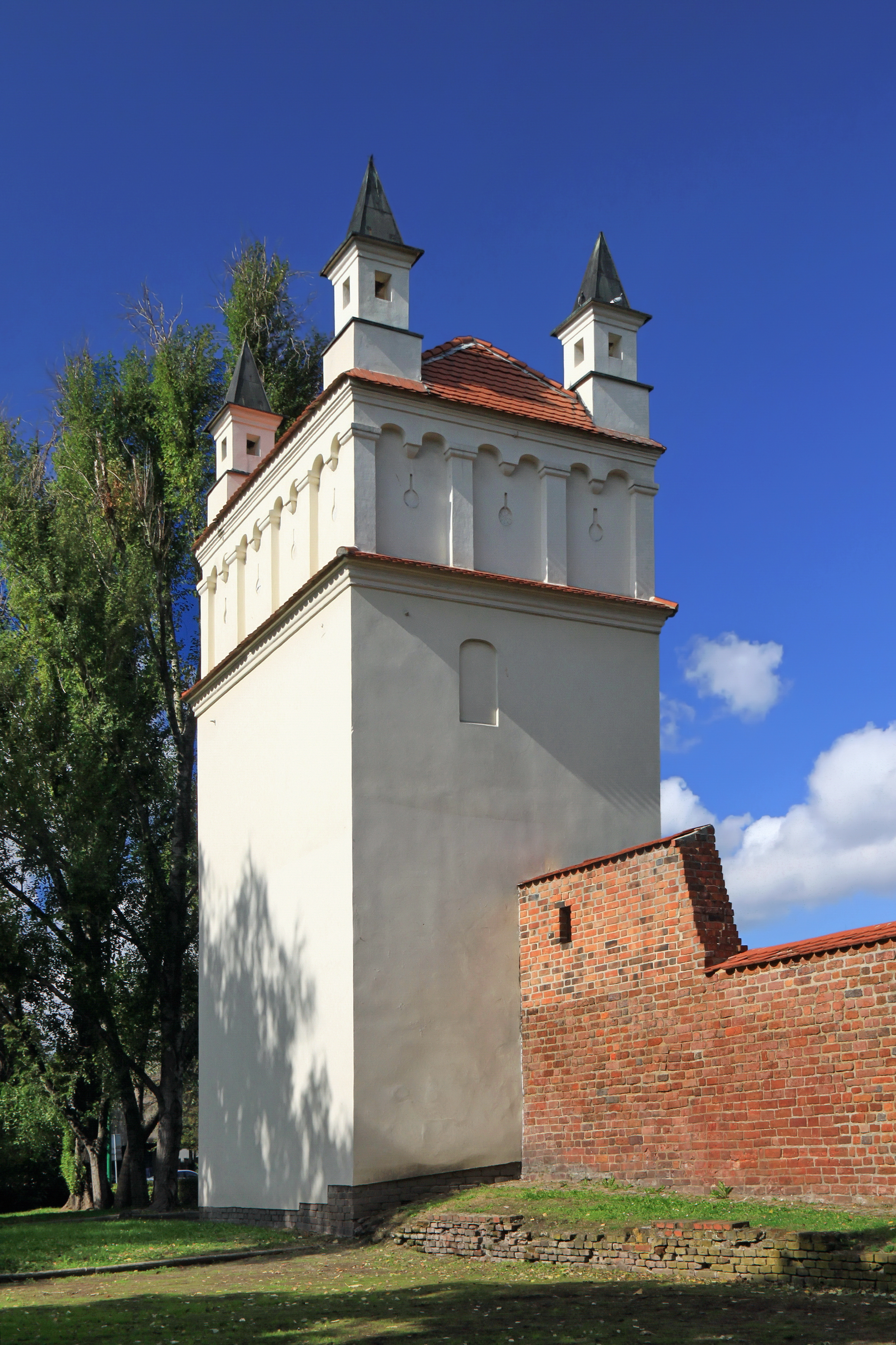
Baszta więzienna

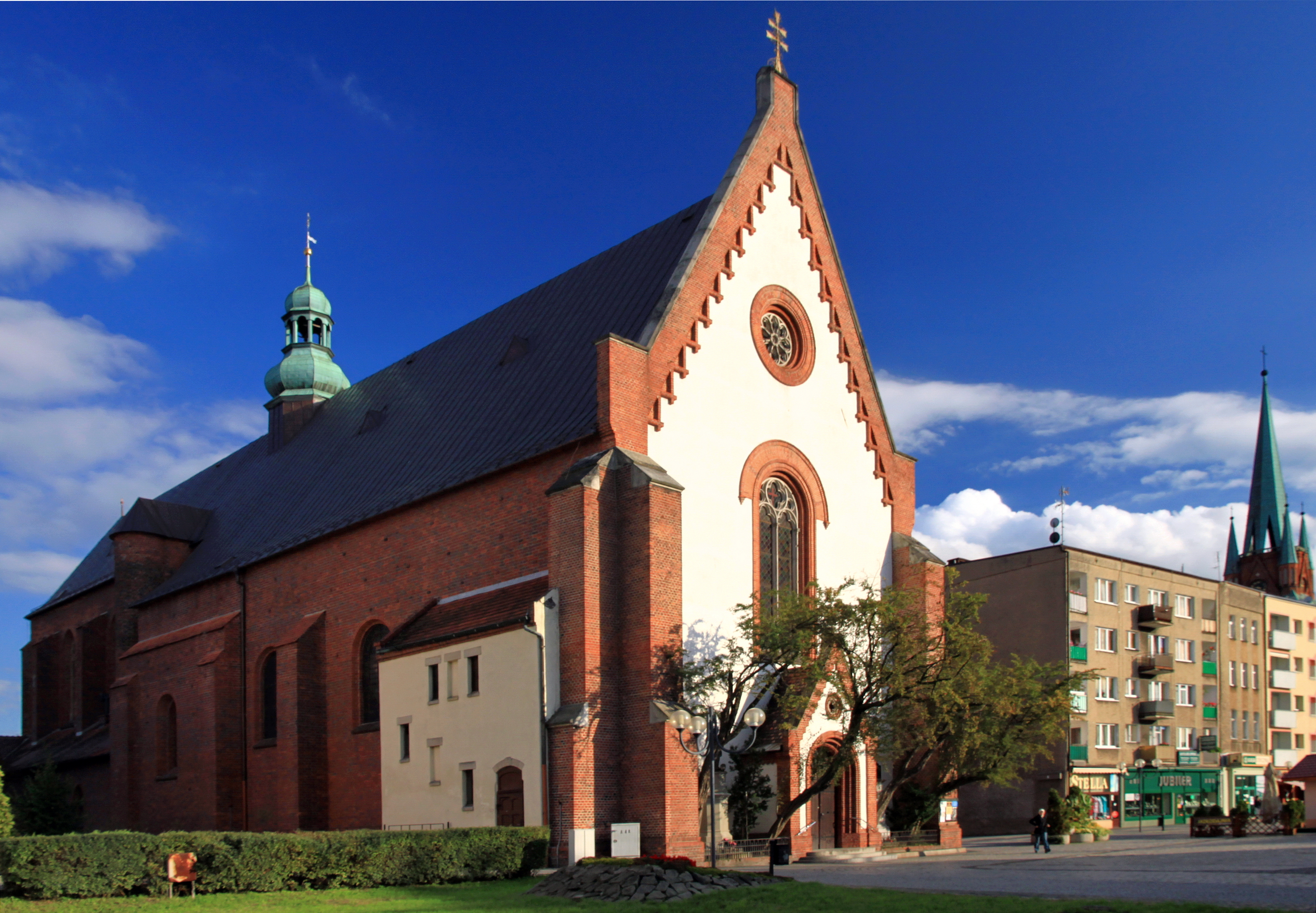
Kościół św. Jakuba

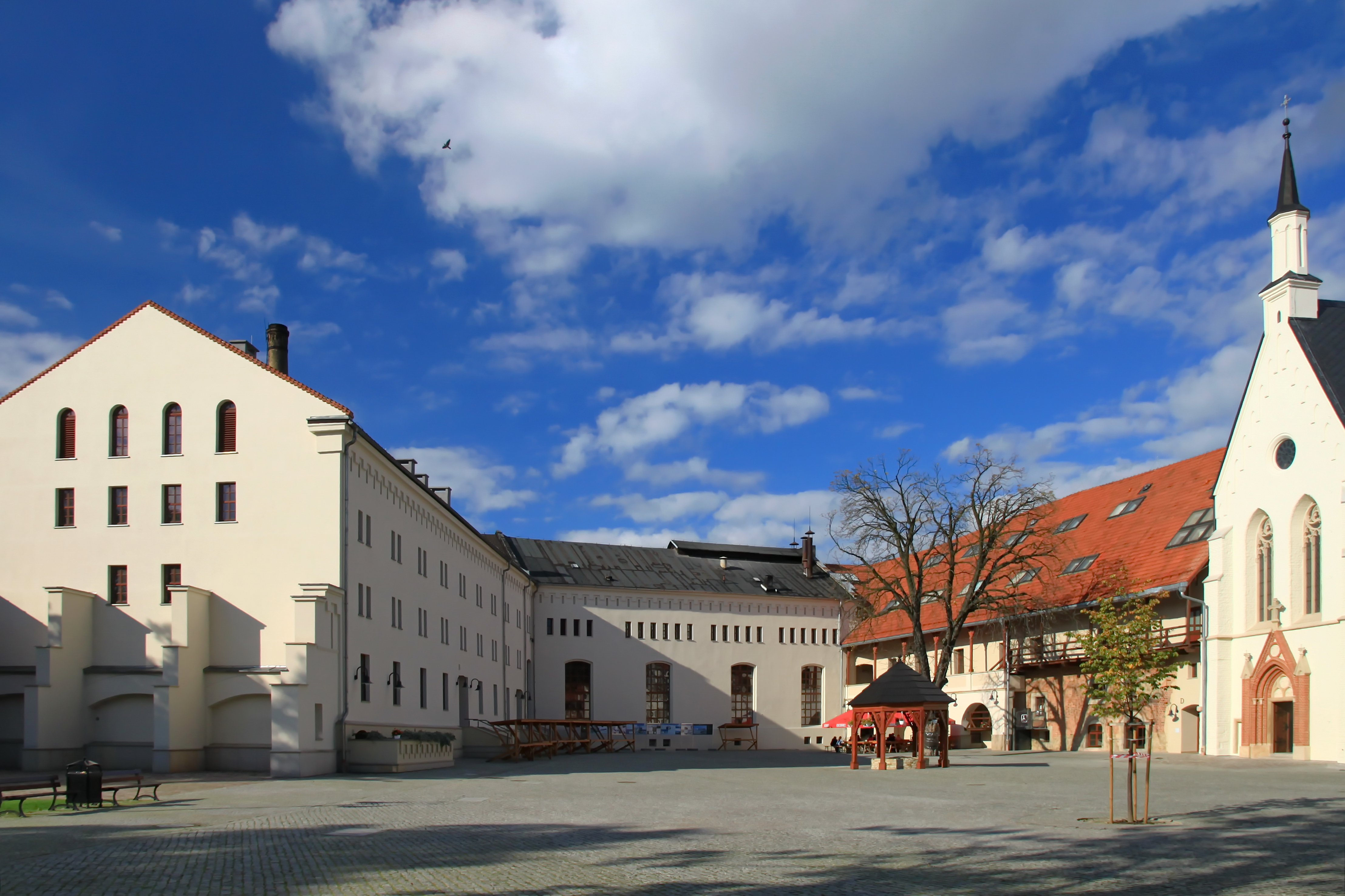
Zamek książąt raciborskich

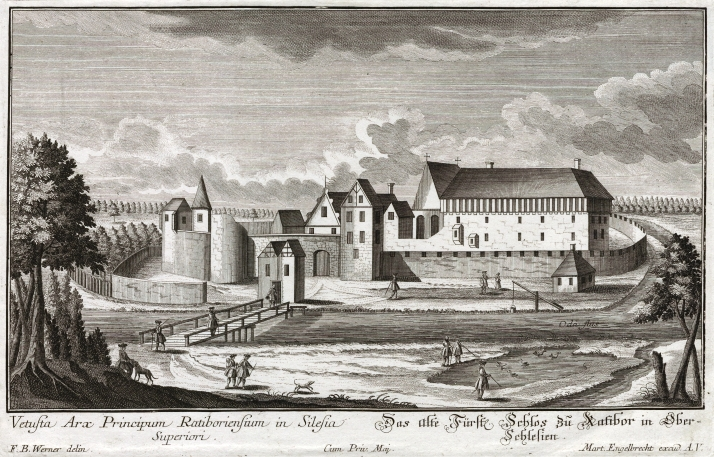
Raciborski zamek (XVII – XVIII)

Niemiecki nauczyciel Heinrich Adamy w swoim dziele o nazwach miejscowości na Śląsku wydanym w 1888 r. we Wrocławiu wymienia nazwę miasta zanotowaną w dokumencie z 1108 r. Raciborz.
Nazwa Raciborza w formie łacińskiej Ratibor pojawiła się po raz pierwszy w Kronice polskiej spisanej przez Anonima zwanego Gallem w latach 1112–1116 Miejscowość została wzmiankowana w łacińskim dokumencie papieża Grzegorza IX wystawionym 26 maja 1230 r. w staropolskiej formie Racziborz we fragmencie in Kozle castellaturam de Racziborz circa Rybnik. Nazwa miejscowości w zlatynizowanej formie Raziboria wymieniona jest w łacińskim dokumencie Władysława Łokietka z 1315 r. wydanym w Krakowie.
W łacińskiej Liber fundationis episcopatus Vratislaviensis (pol. Księga uposażeń biskupstwa wrocławskiego) spisanej za czasów biskupa Henryka z Wierzbna w latach 1295–1305 miejscowość wymieniona jest w zlatynizowanej formie Rathibor. Kronika ta wymienia również wsie, które w procesach urbanizacyjnych zostały wchłonięte przez miasto i stanowią jego części bądź dzielnice jak: Sudoł jako Schuchdol, Studzienna w formie Stusona. W roku 1613 śląski regionalista i historyk Mikołaj Henel z Prudnika wymienił miejscowość w swoim dziele o geografii Śląska pt. Silesiographia podając jej łacińskie nazwy: Ratiboria, Ratibovia, Retiboria, Retisboria.
W 1750 r. nazwa Raciborz wymieniona została w języku polskim przez Fryderyka II pośród innych miast śląskich w zarządzeniu urzędowym wydanym dla mieszkańców Śląska W alfabetycznym spisie miejscowości na terenie Śląska wydanym w 1830 r. we Wrocławiu przez Johanna Knie wieś występuje pod polską nazwą Racibors oraz nazwą Ratibor we fragmencie „Racibors, polnische Benennung der Kreistadt Ratibor”. Nazwę Racibórz w książce „Krótki rys jeografii Szląska dla nauki początkowej” wydanej w Głogówku w 1847 r. wymienił śląski pisarz Józef Lompa. Obecna nazwa została administracyjnie zatwierdzona 7 maja 1946

## Historia

### Kalendarium historyczne
- ok. 985-990 – tereny plemienia Gołęszyców stają się częścią Państwa Piastów,
- 1103-1108 – gród znajduje się pod czeską okupacją[138],
- 1108 – pierwsza historyczna wzmianka o Raciborzu w kronice Galla Anonima, bitwa pod Raciborzem, na skutek której gród wraca w polskie ręce,
- 1172-1173 – Mieszko I Plątonogi otrzymuje oddzielne Księstwo Raciborskie,
- 1211-1217 – lokacja Raciborza na prawie flamandzkim przez księcia Kazimierza I,
- 1241 – zwycięska obrona miasta przed Mongołami,
- 1246 – powstanie klasztoru dominikanów, w którym zapisano pierwsze polskie zdanie „Gorze szą nam stało”, czyli „Gorzej się nam stało”
- 1280-1287 – budowa gotyckiego zamku i kaplicy na Ostrogu,
- 1287 – konflikt na terenie Raciborza biskupa Tomasza II i księcia śląskiego Henryka IV Prawego,
- 1296 – datacja zachowanej pieczęci z herbem miasta: pół orła i pół koła,
- 1299 – książę Przemysław przekazuje władzę w Raciborzu radzie miejskiej według prawa magdeburskiego: miasto otoczone jest murami obronnymi z trzema bramami; założenie klasztoru dominikanek,
- XIII wiek – w Raciborzu bito monetę z napisem „MILOST”, mennica z przerwami działała do 1715 r.,
- 1302 – wzmianka o szkole parafialnej,
- 1318 – plaga szarańczy,
- 1336 – umiera ostatni piastowski książę raciborski Leszek; księstwo przechodzi w ręce opawskich Przemyślidów,
- 1521 – śmierć ostatniego księcia z dynastii Przemyślidów – Walentyna,
- 1532 – po śmierci księcia Jana Opolskiego Księstwo Raciborskie przechodzi w ręce Hohenzollernów, potem Habsburgów,
- 1567 – wzmianka o istnieniu browaru zamkowego, obecnie najstarszego browaru w Polsce,
- 1586 – przywilej cesarza Rudolfa II porządkuje żeglugę na Odrze; Racibórz do końca XIX w. jest miastem portowym,
- 1670 – wzmianka o działaniu poczty,
- 1683 – Jan III Sobieski ucztuje na zamku w drodze na odsiecz Wiednia,
- 1727 – wzniesienie na Rynku Kolumny Maryjnej dłuta Johanna Melchiora Österreicha,
- 1742 – Racibórz wraz z większością Śląska staje się częścią Prus,
- 1788 – nieudana próba zabójstwa króla pruskiego Fryderyka II,
- 1819 – otwarcie gimnazjum,
- 1826 – oddanie do użytku budynku sądu według projektu Schinkla,
- 1846 – miasto uzyskało połączenie kolejowe z Wrocławiem,
- 1849 – uruchomienie linii telegraficznej Wiedeń – Racibórz – Berlin,
- 1858 – oddanie do użytku gazowni miejskiej,
- 1882 – w gimnazjum uczył się poeta Jan Kasprowicz,
- 1889 – ukazał się pierwszy numer polskich „Nowin Raciborskich”,
- 1904 – uruchomienie elektrowni miejskiej,
- 1911 – otwarcie Domu Polskiego Strzecha,
- 20 marca 1921 – plebiscyt górnośląski: w Raciborzu 2227 (9,13%)[139] uprawnionych oddaje głos za Polską, natomiast 22.291[140] (87,98%) głosujących opowiada się za przynależnością miasta do Niemiec, w tym prawie 24% tzw. emigrantów plebiscytowych (ściągniętych na tereny plebiscytowe w celu podniesienia końcowego rezultatu[141]; wniosek o prawo głosu dla emigrantów złożyła Polska, ale w praktyce znaczna większość z nich głosowała na Niemcy),
- 1921 – przeprowadzono plebiscyt na Górnym Śląsku i wybuchło III powstanie śląskie, w którego wyniku 437 ha obszaru dzisiejszego miasta przekazano Polsce (ówczesne miasto pozostało w Niemczech, natomiast po drugiej stronie granicy znalazła się m.in. obecna dzielnica Brzezie, wówczas samodzielna wioska[142]),
- 1939 – w mieście stacjonuje przed atakiem na Polskę niemiecka 14 Armia,
- 1945:
  - pod koniec stycznia przez Racibórz, a następnie Prudnik i Kłodzko, przeszła kolumna więźniów aresztu w Mysłowicach (tzw. marsz śmierci);
  - 31 marca 1945 roku Armia Czerwona wkroczyła do Raciborza. Po zdobyciu miasta sowieci dopuścili się licznych aktów przemocy, grabieży i podpaleń. Systematyczne niszczenie miasta było częścią ich działań, zniszczeniu uległo około 80% zabudowy, w tym większość historycznego centrum.Z tego powodu Racibórz po wojnie był jednym z najbardziej zrujnowanych miast na Śląsku i wymagał wieloletniej odbudowy.
  - 9 maja polska administracja obejmuje władzę;
  - 10 maja w mieście zostają ulokowane czechosłowackie władze powiatowe
  - wysiedlanie ludności niemieckiej i osiedlanie się Polaków wysiedlonych z Kresów Wschodnich oraz z centralnej Polski[143],
- 1946 – powstanie pierwszej polskiej szkoły podstawowej SP 1,
- 1958 – obchody IX wieków Raciborza; otwarcie odbudowanego Domu Kultury „Strzecha”,
- 1975 – miasto wraz z powiatem raciborskim zostały włączone do województwa katowickiego,
- 1986 – otwarcie Młodzieżowego Domu Kultury.
- 1990 – przeprowadzono pierwsze demokratyczne wybory do Rady Miejskiej,
- 1991 – podpisano umowę partnerską z (również górnośląskim) miastem Opawa w Czechach,
- 1992 – podpisano umowę partnerską z Roth w Niemczech,
- 1993 – otwarto przejście graniczne Pietraszyn-Sudice,
- 1997 – Racibórz został dotknięty największą od stuleci klęską powodzi,
- 1999 – ukształtował się nowy podział administracyjny kraju – powstał powiat raciborski (1 września), powstał Euroregion Silesia (20 września),
- 2001 – jako pierwsze miasto w Polsce i Europie uzyskano certyfikat Zarządzania Środowiskowego według normy ISO 14001,
- 2002 – podpisano umowę partnerską z miastem Królewiec w Rosji (5 marca), oraz z miastem Leverkusen w Niemczech (18 marca), zorganizowano III Dożynki Województwa Śląskiego, przeprowadzono pierwsze bezpośrednie wybory na prezydenta, burmistrza, wójta,
- 2005 – reaktywowano browar raciborski i podpisano umowę partnerską z miastem Kędzierzyn-Koźle,
- 2008 – 900-lecie miasta, wielka impreza z udziałem między innymi Piotra Rubika i The Jet Set.

## Architektura
| Rynek w Raciborzu |

### Zabytki

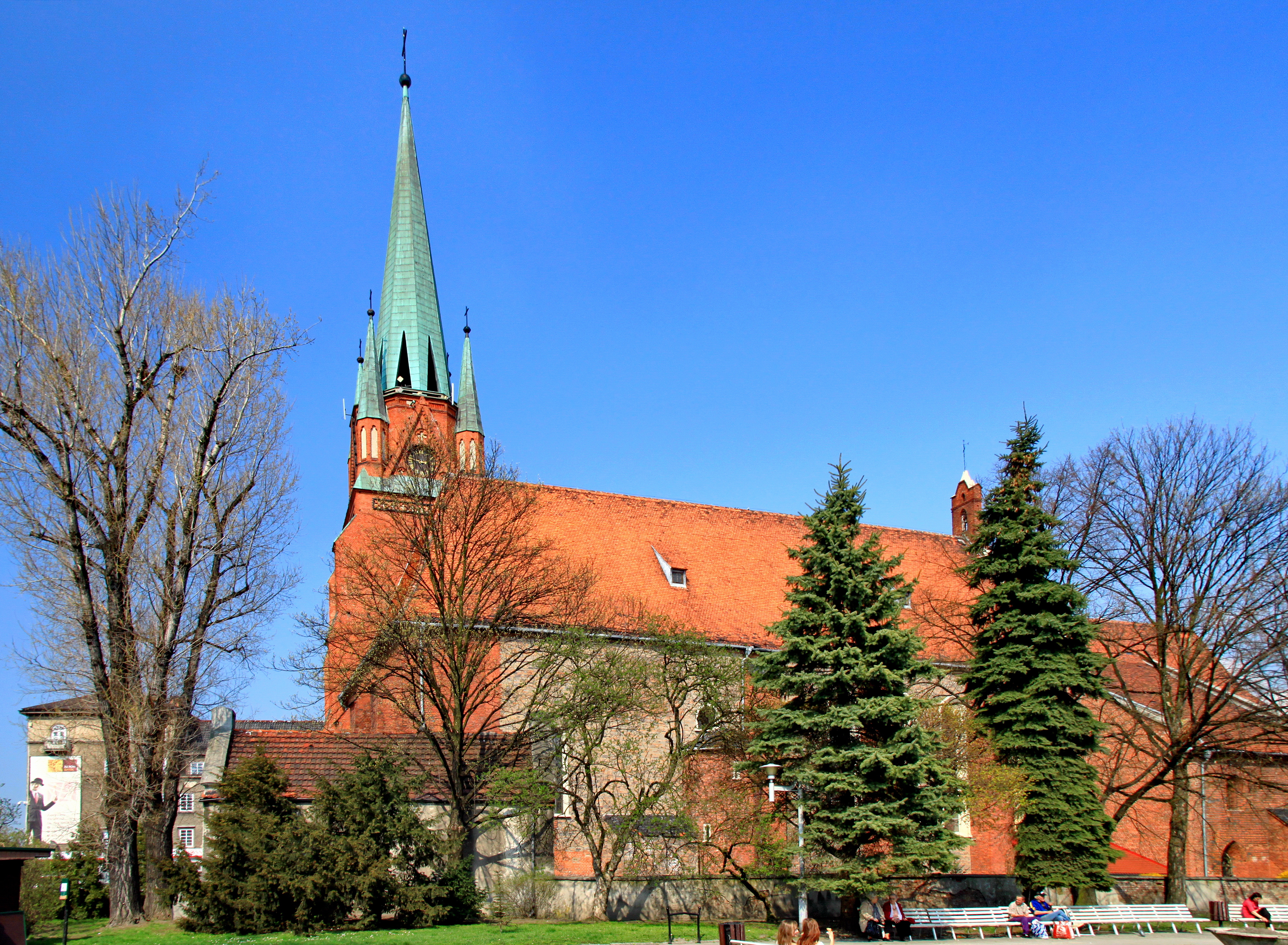
Kościół Wniebowzięcia NMP

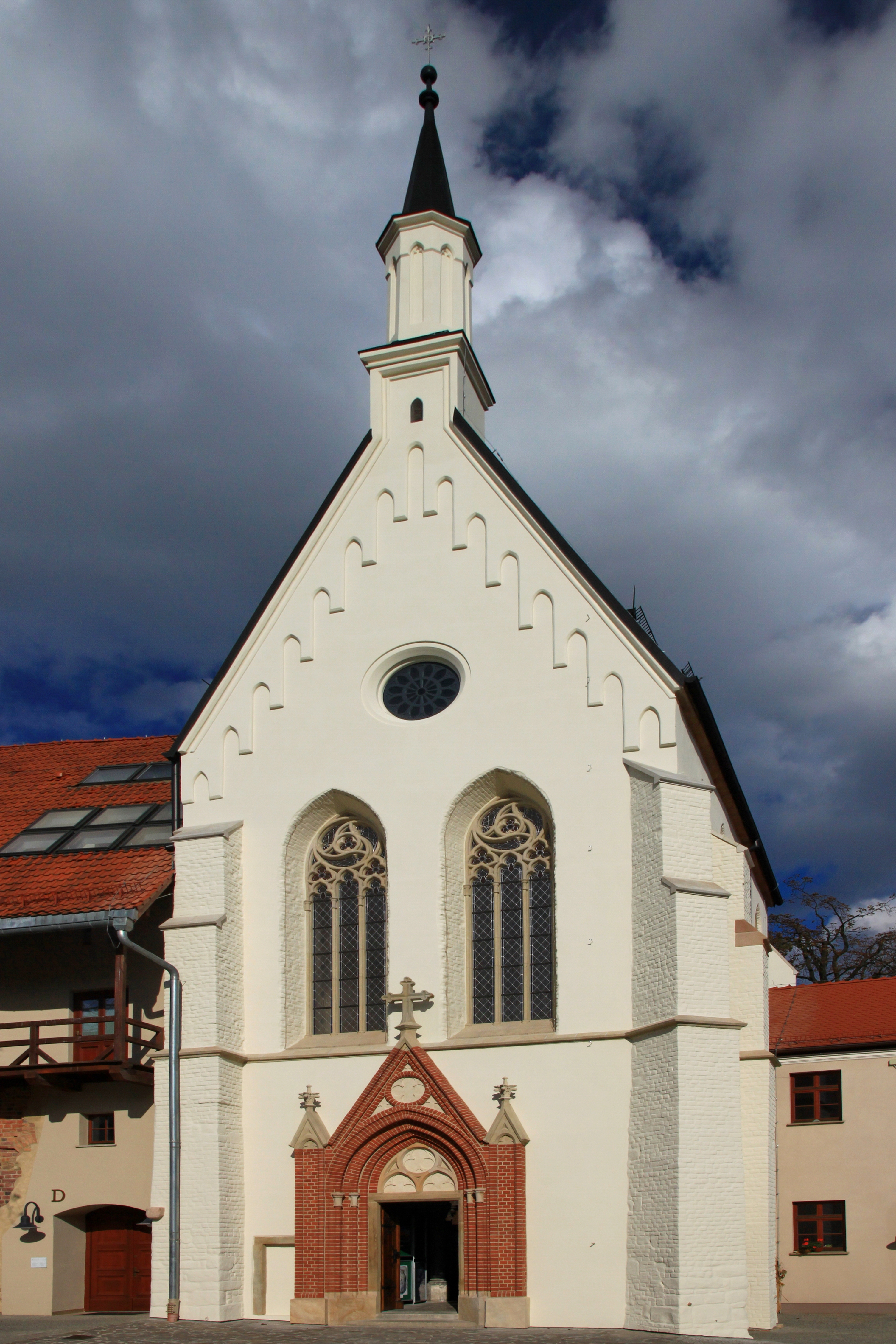
Kaplica zamkowa pw. św. Tomasza Kantuaryjskiego

- Kościół Wniebowzięcia Najświętszej Maryi – gotycki, kościół farny, najstarszy w Raciborzu, pochodzi z 1205 r.
- Kościół św. Jakuba – gotycki, pochodzi sprzed 1258 r., podominikański.
  - Kaplica Gaszynów – barokowa, wykonana między 1637 a 1665 r.
- Kościół św. Ducha – gotycki, pochodzi z 1327 r., podominikański.
- Baszta więzienna – pochodzi z XVI w. Została ukazana na jednorazowej serii monet „Miasta Polski”.
- Kościół św. Jana Chrzciciela na Ostrogu – neogotycki, pochodzi z 1856 r.
- Kościół św. Mikołaja na Starej Wsi – neogotycki, pochodzi z 1902 r.
- Kościół Matki Bożej – barokowy, pochodzi z 1727 r.
- Kościół Najświętszego Serca Pana Jezusa – modernistyczny, z lat 30. XX w.
- Kościół Matki Bożej Różańcowej – z ok. 1904 r., w dzielnicy Sudół
- Rynek
  - Kolumna Matki Boskiej, tzw. Kolumna Maryjna wykonana w latach 1725–1727 przez Johanna Melchiora Österreicha.
- Zamek książąt raciborskich – wzniesiony w latach 1281–1287, obecnie w trakcie renowacji i odbudowy,
  - Kaplica zamkowa pw. św. Tomasza Kantuaryjskiego – tzw. perła gotyku śląskiego, wybudowana po 1287 r.
- Mury obronne – powstałe w latach 1287–1290.
- Statua Zgody – wybudowana na przełomie XVIII i XIX w.
- Budynek Sądu – późnoklasyczny, wybudowany w latach 1823–1826 według projektu Karla Friedricha Schinkla.
- Zespół budynków więzienia – neogotycki, wybudowany w latach 1845–1851.
- Zakład Poprawczy – dawniej budynek Sądu Krajowego, neorenesansowy, wybudowany w latach 1889–1892.
- Budynek Poczty – neorenesansowy, pochodzący z 1889 r.

Pełna lista zabytków:

### Zieleń miejska

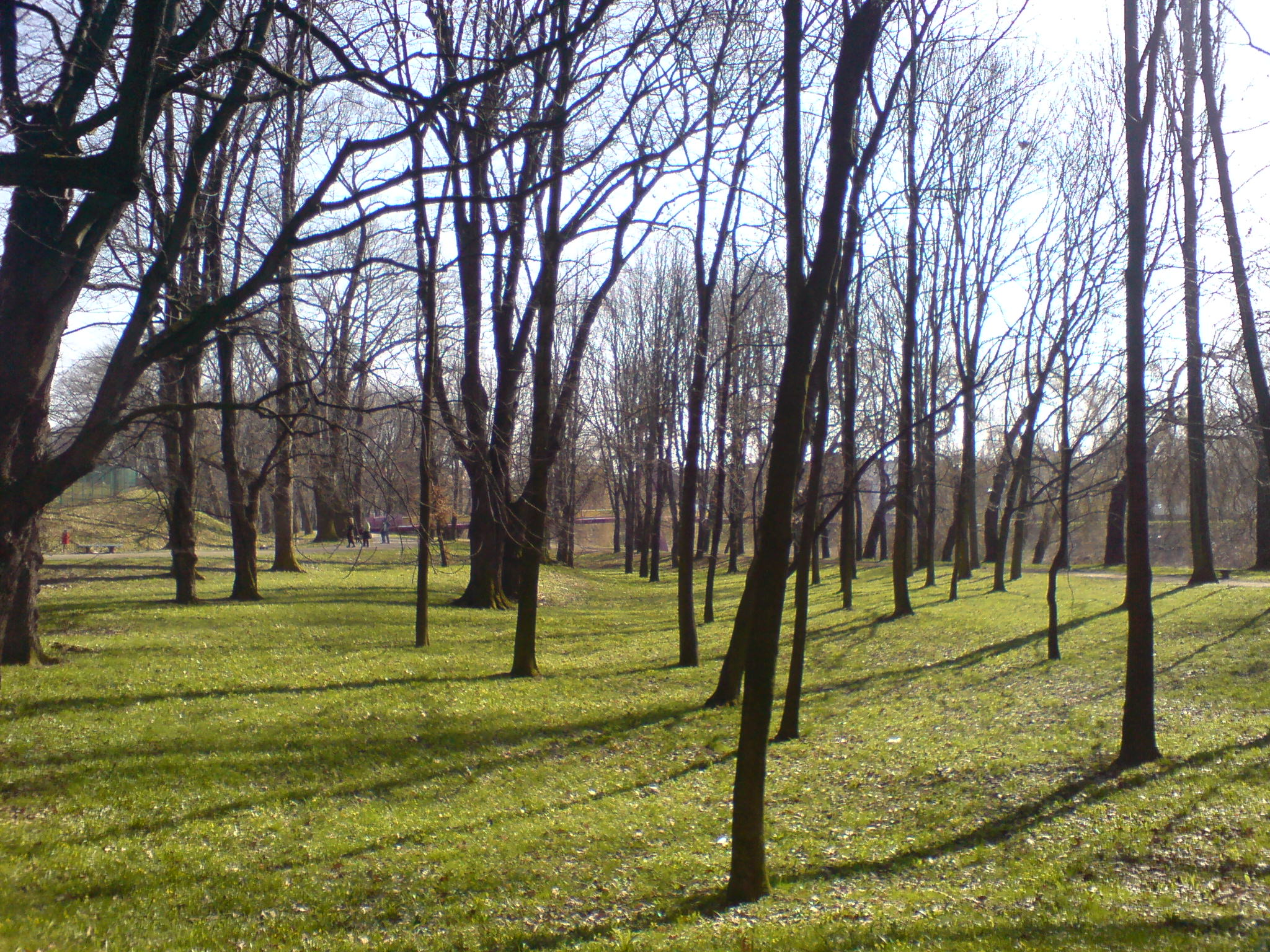
Park Zamkowy

Na terenie Raciborza wyróżniono 45 obiektów zakwalifikowanych jako zieleń urządzoną, do której zalicza się: parki, zieleńce, ogrody przydomowe, ogrody działkowe i cmentarze. Zieleń miejska stanowi 823,91 ha powierzchni miasta.
W Raciborzu znajduje się 5 parków o łącznej powierzchni 19,52 ha. Cztery z nich znajdują się w centrum miasta, a jeden w jego zachodniej części. Największymi są park Zamkowy o powierzchni 8,6 ha i park im. Miasta Roth zajmujący 5,5 ha. Pozostałe parki to park Jordanowski o powierzchni 2,82 ha, Park im. kpt. Franciszka Stala – 1,43 ha oraz park w Ocicach – 1,22 ha.
Zieleńce obejmują powierzchnię 15,6 ha. Do zieleńców został zaliczony m.in. obszar Cmentarza Żołnierzy Radzieckich przy ul. Reymonta, gdyż jest to cmentarz pamiątkowy, a zieleń nie posiada charakteru cmentarnego. Do tej grupy należą także sad wokół Zakładu Kanalizacji i Wodociągów przy ul. Bogumińskiej i obszar przylegający do Zakładu Karnego przy ul. Eichendorffa.
Skwery obejmują powierzchnię 13 ha. Skwer im. Kresowiaków znajduje się między gmachem Urzędu Miasta a sklepem Kaufland, natomiast skwer im. Sybiraków między Galerią Młyńską a ul. Batorego. Obok kościoła pw. Najświętszej Maryi Panny znajduje się skwer im. ks. prałata Stefana Pieczki. Naprzeciw budynku Sądu Rejonowego znajduje się skwer im. Stanisława Moniuszki, natomiast obok sali gimnastycznej Towarzystwa Gimnastycznego „Sokół” znajduje się skwer im. Olimpijczyków i Sław Sportu Ziemi Raciborskiej. Warto wymienić jeszcze skwer przy Ośrodku Szkolno-Wychowawczym dla Niesłyszących i Słabosłyszących oraz skwer przy ul. Podwale. Na skwerze przy kościele św. Jakuba wkrótce powstanie hotel.
Do ogrodów przydomowych, które zajmują powierzchnie 663 ha zaliczono domy jednorodzinne wraz z przylegającymi do nich ogrodami i sadami. Obszary te występują przede wszystkim na obrzeżach miasta, m.in. w dzielnicach Płonia, Ocice, Nowe Zagrody, Miedonia, Markowice, Obora, Dębicz, Brzezie, Pogwizdów, Studzienna i Sudoł. Zieleń osiedlowa zajmuje 38,5 ha.
Ogródki działkowe stanowią 111 ha i znajdują się na terenie całego miasta. W największej ilości znajdują się w centrum, południowo-wschodniej i południowo-zachodniej części Raciborza. Występują przede wszystkim w dzielnicach: Nowe Zagrody, Ocice, Brzezie.
Łączna powierzchnia cmentarzy na terenie miasta wynosi 14,5 ha. Występują na terenie całego miasta. Największe ich skupiska znajdują się w zachodnich dzielnicach: Nowe Zagrody i Stara Wieś.
W mieście znajduje się także jedna z najdłuższych w Polsce alej leszczyny tureckiej – ulica Słowackiego.

## Symbole
Herb Raciborza to według Uchwały Rady Miasta Racibórz z 18 grudnia 2013 r. „w polu czerwonym z prawej połuorła srebrnego, z lewej półkoło wozowe z pięcioma pełnymi szprychami, dzwonami i gwoździami, oraz dwiema połówkowymi szprychami i dzwonami w miejscu przepołowienia”. Godło to pojawiło się po raz pierwszy na miejskim dokumencie z 1296 r.
Logo Raciborza zawiera nazwę miasta w kolorze niebieskim, którą zdobią z jednej strony baszta więzienna w kolorze czerwonym, a z drugiej zielony liść z białym napisem ISO 14001. Ostatni element ma podkreślić proekologiczne działanie władz. Znak nawiązuje do promocyjnego loga Polski.
Maskotka Raciborza została wybrana 18 maja 2005 r. spośród prac konkursowych jakie nadesłały dzieci. Wygrał Raciborek, który jest dziecięcym odpowiednikiem dorosłego rycerza, który według miejscowej legendy założył miasto. Flagę Raciborza stanowi prostokątny czerwony płat z godłem herbu miasta w 1/3 odległości od drzewca.

## Kultura

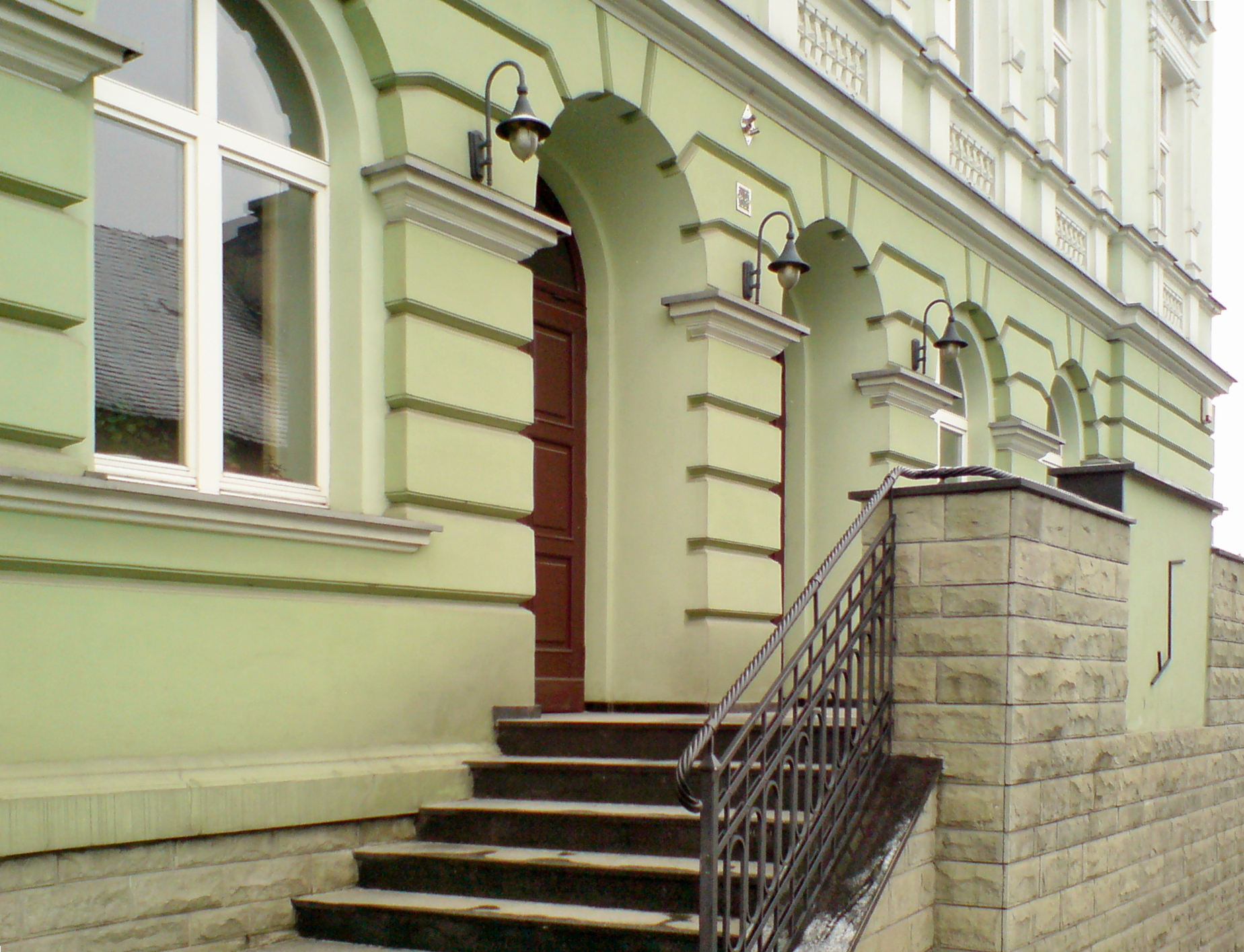
Dom Kultury „Strzecha”

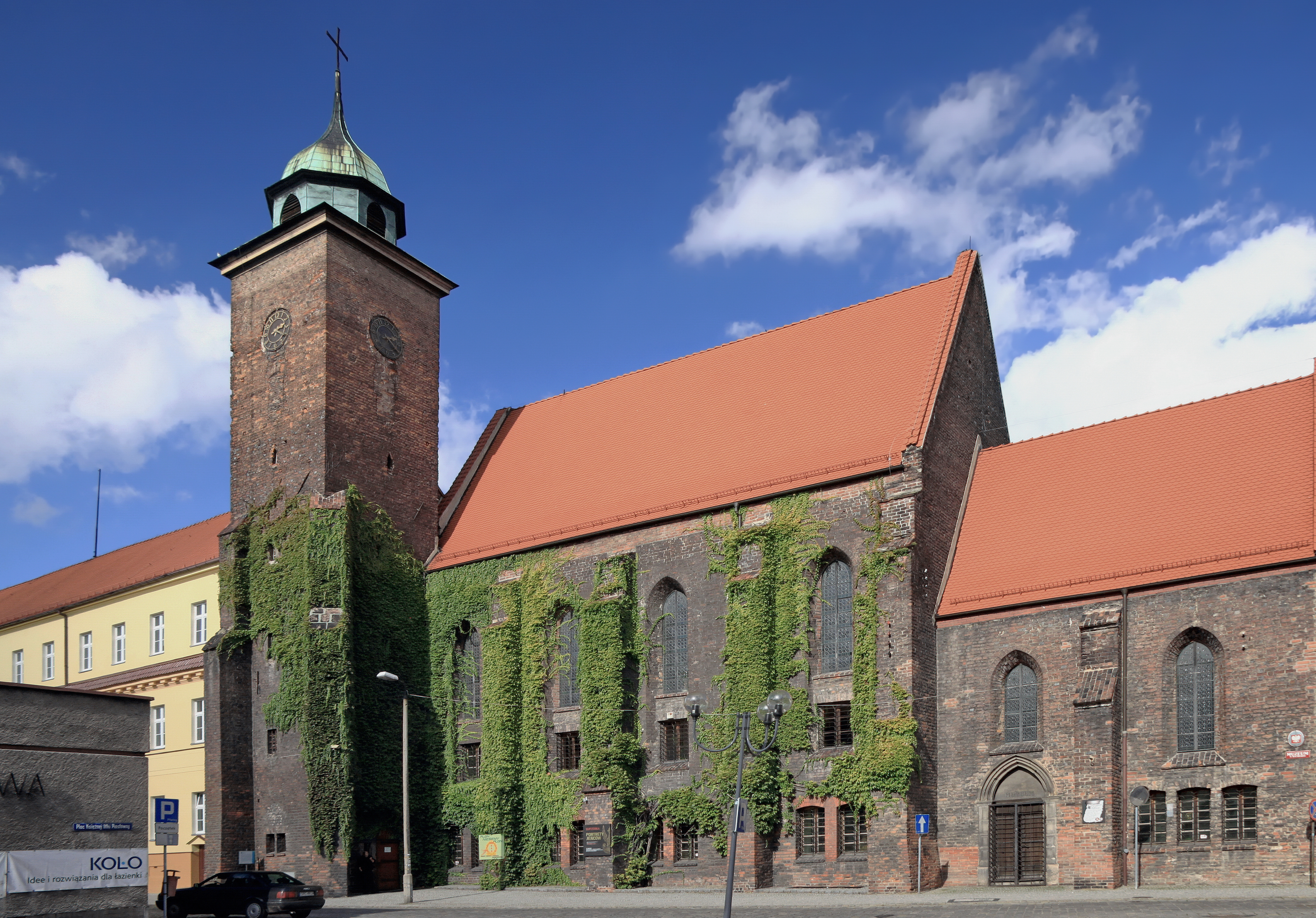
Kościół św. Ducha (obecnie muzeum miejskie) w Raciborzu

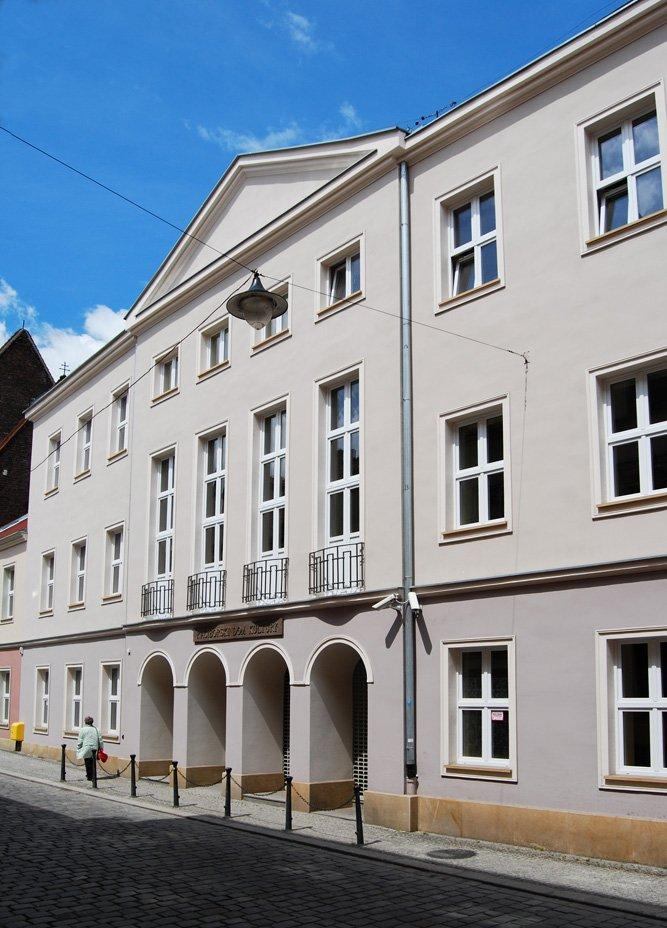
Raciborskie Centrum Kultury

Racibórz zawsze był kulturalną stolicą regionu, do dziś tę tradycję kontynuują Dom Kultury „Strzecha”, Młodzieżowy Dom Kultury, Muzeum, Raciborskie Centrum Kultury, Miejska Biblioteka Publiczna oraz Towarzystwo Miłośników Ziemi Raciborskiej. Działalność tych instytucji obejmuje bowiem nie tylko miasto, ale również placówki kulturalno-oświatowe ziemi raciborskiej. Największą instytucją kulturalną jest jednak Raciborskie Centrum Kultury. W mieście znajdują się dwa kina: „Bałtyk” oraz „Przemko”.
Ośrodkami kultury w mieście są:
- Raciborskie Centrum Kultury
- Dom Kultury Strzecha
- Młodzieżowy Dom Kultury
- Miejska i Powiatowa Biblioteka Publiczna w Raciborzu
- Muzeum
- Kino Bałtyk w Raciborzu
- Niezależne Centrum Kultury „ASP-Akcja Sztuka Przestrzeń”

### Cykliczne imprezy kulturalne
Lista imprez kulturalnych odbywających się cyklicznie w Raciborzu:
- Festiwal Podróżniczy „Wiatraki”[154]
- Dni Raciborza
- Raciborski Festiwal Średniowieczny
- Konwent Miłośników Fantastyki i RPG Goblikon
- Memoriał imienia młodszego kapitana Andrzeja Kaczyny i druha Andrzeja Malinowskiego (sierpień)
- Festiwal Pieśni Chóralnej do słów Josepha von Eichendorffa[155]
- Festiwal Pieśni Stanisława Moniuszki[156]
- Raciborski Przegląd Piosenki Religijnej Spotkałem Pana[157]
- Raciborski Festiwal Motywy Bluesa[158]
- Dni Muzyki Organowej i Kameralnej im. Henryka Klai[159]
- Ogólnopolski Festiwal Ekologiczny Piosenki i Wiersza dla Dzieci i Młodzieży Szkolnej[160]
- Intro Festiwal

## Oświata
W Raciborzu znajdują się: 4 żłobki, 16 przedszkoli, 12 szkół podstawowych, 9 szkół ponadgimnazjalnych oraz jedna uczelnia wyższa (Akademia Nauk Stosowanych w Raciborzu). W 2006 r. decyzją Rady Miasta zlikwidowana została Szkoła Podstawowa nr 11 (włączona do Szkoły Podstawowej nr 15).

## Służba zdrowia
- Szpital Rejonowy im. dr. Józefa Rostka w Raciborzu[161]
- Przychodnie niepubliczne prowadzone przez Centrum zdrowia[162] przy ul. Ocickiej, Klasztornej oraz centrum Eskulap przy ul. Kolejowej[163]

## Religia

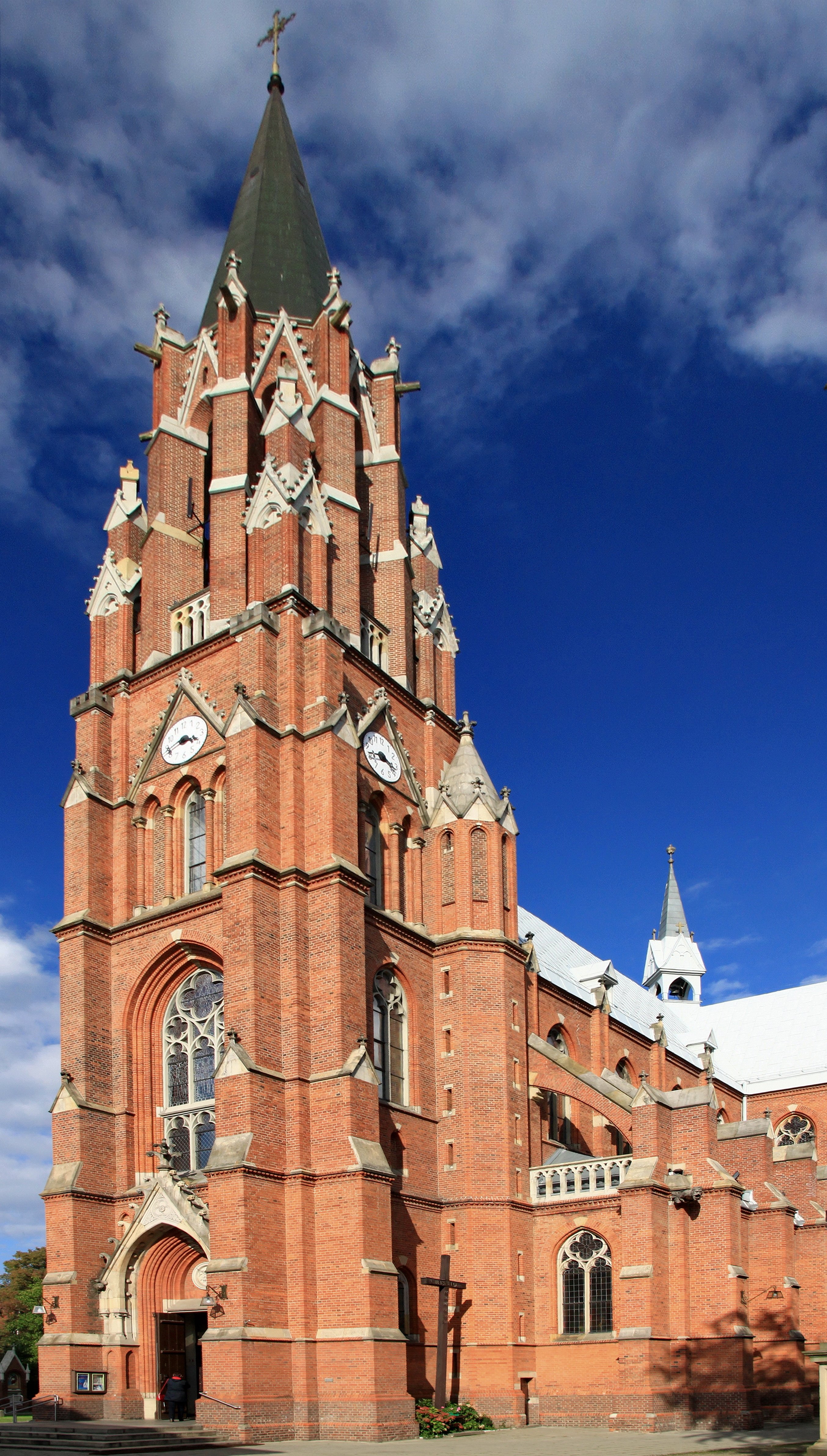
Kościół św. Jana Chrzciciela w Raciborzu

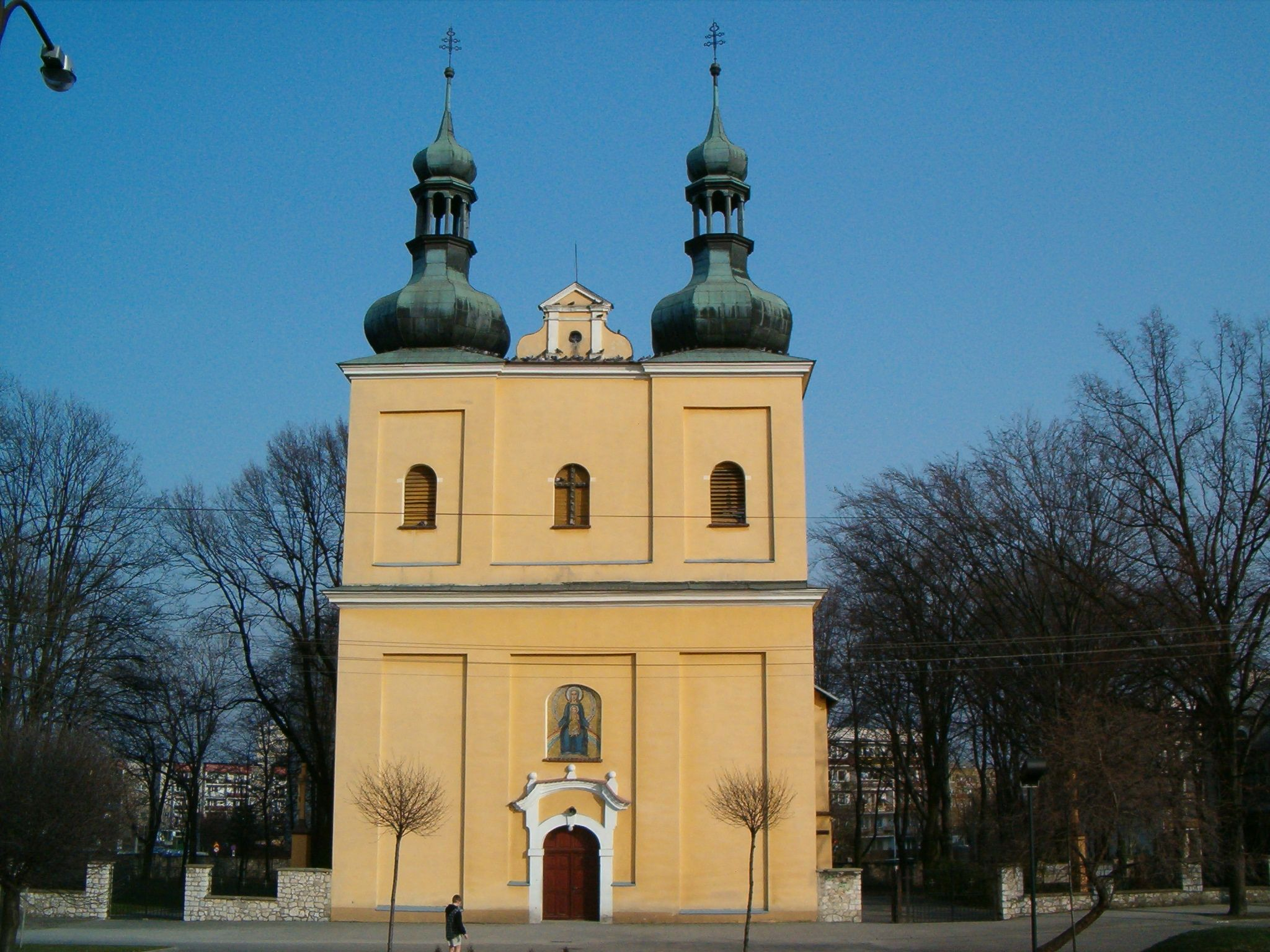
Kościół Matki Bożej

### Katolicy
W mieście istnieje 11 parafii. Racibórz posiada również Sanktuarium Matki Bożej Raciborskiej, do którego corocznie przybywa wielu pielgrzymów, natomiast w Brzeziu znajduje się grób siostry Marii Dulcissimy Hoffmann. W połowie sierpnia corocznie wyrusza raciborski nurt opolskiej pieszej pielgrzymki do Częstochowy. Raciborskie parafie należą głównie do dekanatu raciborskiego, którego jest siedzibą, lecz również jedna parafia należy do dekanatu tworkowskiego, natomiast parafia w Brzeziu należy do archidiecezji katowickiej. Przy parafiach działa wiele grup, m.in.: Róże Różańcowe, Liturgiczna Służba Ołtarza, Dzieci Maryi oraz Duszpasterstwo Młodzieży Miasta Racibórz „Linia Najwyższego Napięcia”.
Cmentarz na Ostrogu – nekropolia pochodzi najprawdopodobniej z XIV w., lecz nagrobki na niej się znajdujące pochodzą z pierwszej połowy XIX w. Na cmentarzu znajdują się dwie kaplice. Pierwsza, murowana, pochodzi z początku XIX w., natomiast druga – drewniana w stylu neogotyckim pochodzi prawdopodobnie z 1869 r.

### Żydzi
Pierwsze wzmianki o ludności żydowskiej w Raciborzu pojawiły się ok. XI w., kiedy to, według podań ludowych, na miejscu obecnego kościoła św. Mikołaja miała istnieć bożnica. Jednak podczas II wojny światowej Żydzi opuścili Racibórz, emigrując lub trafiając do obozów koncentracyjnych, nigdy już nie wracając do rodzinnego miasta. Po wojnie nastąpiła kolejna fala ucieczki z miasta ze względu na represje władz komunistycznych. W Raciborzu istniały synagoga oraz cmentarz żydowski, a oba miejsca zostały rozebrane po wojnie. Obecnie w Raciborzu mieszka zaledwie 57 Żydów. W mieście istniały prawdopodobnie trzy synagogi, żadna z nich nie przetrwała do dzisiaj. Pierwsza, według podań ludowych znajdowała się na miejscu obecnego kościoła św. Mikołaja, druga przy ul. Sukienniczej, obecnie róg ul. Solnej i Leczniczej, a ostatnia, rozebrana w latach pięćdziesiątych przy Szewskiej. Pozostałości po cmentarzu żydowskim znajdują się przy obecnych ulicach Głubczyckiej i Fojcika, za mleczarnią. Nekropolia założona została w 1814 r. i zajmowała łącznie powierzchnię 2 ha.

### Ewangelicy
Parafia Ewangelicko-Augsburska w Raciborzu i jedyny ocalały cmentarz administrowane są przez parafię w Rybniku. Cmentarz, jak i kaplica są świadectwem współistnienia wiary protestanckiej z wiarą katolicką na przestrzeni wieków w Raciborzu. W mieście istniało pięć cmentarzy ewangelickich, lecz do dziś ocalał tylko jeden, przy ul. Starowiejskiej. Pozostałe znajdowały się przy ulicach: Zborowej i Mickiewicza, Nowej, Opawskiej, placu Długosza i na Płoni.

### Ewangeliczni chrześcijanie
W Raciborzu działają cztery zbory o charakterze ewangelicznym. Należą do nich zbór Kościoła Ewangelicznych Chrześcijan, zbór Kościoła Zielonoświątkowego, placówka misyjna Chrześcijańskiej Wspólnoty Ewangelicznej oraz parafia Ewangelicznego Kościoła Chrześcijańskiego.

### Świadkowie Jehowy
W mieście działalność kaznodziejską prowadzą również dwa zbory Świadków Jehowy – Racibórz-Wschód, Racibórz-Zachód – z Salą Królestwa.

### Buddyści
Znajduje się tu również ośrodek buddyzmu Diamentowej Drogi.

## Gospodarka
Miasto jest centralnym ośrodkiem powiatu raciborskiego, który jest regionem o charakterze rolniczo-przemysłowym. Przemysł jest skupiony przede wszystkim w mieście Racibórz.
Bardzo ważną rolę odgrywało rolnictwo w mieście, bowiem sprzyjały temu korzystne warunki naturalne, m.in. urodzajne gleby oraz sprzyjające warunki klimatyczne z długim okresem wegetacyjnym. Około 60% użytków rolnych na terenie gminy Racibórz to gleby w klasach bonitacyjnych od I do III. Na terenie miasta działa kilka organizacji i instytucji, które wspierają rozwój rolnictwa, są to m.in.: Agencja Rozwoju Rolnictwa i Przemysłu Przetwórczego Regionu Raciborskiego, Ośrodek Doradztwa Rolniczego, Agencja Restrukturyzacji i Modernizacji Rolnictwa oraz Zrzeszenie Plantatorów Roślin Okopowych w Raciborzu.

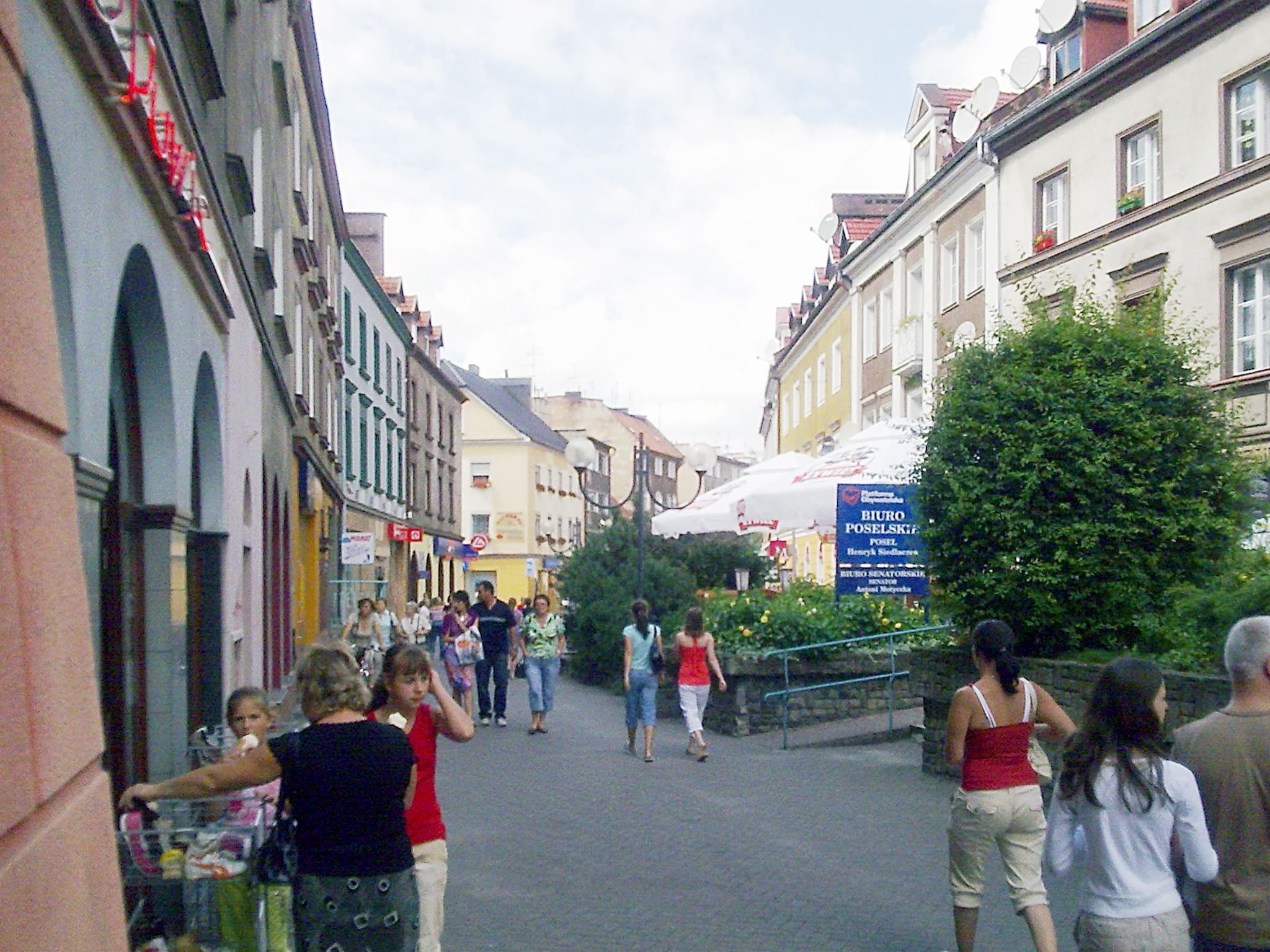
Racibórz ul. Dluga

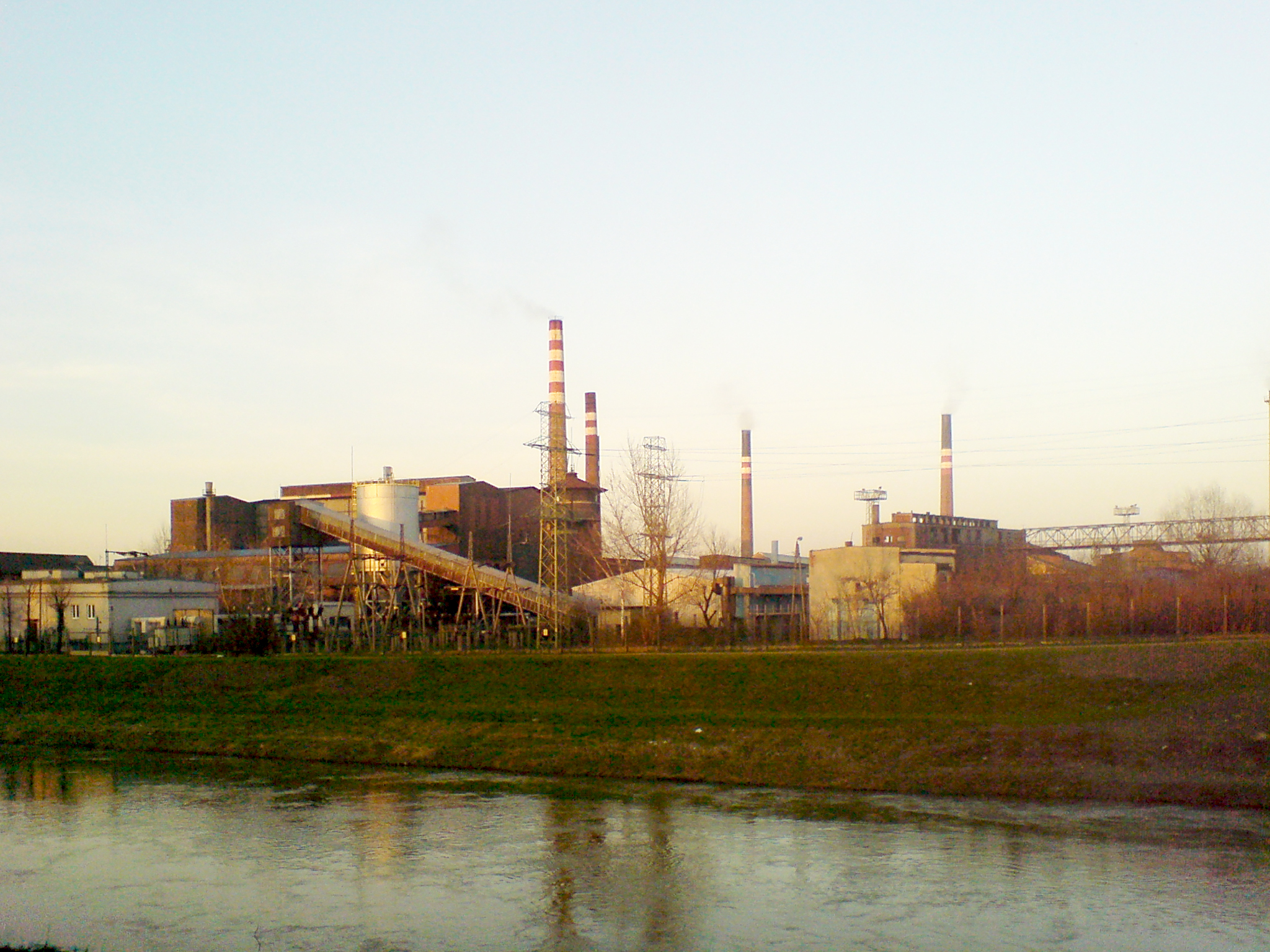
Zakład Elektrod Węglowych w Raciborzu

W centrum miasta handel skupia się w ciągu ulic Opawskiej, Odrzańskiej i Długiej. W centrum usytuowane są także dwie galerie handlowe: Srebrna i Młyńska. W dzielnicy Obora duże centrum handlowe Castorama, Auchan i galeria handlowa.
Ziemia raciborska, jak i sam Racibórz nie są bogate w kopaliny jak sąsiadujący z nimi Rybnicki Okręg Węglowy, mimo to dysponują dużymi zasobami piasków i żwirów eksploatowanych na północ i na południe od miasta oraz pokładami gliny, która służy do produkcji cegieł. Pomimo braku bogactw naturalnych Racibórz jest miastem zasobnym w zakłady przemysłowe z branż chemicznej, maszynowej, energetycznej, rolno-spożywczej (m.in.: Elko, Henkel, Tokai Cobex, Rafako, Mieszko, AwBud, Spółdzielnia Mleczarska, Sunex, DHL, Koltech). To właśnie tutaj powstały: pierwszy na ziemiach polskich browar (1567), czy fabryka elektrod – jedna z najstarszych na świecie (obydwa zakłady pracują do dziś). O poziomie raciborskiego przemysłu i jakości jego produktów świadczą certyfikaty ISO oraz nagrody i wyróżnienia zdobywane na targach na całym świecie. Według danych z roku 2002 średni dochód na mieszkańca wynosił 1294,31 zł.

### Bezrobocie
W latach 2000–2004 odnotowano spadek liczby bezrobotnych. W 2001 r. liczba bezrobotnych wynosiła 3 084, w 2002 r. – 3 176, a w 2003 r. – 2 905. W 2004 r. bez pracy pozostawało 2661 osób, co stanowiło około 11% mniej niż rok wcześniej. W 2005 r. liczba bezrobotnych wynosiła 2 490, czyli o ok. 6,5% mniej niż w poprzednim roku. W 2007 r. liczba bezrobotnych wynosiła 1094 osoby. W październiku 2010 r. było 2586 zarejestrowanych bezrobotnych.
W 2004 r. 27% spośród wszystkich bezrobotnych stanowiły osoby do 24 roku życia, jednakże w ciągu ostatnich 3 latach odnotowano spadek liczby bezrobotnych w tej grupie wiekowej. 26% ogółu bezrobotnych stanowią osoby w wieku 25–34 lata, 21% w wieku 35-44 oraz 26% w wieku powyżej 45 roku życia. W latach 2002–2004 odnotowano wzrost liczby bezrobotnych w wieku powyżej 55 lat.
W 2004 r. 34,6% ogółu bezrobotnych stanowiły osoby z wykształceniem gimnazjalnym lub niższym, 28,4% z wykształceniem zawodowym, 21,2% z wykształceniem policealnym i średnim zawodowym, 9,3% z wykształceniem średnim i 3,8% z wykształceniem wyższym.
W 2001 r. stopa bezrobocia w powiecie wynosiła 13,1%, a w 2002 r. wzrosła do 14,1%. W kolejnych latach udało się ją zmniejszyć i tak w 2003 r. wyniosła 13,8%, a w 2004 r. – 13,7%. W kolejnych latach stopa bezrobocia nadal spadała i tak w 2005 r. wynosiła 12,8%, w 2006 r. – 9,7%, w 2007 r. – 6,4% i w 2008 r. – 5,5%. W 2009 r. odnotowano wzrost stopy bezrobocia do poziomu 7,4%.

## Transport

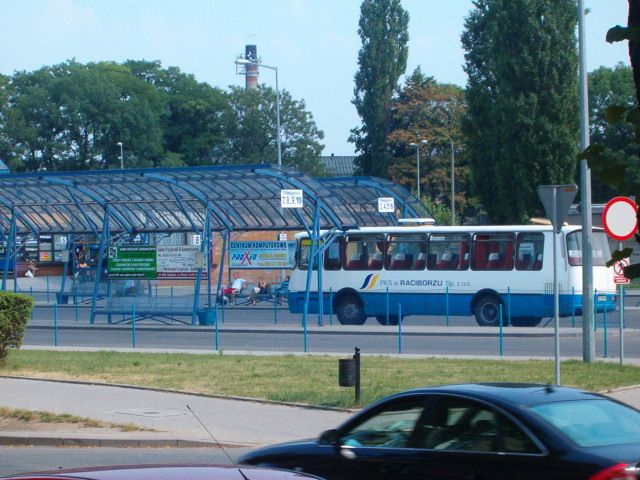
Dworzec PKS

Bardzo korzystne gospodarczo jest położenie Raciborza, bowiem miasto leży w obrębie Euroregionu Silesia, gdzie do roku 2007 funkcjonowało 21 przejść granicznych z Czechami (3 ogólnodostępne, 1 kolejowe i 17 małego ruchu).
W odległości ok. 40 km od Raciborza znajduje się lotnisko międzynarodowe w Ostrawie, ponadto w niewielkiej odległości od miasta, ok. 30 km leży autostrada A1.

### Komunikacja miejska
Na terenie Gminy Racibórz istnieje 8 linii autobusowych, które obsługuje Przedsiębiorstwo Komunalne. Są to linie: 10, 11, 12, 13, 14, 15, 16, 17. W związku z posiadaniem certyfikatu ISO 14001 wszystkie autobusy przystosowane są do używania biopaliwa.

### Transport kolejowy
W 1846 r. wybudowano pierwszą linię kolejową, która dwa lata później połączyła Berlin z Wiedniem. Racibórz był ważnym węzłem kolejowym.
Z Raciborza odjeżdża 28 pociągów REGIO, do Rybnika, Katowic, Chałupek, Kędzierzyna-Koźla oraz Wrocławia. Obecnie w mieście znajdują się dwie obsługiwane stacje kolejowe: Racibórz oraz Racibórz Markowice.

### Transport drogowy

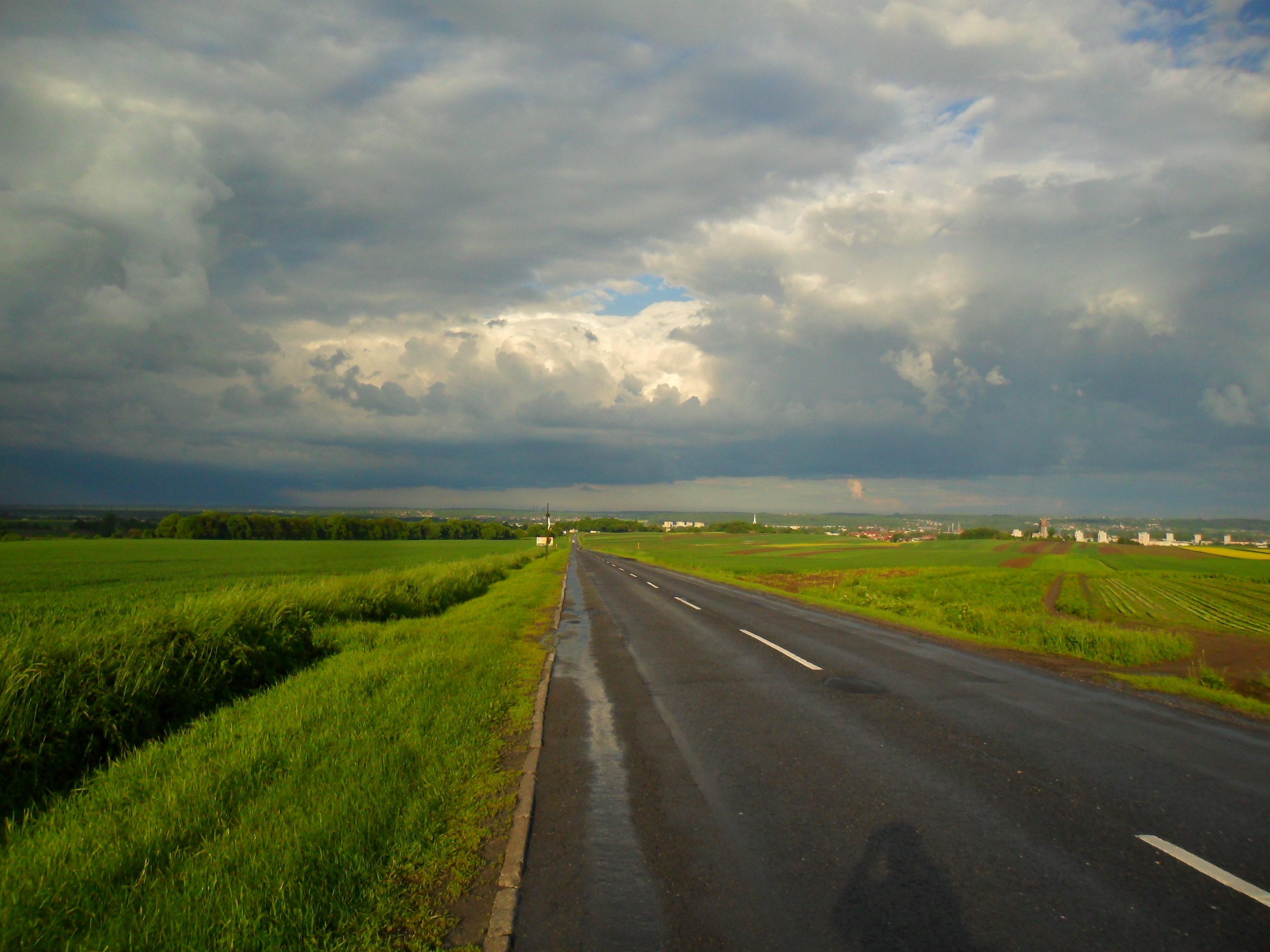
Ulica Głubczycka w Raciborzu – fragment drogi wojewódzkiej nr 416 na trasie Racibórz – Żerdziny, widok w stronę Raciborza Żerdziny

Przez miasto przebiegają drogowe szlaki komunikacyjne. Są to m.in.:
- droga krajowa nr 45: Chałupki – Racibórz – Opole – Kluczbork – Praszka – Wieluń – Złoczew
- droga wojewódzka nr 416: Krapkowice – Głogówek – Głubczyce – Kietrz – Racibórz
- droga wojewódzka nr 915: Racibórz – Zawada Książęca – Ciechowice
- droga wojewódzka nr 916: Pietraszyn – Samborowice – Racibórz
- droga wojewódzka nr 917: Krzanowice – Racibórz – Sudół
- droga wojewódzka nr 919: Racibórz – Rudy – Sośnicowice
- droga wojewódzka nr 935: Rudnik – Racibórz – Rydułtowy – Rybnik – Żory – Pszczyna

### Transport lotniczy
W 2011 r. otwarto oficjalnie sanitarne lądowisko przy ul. Gamowskiej.

## Media
W mieście wydawane są dwa tygodniki, jeden dwutygodnik i jeden miesięcznik, które traktują o sprawach związanych z regionem, nadają także jedna lokalna stacja radiowa i telewizja. W Raciborzu wydawane są także ogólnopolski dwumiesięcznik energetyczny Nowa Energia i półrocznik kulturalny Almanach Prowincjonalny.
- „Tygodnik Regionalny Nowiny”
- „Nowiny Raciborskie”
- Nowa Energia
- „Oblicza Ziemi Raciborskiej”
- „Gazeta – Informator Raciborski”
- „Raciborski Portal Internetowy”, najstarszy w mieście (działający od 2001 w oparciu o witrynę internetową www.raciborz.com.pl)[178]
- „Nasz Racibórz”
- Radio „Vanessa”
- Polsko-Niemieckie Radio „MITTENDRIN”
- Raciborska Telewizja Kablowa
- „Niezależny Portal Raciborski”
- Wydawnictwo BMP, wydawca 8 ogólnopolskich czasopism branżowych: Energetyka Cieplna i Zawodowa, Chemia Przemysłowa, Kierunek WOD-KAN, Kierunek Spożywczy, Przemysł Farmaceutyczny, Przemysł Kosmetyczny, Surowce i maszyny budowlane, Pompy Pompownie.

## Polityka

### Władze miasta

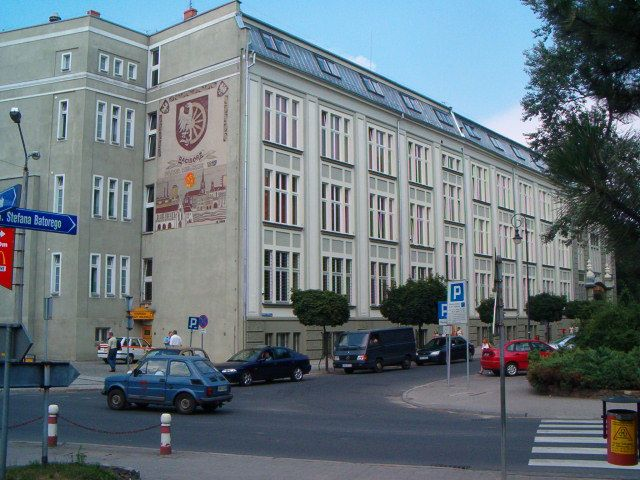
Urząd Miasta

Obecnym prezydentem miasta Racibórz jest Jacek Wojciechowicz. Od zajęcia miasta przez wojska radzieckie w marcu 1945 r. miasto miało 17 prezydentów i 24 wiceprezydentów. Najważniejsze stanowisko we władzach wykonawczych Raciborza było na przestrzeni lat różnie nazywane: od 9 maja 1950 r. najważniejszą osobę nazywano przewodniczącym rady miejskiej, od 15 maja 1963 r. naczelnikiem, a od 30 czerwca 1975 r. przywrócono nazwę prezydent, która jest w użyciu do dziś. W 2002 r., po nowelizacji Ustawy o samorządzie lokalnym rada miasta utraciła prawo wyboru prezydenta. Zgodnie z tą ustawą 27 października 2002 r. odbyły się pierwsze wybory powszechne na prezydenta Raciborza, w których został wybrany Jan Osuchowski.

### Rada Miasta
W skład Rady Miasta Raciborza wchodzi 23 radnych, wybieranych w wyborach bezpośrednich.
| Ugrupowanie                                         | Kadencja 2002−2006 | Kadencja 2006−2010 | Kadencja 2010–2014 | Kadencja 2014–2018 |
| --------------------------------------------------- | ------------------ | ------------------ | ------------------ | ------------------ |
| Sojusz Lewicy Demokratycznej                        | 6 (SLD-UP)         | 1 (LiD)            | –                  | –                  |
| Inicjatywa Samorządowa Pojednanie                   | 1                  | –                  | –                  | –                  |
| Ruch Samorządowy Racibórz 2000                      | 7                  | 4                  | 5                  | –                  |
| Forum Samorządowe Regionu Raciborskiego             | 3                  | –                  | –                  | –                  |
| Towarzystwo Miłośników Ziemi Raciborskiej           | 6                  | 3                  | –                  | –                  |
| Prawo i Sprawiedliwość                              | –                  | 4                  | –                  | –                  |
| Platforma Obywatelska                               | –                  | 3                  | 5                  | –                  |
| Oblicze Dla Rozwoju Raciborza                       | –                  | 3                  | –                  | –                  |
| Mirosław Lenk „Razem dla Raciborza”                 | –                  | 5                  | 6                  | 11                 |
| Komitet Obywatelski Raciborzan                      | –                  | –                  | 3                  | –                  |
| Raciborskie Stowarzyszenie Samorządowe Nasze Miasto | –                  | –                  | 4                  | –                  |
| KWW Dawida Wacławczyka                              | –                  | –                  | –                  | 7                  |
| Czas na Zmiany w Mieście                            | –                  | –                  | –                  | 2                  |
| Mniejszość Niemiecka                                | –                  | –                  | –                  | 1                  |
| KWW Michała Fity                                    | –                  | –                  | –                  | 1                  |
| KWW Michała Wosia                                   | –                  | –                  | –                  | 1                  |

### Współpraca międzynarodowa
Do tej pory Racibórz podpisało osiem umów o współpracy z innymi miastami. Wszystkie miasta znajdują się w Europie.
| Miasta partnerskie Raciborza    | Miasta partnerskie Raciborza                |
| Miasto                          | Data i miejsce podpisania umowy             |
| ------------------------------- | ------------------------------------------- |
| Opawa                           | 1 czerwca 1991 r. w Opawie                  |
| Roth                            | 19 września 1992 r. w Raciborzu             |
| Leverkusen                      | 18 marca 2002 r. w Leverkusen               |
| Tyśmienica                      | 8 maja 2004 r. w Raciborzu                  |
| Wrexham                         | 8 maja 2004 r. w Raciborzu                  |
| Kędzierzyn-Koźle                | 22 lipca 2005 r. w Raciborzu                |
| Villeneuve-d’Ascq               | 16 października 2007 r. w Villeneuve-d’Ascq |
| Zugló                           | 11 grudnia 2008 r. w Zugló                  |
| Miasta zaprzyjaźnione Raciborza |                                             |
| Prudnik                         | –                                           |

Pierwsza umowa partnerska została podpisana za rządów Jana Kuligi z czeską Opawą. Umowę podpisano 1 czerwca 1991 r. w Opawie. Miasta współpracują ze sobą w zakresie wymiany doświadczeń między organami samorządowymi zarządzającymi miastami, organizacji kontaktów służb miejskich i jednostek organizacyjnych, które obsługują ludność obu miast oraz w zakresie stwarzania warunków do współpracy instytucji kultury, sztuki, sportu, turystyki i rekreacji. W 2003 r. za rządów Jana Osuchowskiego odbyła się wspólna sesja rad obu miast.
Umowa z Roth została podpisana 19 września 1992 r. w Raciborzu. Współpraca ma dotyczyć tych samych aspektów jak w przypadku umowy z Opawą. W 2002 r. obchodzono 10-lecie podpisania umowy. W uroczystościach zorganizowanych z tej okazji uczestniczyli ówczesny prezydent Raciborza Adam Hajduk oraz nadburmistrz Roth Richard Erdmann.
Umowę z Królewcem podpisano w tym mieście 5 marca 2002 r. przez prezydenta Raciborza Adama Hajduka i mera Królewca, Aleksieja Koniuszenko. Umowa dotyczyła wymiany doświadczeń między samorządami, w tym w sprawach socjalnych i ochrony środowiska. Ponadto współpraca miała miejsce w takich dziedzinach jak przemysł i handel, a na terenach miast realizowano wspólne przedsięwzięcia. Strony zobowiązały się też do współpracy w zakresie edukacji i kultury, w tym do współpracy między szkołami oraz wymiany dzieci i młodzieży. Po rosyjskiej agresji na Ukrainę w 2022 roku współpraca obydwu miast została zerwana.
Umowę z Leverkusen podpisano 18 marca 2002 r. w tym mieście. Racibórz reprezentował prezydent Adam Hajduk, a Leverkusen Paul Hebbel, jego nadburmistrz. Współpraca dotyczy m.in. polityki komunalnej, sportu, turystyki, kultury, kontaktów religijnych, rozwoju gospodarczego, naukowego, technicznego oraz współpracy młodzieży.
8 maja 2004 r. w Raciborzu została podpisana umowa z Tyśmienicą. Współpraca ma dotyczyć wymiany doświadczeń między samorządami, gospodarki komunalnej, ochrony środowiska, rozwoju małych i średnich przedsiębiorstw, wymiany kontaktów pomiędzy przedsiębiorstwami, instytucjami, szkołami i mieszkańcami, a także takich dziedzin jak kultura, oświata, sport i rekreacja.
Umowę z Kędzierzynem-Koźlem podpisano 22 lipca 2005 r. w Raciborzu. List intencyjny podpisali prezydent Raciborza Jan Osuchowski oraz prezydent Kędzierzyna-Koźla Wiesław Fąfara. Współpraca ma dotyczyć dwóch sfer: kultury i sportu. W sferze kultury współpraca ma dotyczyć organizacji wspólnych przedsięwzięć oraz wymiany informacji o organizowanych imprezach. Natomiast w sferze sportu współpraca dotyczy głównie wspólnej organizacji imprezy „Odra – rzeką integracji europejskiej”, czyli tzw. Pływadła.
Umowa z Villeneuve-d’Ascq została podpisana 16 października 2007 r. w tej miejscowości przez wiceprezydenta Raciborza Wojciecha Krzyżeka oraz mera Villeneuve-d’Ascq, J.M. Stievenarda. Zawarta została za rządów Mirosława Lenka. Współpraca ma dotyczyć takich sfer jak: ochrona środowiska, promocja zrównoważonego rozwoju, kultura, turystyka, sport i rekreacja oraz administracja lokalna.
11 grudnia 2008 r. podpisano umowę z Zugló, tj. XIV dzielnicą miasta stołecznego Budapeszt. Podpisana została w tej dzielnicy przez wiceprezydenta Raciborza Wojciecha Krzyżeka oraz burmistrza Zugló Leonárda Weineka. Zawarta została za rządów Mirosława Lenka. Współpraca ma dotyczyć wymiany doświadczeń między samorządami oraz takich sfer jak oświata, sprawy społeczne, kultura, turystyka, sport i rekreacja czy ochrona środowiska.
Ponadto Racibórz i Prudnik są miastami zaprzyjaźnionymi. Współpraca ma dotyczyć wymiany doświadczeń między samorządami w sferze rozwoju turystyki.

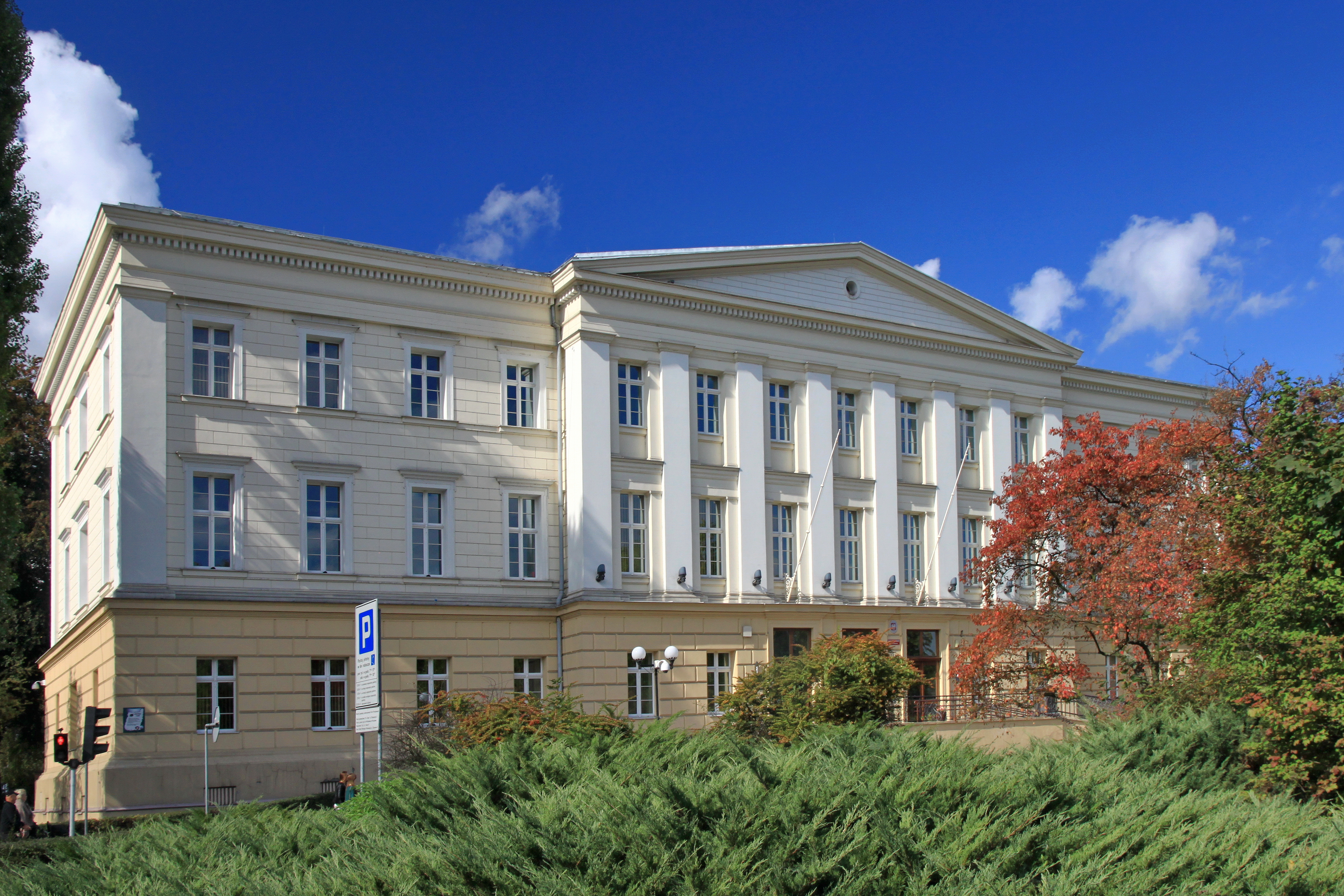
Sąd Rejonowy w Raciborzu

### Urzędy i instytucje
W Raciborzu jako siedzibie powiatu raciborskiego znajduje się wiele ważnych urzędów i instytucji.
Do lat 50 XX w. w Raciborzu istniał sąd okręgowy. Mieścił się on w budynku obecnego zakładu poprawczego. Został on zlikwidowany w związku z reorganizacją sądownictwa. Sądy okręgowe zostały zniesione, a na ich miejsce wprowadzono sądy wojewódzkie. Do jego jurysdykcji należały powiaty głubczycki, kozielski i raciborski.

## Sport
Rozwojowi sportu i rekreacji ruchowej sprzyjają m.in. :

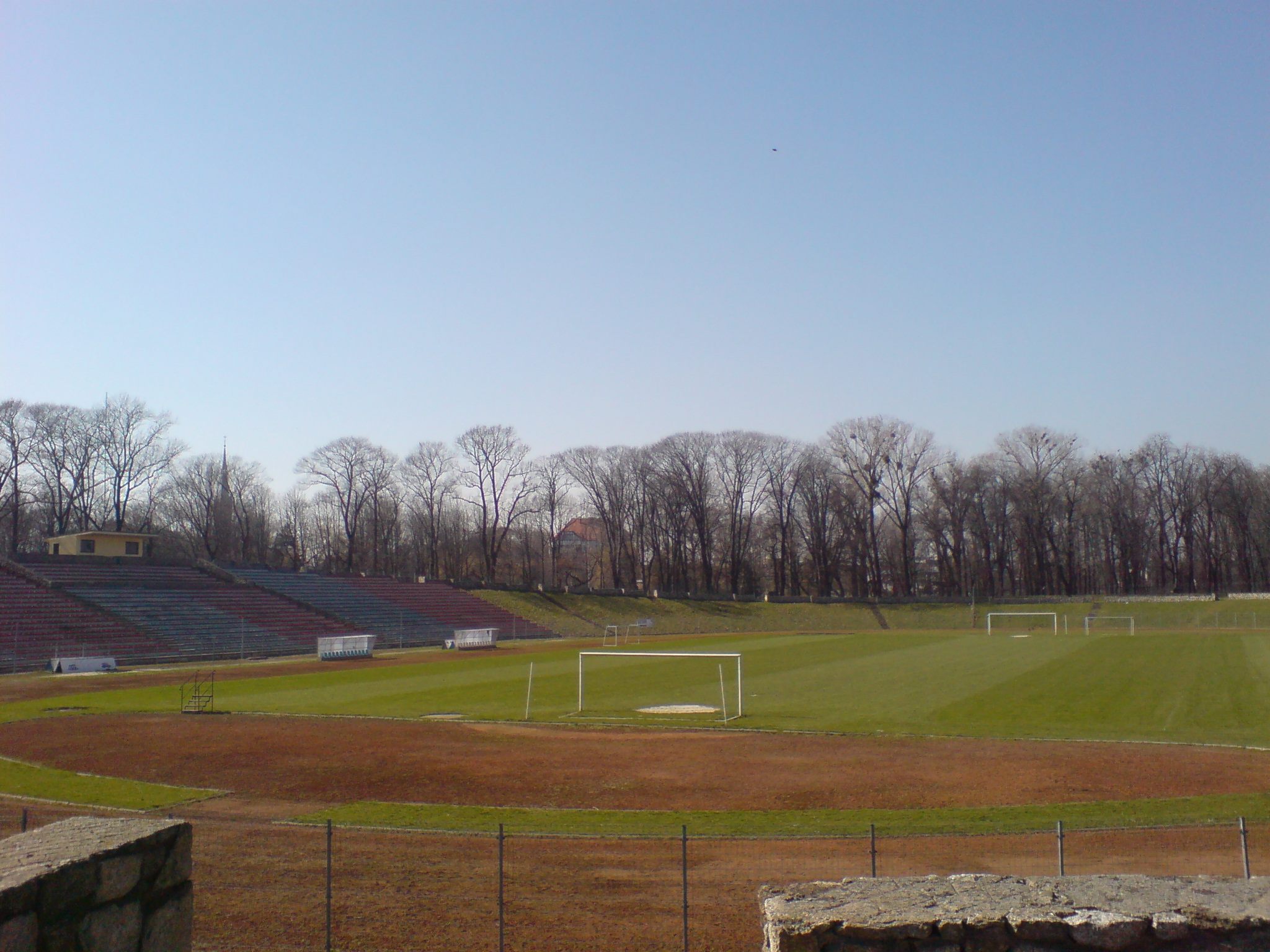
Stadion OSiR-u

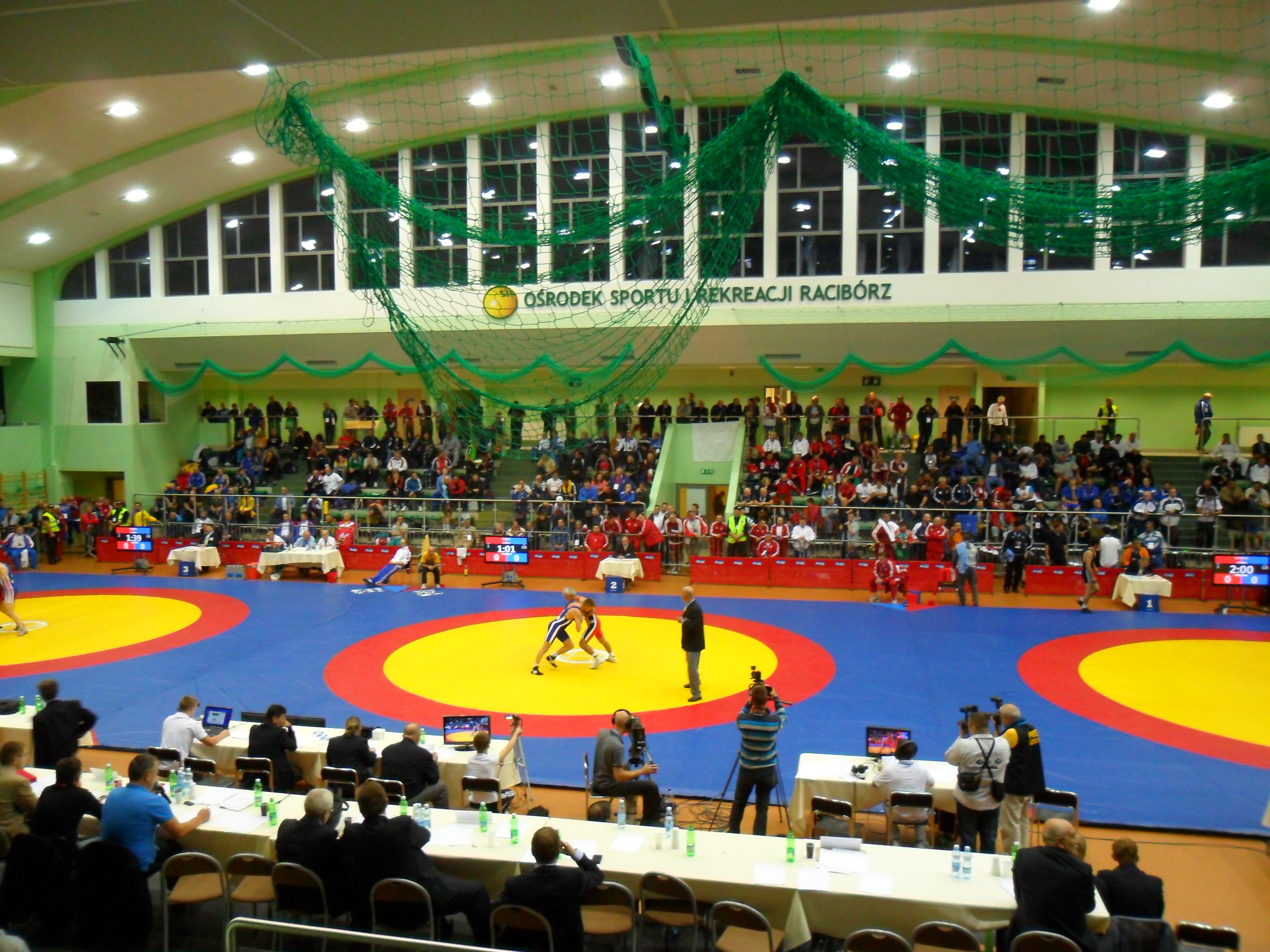
Rafako Arena, MŚ Weteranów w zapasach, Racibórz 2011

- 10 stadionów i dużych boisk sportowych
- 3 hale sportowe
- 2 kryte pływalnie
- 8 kortów tenisowych
- 26 sal gimnastycznych
- 2 kręgielnie
- lodowisko odkryte
- strzelnica sportowa
- 5 „orlików”

Największym osiągnięciem było zdobycie złotego medalu na Igrzyskach Olimpijskich w Atlancie w 1996 r. przez zapaśnika Ryszarda Wolnego.
Wielu raciborskich zapaśników, pływaków, lekkoatletów i szachistów reprezentowało Polskę na Mistrzostwach Świata i Europy, zdobywali również tytuły i medale Mistrzostw Kraju w różnych kategoriach sportowych.
Największym kompleksem obiektów sportowych w mieście zarządza Ośrodek Sportu i Rekreacji, który w 1995 r. oddał do użytku pole minigolfa, a w 1996 r. dokonał gruntownego remontu basenu. W latach 1995–1997 Ośrodek Sportu i Rekreacji przeprowadził 329 imprez sportowych, w których wzięło udział 125 tysięcy uczestników.
Miasto od wielu lat jest miejscem, gdzie są rozgrywane mistrzostwa kraju w pływaniu, zapasach oraz ogólnopolskie i międzynarodowe wyścigi kolarskie i turniejów szachowych. To tutaj odbywa się wojewódzka inauguracja Dni Olimpijczyka. W poprzednich latach w Raciborzu odbyły się Mistrzostwa Polski w szachach i akrobatyce, Ogólnopolskie Dni Kultury Fizycznej, a także Centralna Inauguracja Sportowego Roku Szkolnego.
Racibórz jest miastem, w którym funkcjonuje zamknięty cykl szkolenia sportowego, który rozpoczyna się od klas sportowych, poprzez doskonalenie umiejętności w Zespole Szkół Ogólnokształcących Mistrzostwa Sportowego, kończąc na możliwości kontynuowania nauki w Kolegium Nauczycielskim.
Miasto organizuje Memoriał im. młodszego kapitana A. Kaczyny i druha A. Malinowskiego (strażaków poległych w gaszeniu dużego pożaru lasu w Kuźni Raciborskiej w sierpniu 1992 r.), dawniej wyścig kolarski, a obecnie zawody zapaśnicze. Z Raciborza wywodzą się: pływaczka Katarzyna Dulian oraz złoci medaliści Igrzysk Olimpijskich, zapaśnik Ryszard Wolny i bramkarz reprezentacji Polski w piłce nożnej, Hubert Kostka.

### Kluby sportowe
- Pływacki: Victoria Racibórz
- Piłkarskie: KP Unia Racibórz, RTP Unia Racibórz, KS Rafako Racibórz, LKS 07 Markowice, LKS Ocice Racibórz, LKS Studzienna, LKS Brzezie, LKS Wicher Płonia
- Zapaśniczy: MKZ Unia Racibórz
- Siatkarski: KS AZS Rafako Racibórz
- Szachowy: KSz Silesia Racibórz
- Tenisowy: TKKF Rafako
- Karate: Raciborski Klub Karate Kyokushin
- Podnoszenia ciężarów: TKKF Belfer Racibórz
- Aikido: Raciborski Ośrodek Aikido
- Koszykówka: Ofensywa Racibórz
- Futbol Amerykański: KS Raptors Racibórz
- Wioślarstwo i kajakarstwo: Raciborskie Towarzystwo Wioślarskie
- Klub sportów walki: Klub Łamator:

## Turystyka

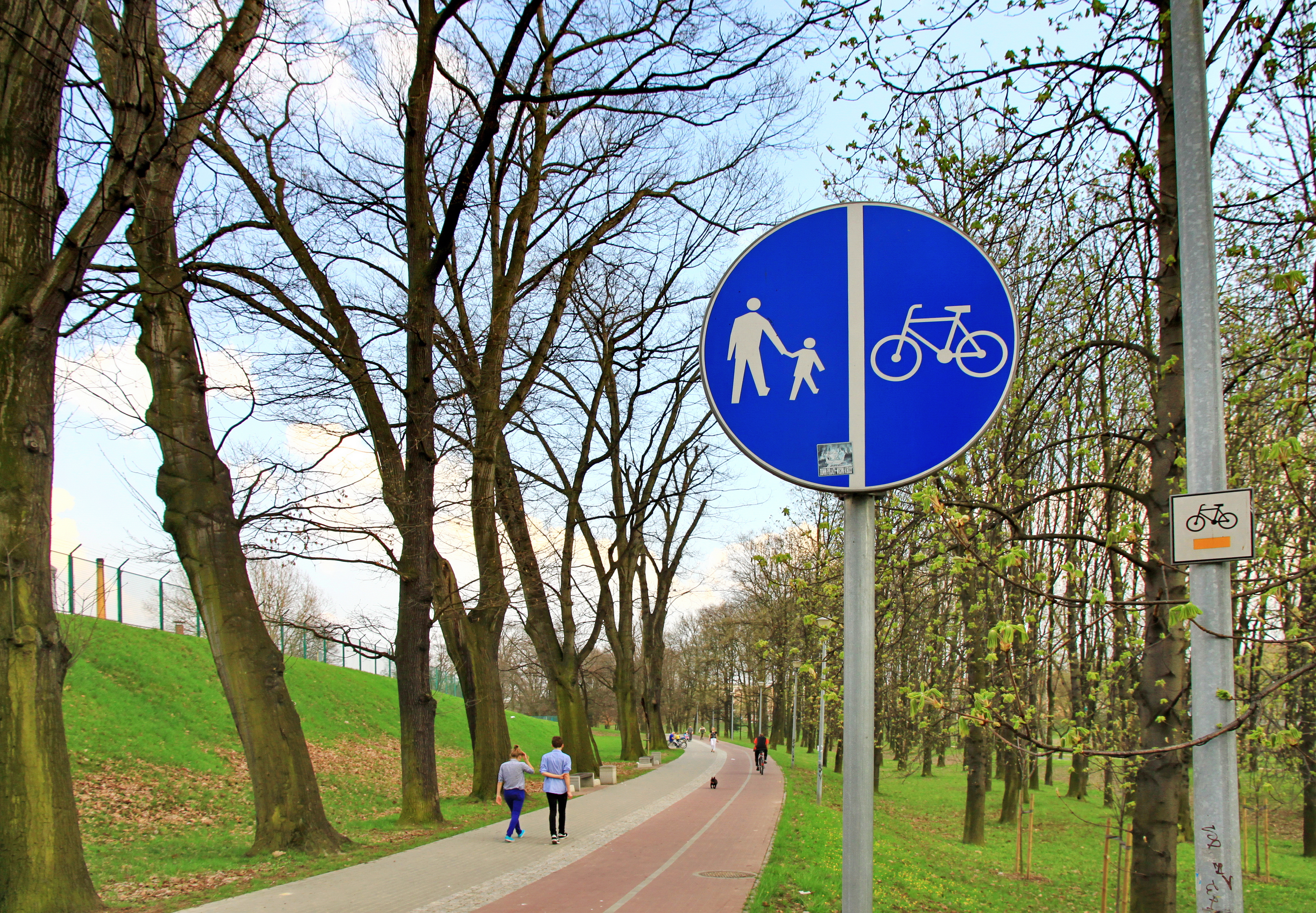
Ścieżka w Parku Zamkowym i fragment żółtej trasy rowerowej (Katowice – Głubczyce)

### Szlaki turystyczne
Szlak im. Polskich Szkół Mniejszościowych
- Trasa: Chałupki – Tworków – Racibórz – Markowice – Łęg – Kuźnia Raciborska – Bierawa

 Szlak im. Husarii Polskiej
- Trasa: Będzin – Bytom – Tarnowskie Góry – Gliwice – Rudy – rezerwat Łężczok – Racibórz – Pietrowice Wielkie – Krzanowice

 Szlak im. Młodości J. Von Eichendorffa
- Trasa: Brzezie – Pogrzebień – Kobyla – Markowice – Łubowice

 Szlak Gołęszyców
- Trasa: Racibórz Kamieniok – Brzezie – Kobyla – Grodzisko – Syrynia

### Trasy rowerowe
- Trasa rowerowa nr 6, która prowadzi ze Sławkowa do granicy polsko-czeskiej Krzanowice/Strahovice. Częściowo prowadzi szlakiem im. Husarii Polskiej, a ukazuje walory przyrodnicze i architektoniczne terenu przez który prowadzi. Odcinek od Raciborza do granicy ma długość 19 km.
- Trasa rowerowa nr 2: Katowice – Mikołów – Orzesze – Czerwionka-Leszczyny – Rybnik – Racibórz – Gródczanki – Kietrz – Księże Pole – Czerwonków – Baborów – Dziećmarów – Głubczyce

### Baza noclegowa
W Raciborzu znajdują się 2 hotele trzygwiazdkowe oraz 1 dwugwiazdkowy. Ponadto istnieją 2 domy studenta, 2 domy sportowca, domy gościnne.

## Ochrona środowiska
Racibórz jest pierwszą gminą w Polsce i w Europie, która zdobyła certyfikat ISO 14001. Miasto wprowadza nowatorskie rozwiązania w zakresie ochrony środowiska, m.in. w zakresie gospodarki odpadami, edukacji ekologicznej i ochrony przyrody. W mieście na każdym osiedlu znajdują się odpowiednie kontenery do segregacji odpadów, natomiast do domów jednorodzinnych dostarczane są odpowiednie worki.